# Серов, Валентин Александрович

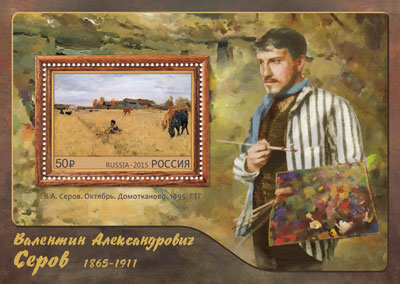
Почтовый блок России, посвящённый 150-летию со дня рождения В. А. Серова с изображением картины «Октябрь. Домотканово»

Валенти́н Алекса́ндрович Серо́в (7 [19] января 1865, Санкт-Петербург — 5 декабря 1911[…], Москва) — русский живописец и рисовальщик, один из главных и наиболее популярных портретистов русского модерна рубежа XIX—XX веков. Академик (с 1898), действительный член (1903—1905) Императорской Академии художеств.

## Биография
Родился в семье композиторов Александра Серова и Валентины Серовой (урождённой Бергман) 7 (19) января 1865 года. Его прадедом (со стороны отца) был естествоиспытатель Карл Габлиц. Летом 1869 года впервые выехал с родителями за границу.

### 1870—1879
1871 год — после смерти отца (20 января) в связи с отъездом матери в Мюнхен для продолжения образования после ухода из консерватории (обучение композиции и теории музыки), Валентин Серов был помещён в коммуну Н. Н. Друцкой-Соколинской в имении Никольское Смоленской губернии. Здесь впервые проявился его талант к рисованию.
1872 год — после распада коммуны был привезён к матери в Мюнхен.
1873 год — стал учиться рисованию у немецкого графика Карла Кёппинга.
1874 год — с октября начал заниматься в Париже (на улице Верон, 31) с И. Е. Репиным, который отмечал: «он с таким самозабвением впивался в свою работу, что я заставлял иногда оставить её».
1875 год — после возвращения в Россию жил летом в селе Абрамцево у Мамонтовых. Здесь им был написан натюрморт «Синяя ваза». В сентябре начал посещать гимназию Карла Мая в Санкт-Петербурге.
1876 год — с весны, вместе с матерью и её фактическим мужем, студентом-нигилистом Василием Ивановичем Немчиновым, жил в Киеве и на хуторе Немчинова Ахтырка в Харьковской губернии. Мать в это время писала о нём своей подруге, Елене Бларамберг-Апрелевой: «он кроме лошадей да ружья ничего знать не хочет…» Осенью, по рекомендации Репина, Валентин Серов стал посещать рисовальную школу Николая Ивановича Мурашко, где через некоторое время был удостоен малой серебряной медали. В это время у него появился младший брат, Александр (1876—1885).
1877 год — осенью начал учиться во втором классе киевской гимназии, одновременно продолжая занятия в рисовальной школе.
1878 год — вновь, вынужденно, уехал с родителями в Ахтырку, где появились карандашные рисунки имения. Из-за начавшейся в губернии эпидемии холеры мать с детьми уехала в Москву, где осенью возобновились занятия с И. Е. Репиным, жившим в Хамовниках; также Валентин Серов был определён в третий класс первой московской прогимназии.
1879 год — в начале апреля, после рождения дочери Надежды (1879—1951), мать Валентина Серова с двумя младшими детьми уехала в имение Сябринцы Новгородской губернии. Валентин Серов остался в Москве в семье тёти по линии матери Софьи Семёновны Колль, так как был отчислен из прогимназии за неуспеваемость. Репин вспоминал: «Первую свою картину он начал в Москве, живя у меня в 1878—1879 году. На уроки по наукам … ему надо было ходить почти от Девичьего поля (Зубово) к Каменному мосту на Замоскворечье. Спустившись к Москве-реке, он пленился одним пролётом моста, заваленным, по-зимнему, всяким хламом вроде старых лодок, бревен от шлюзов и пр. … и он долго-долго засиживался над лоскутком бумаги, перетирая его до дыр, переходя на свежие листки, но неуклонно преследуя композицию своей картины. <…> Ещё мальчиком Серов не пропускал ни одного мотива живой действительности, чтобы не схватиться за него оружием художника…».

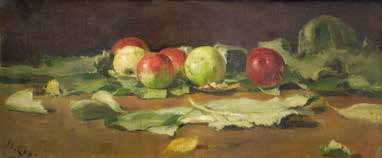
Яблоки на листьях. 1879

Летом с Репиным он жил в Абрамцеве, участвовал в домашних спектаклях семьи С. И. Мамонтова; появились первые известные карандашные портреты Валентина Серова: Саввы Ивановича Мамонтова, Татьяны Анатольевны Мамонтовой и учителя, Ильи Ефимовича Репина; с осени жил с Репиным в Санкт-Петербурге; познакомился со своей будущей женой — Ольгой («Лёлей») Фёдоровной Трубниковой, которая после смерти матери с десятилетнего возраста воспитывалась в семье тёти Аделаиды Семёновны Симонович.

### 1880—1889

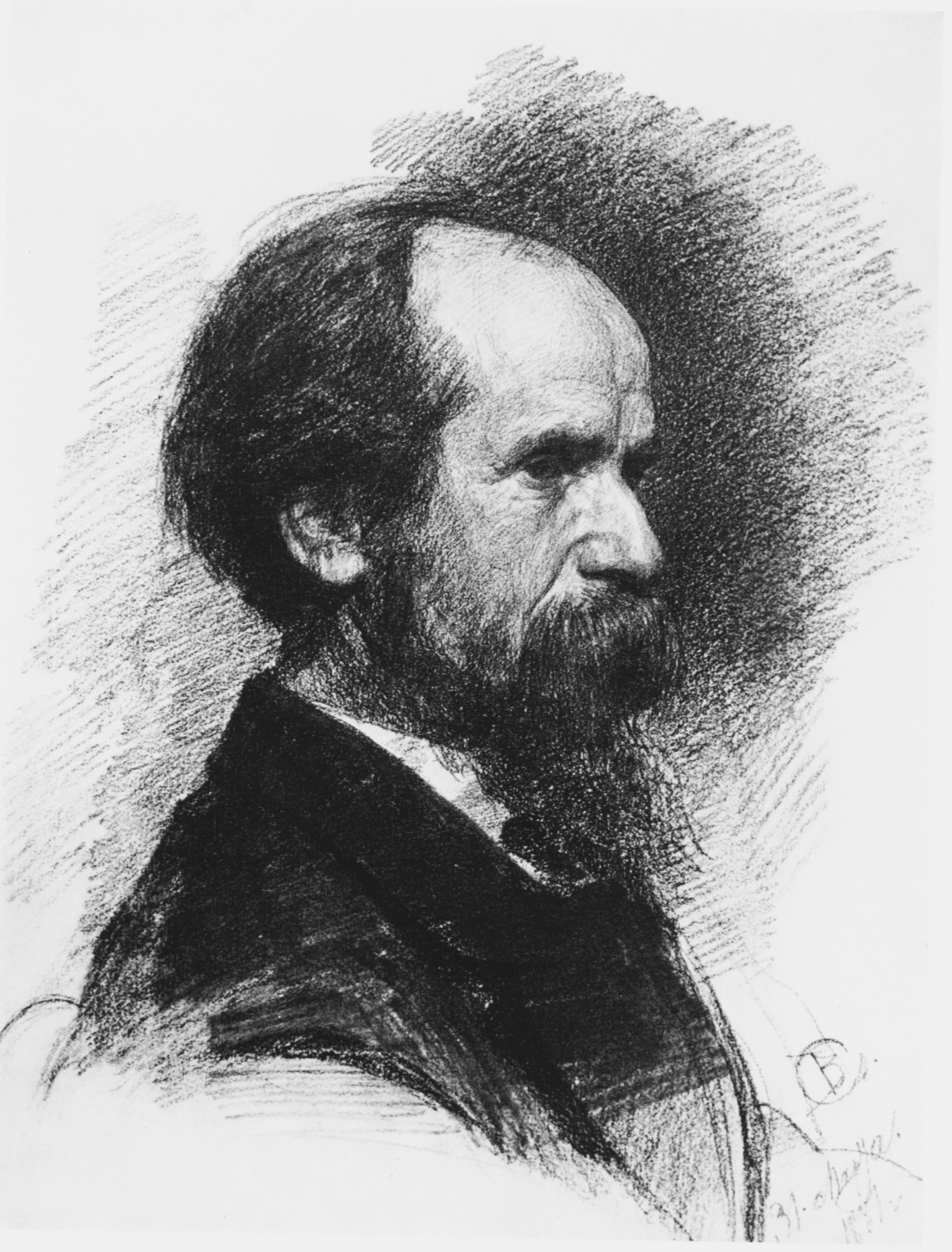
портрет Павла Чистякова, 1881

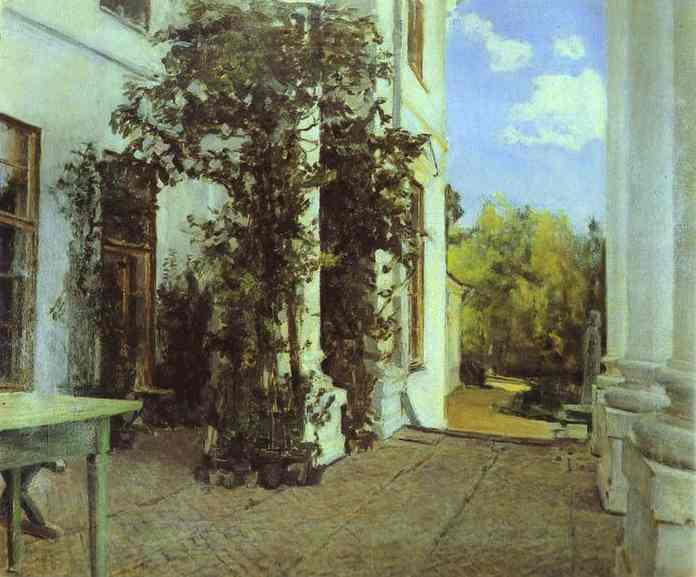
Терраса в Введенском. 1880-е

1880 год — в начале лета путешествовал с Репиным по Крыму и Украине — по местам, связанным с Запорожской Сечью. Осенью был зачислен вольнослушателем в Императорскую Академию художеств; одновременно посещал частную студию П. П. Чистякова.
1881 год — зимой рисовал всех членов семейства тётки, Аделаиды Семёновны Симонович-Бергман и её мужа Якова Мироновича; 31 марта окончил рисунок головы своего учителя П. П. Чистякова; летом работал с Репиным в Абрамцеве и окрестностях.
1882 год — сдав необходимые экзамены, в августе был переведён из вольнослушателей в «академисты» (ученики) — на III курс Академии; с осени стал посещать акварельные классы И. Е. Репина, который писал В. Д, Поленову: «По воскресеньям утром у меня собираются человек шесть молодежи — акварелью. Антон да ещё Врубель — вот тоже таланты. Сколько любви и чувства изящного! Чистяков хорошие семена посеял, да и молодежь эта золотая!!! Я у них учусь». Жил в это время Валентин Серов на 3-й линии Васильевского острова — д. 40, кв. 10. Скончался отчим Василий Иванович Немчинов.
1883 год — летом путешествовал по Крыму и Кавказу со своим товарищем В. Д. Дервизом.
1884 год — летом, работая в Абрамцеве, создал одно из первых своих значительных произведений — портрет Л. А. Мамонтовой; в переписке с Ольгой Трубниковой уже обнаруживаются их взаимные чувства. Осенью нашёл себе новое жильё: «Комнатка у меня совсем как у немецкого композитора. Небольшая, но в три окна, светлая, чистенькая. Одно окно меня приводит всегда в восторг: оно все почти сплошь заполнено готической киркой очень милой архитектуры, стрельчатые окна, контрфорсы, флораны, шпиль, одним словом, готика»; в письме к Е. Г. Мамонтовой Валентин Серов признавался, что рисунки с натурщиков доставляют ему большое удовольствие: «хотя я уже их третью зиму рисую, но все же с удовольствием именно теперь».
1885 год — весной кратковременно был в Москве, откуда писал невесте: «Здесь, у Мамонтовых, много молятся и постятся, то есть Елизавета Григорьевна и дети с нею. Не понимаю я этого, я не осуждаю, не имею права осуждать религиозность и Елизавету Гр<игорьевну>, потому что слишком уважаю её — я только не понимаю всех этих обрядов. Я таким всегда дураком стою в церкви (в русской в особенности, не переношу дьячков и т. д.), совестно становится. Не умею молиться, да и невозможно, когда о боге нет абсолютно никакого представления». Получил в Академии «серебряную второго достоинства медаль от 27 апреля 1885 г. за этюд с натуры». В мае вместе с матерью уехал за границу, где встретился со своим первым учителем рисования Кёппингом; в Мюнхене, в Пинакотеке, Серов скопировал «Портрет молодого испанца» Веласкеса (эта копия находится в ГТГ); посетил Всемирную выставку в Антверпене. В конце лета, возвращаясь из-за границы, три недели пробыл в Москве и усадьбе Абрамцево, где написал портреты С. И. Мамонтова и певца его частной оперы д’Андраде. В сентябре вместо занятий в Академии уехал в Одессу, чтобы встретиться с невестой; в имении Н. Д. Кузнецова весь октябрь писал этюд «Волы» и к концу года вернулся в Москву. В этом году в возрасте 9 лет от скарлатины скончался его единоутробный брат Александр Немчинов, живший у Симоновичей.
Работы Серова за 1885 год

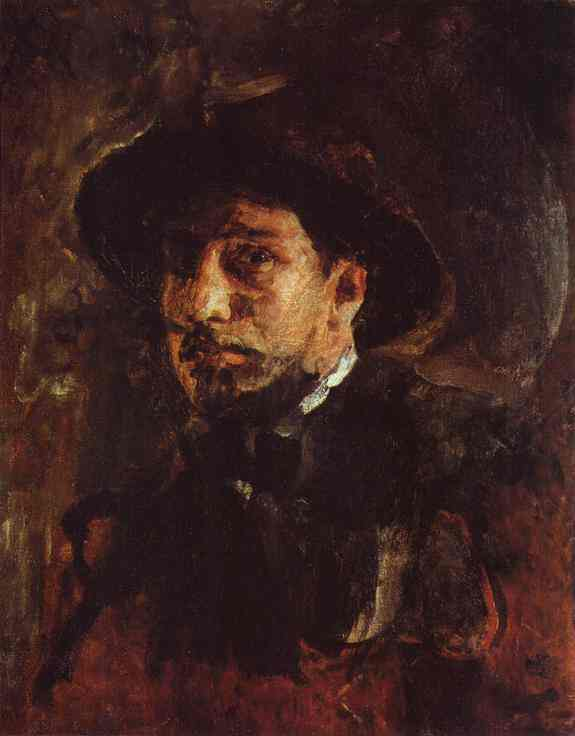
Автопортрет
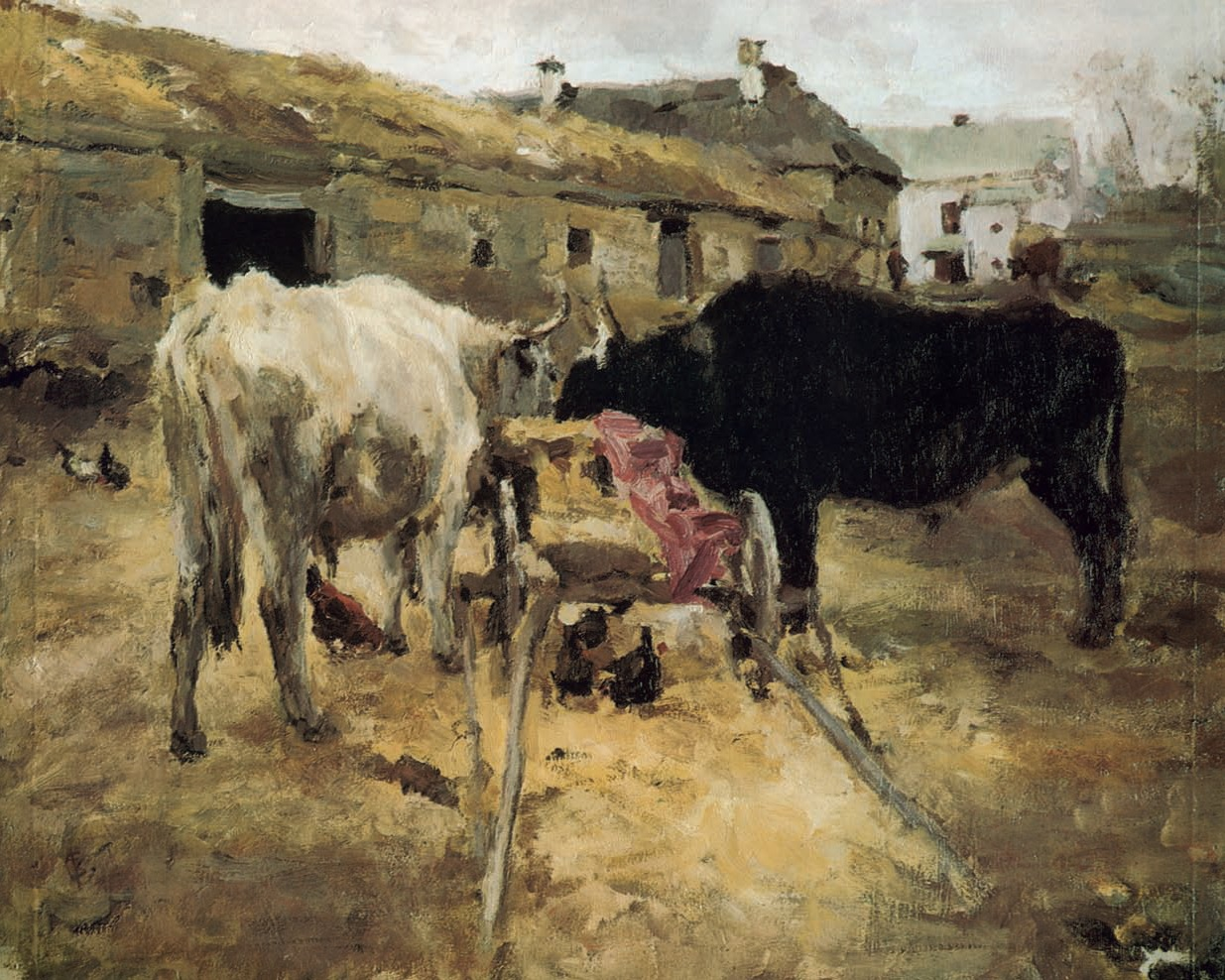
Волы
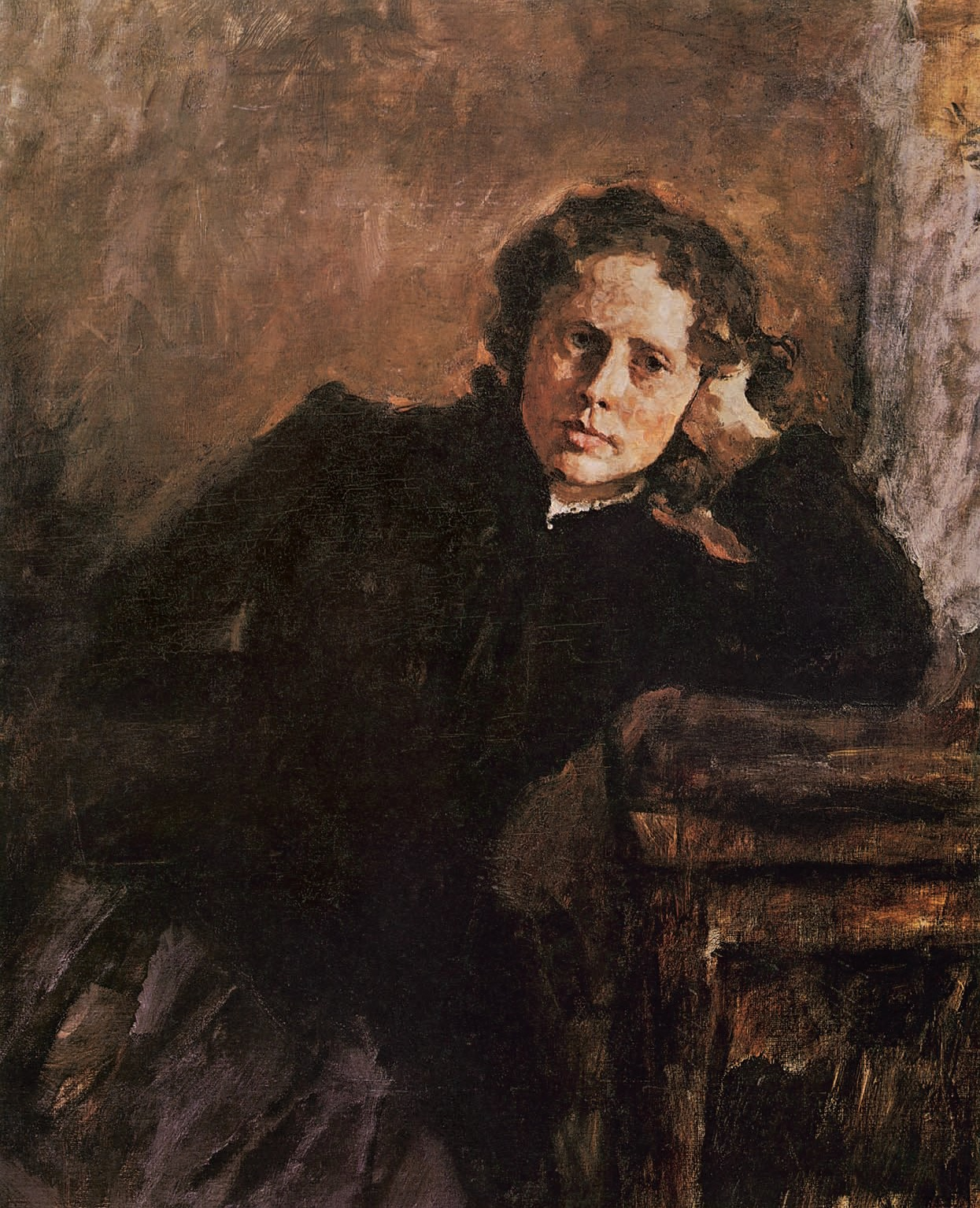
О. Ф. Трубникова

1886 год — в начале года были написаны этюды «Зима в Абрамцеве», портрет певицы Марии Ван Зандт; в мае у Симоновичей, в Едимоново Тверской губернии, Серов встретился со своей невестой Ольгой Трубниковой и написал её портреты у открытого окна; летом этого года его друг В. Д. Дервиз, обвенчавшись с Надеждой Симонович, приобрёл неподалёку обширное поместье Домотканово, куда позже неоднократно будет приезжать Валентин Серов. В сентябре было принято окончательное решение оставить Академию, и забрав документы, он был вынужден решать возникший вопрос с отбыванием воинской повинности, в связи с чем переехал в Москву — к Мамонтовым. Позднее Серов писал, что «в Академии ценил лишь мнение одного П. П. Чистякова».
Работы Серова за 1886 год

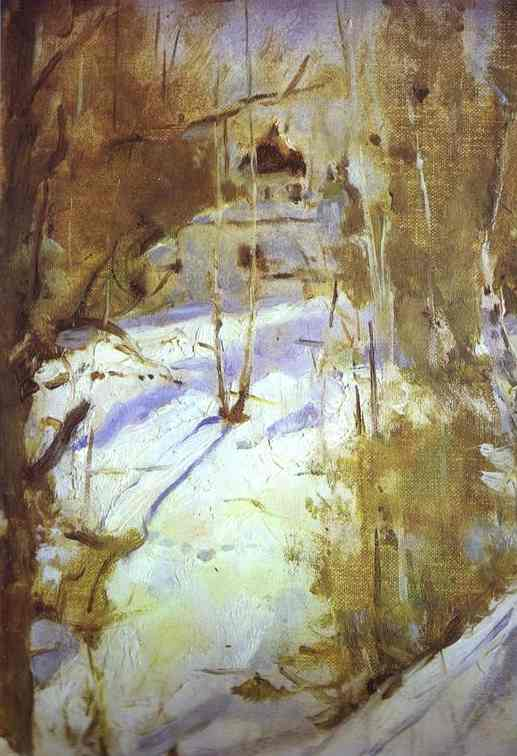
Зима в Абрамцеве. Церковь
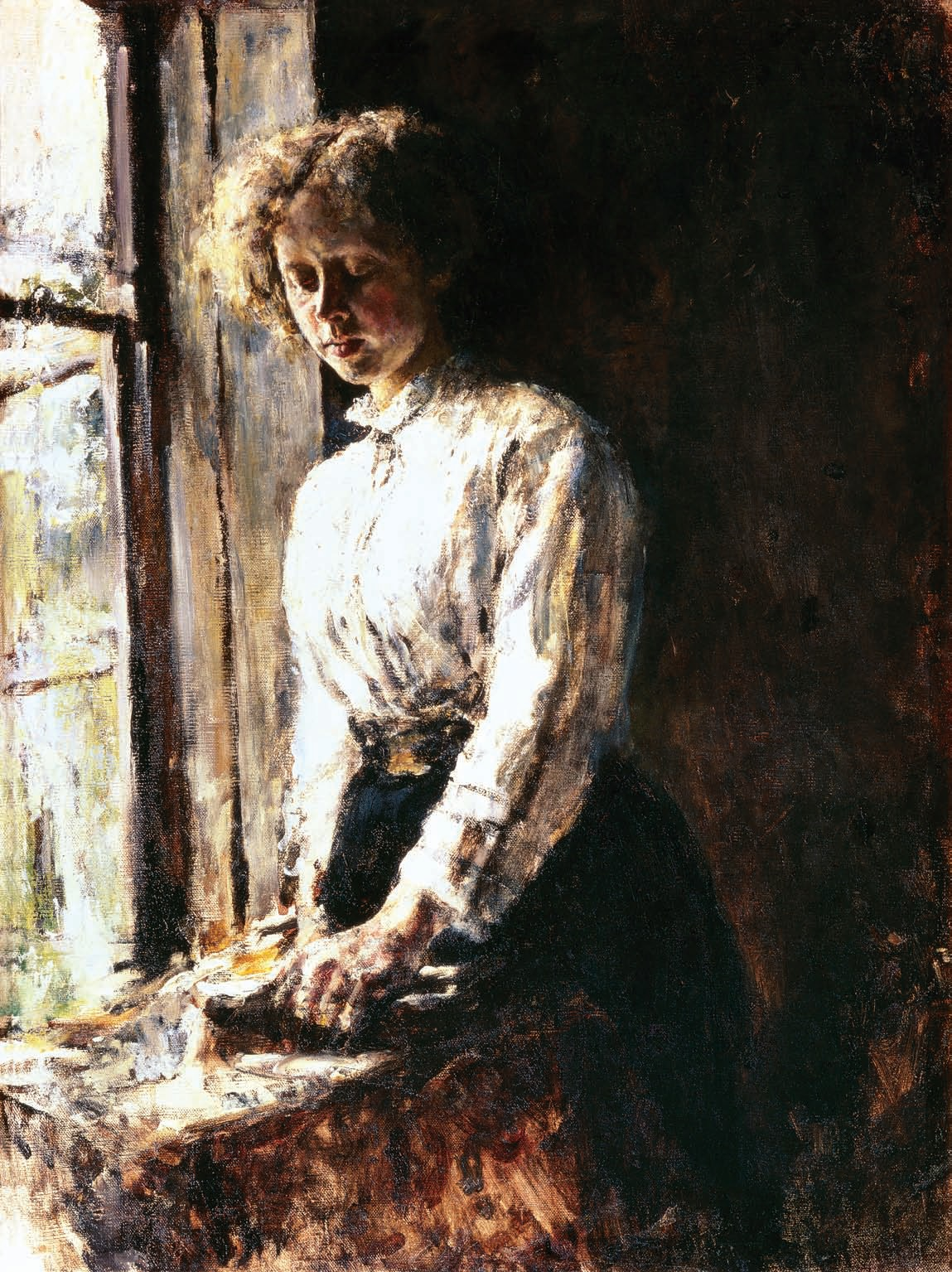
Портрет Трубниковой у окна
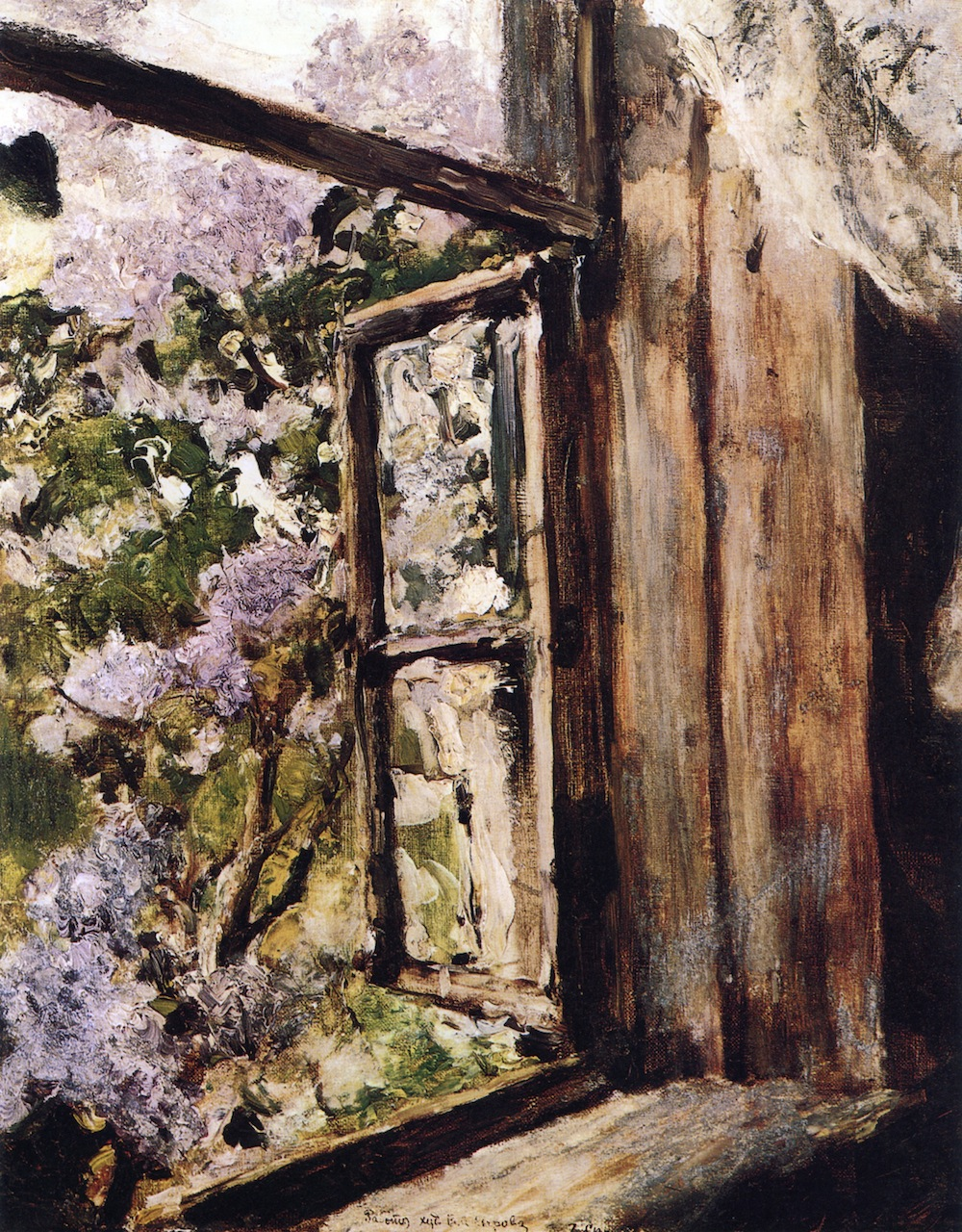
Открытое окно. Сирень
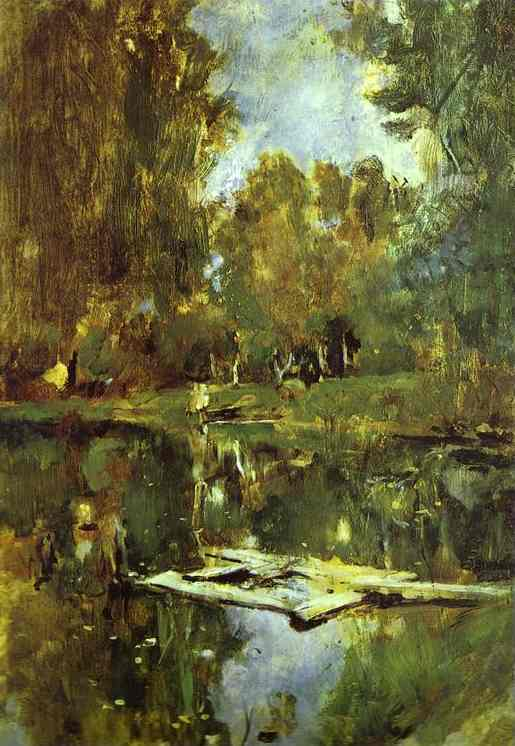
Пруд в Абрамцево
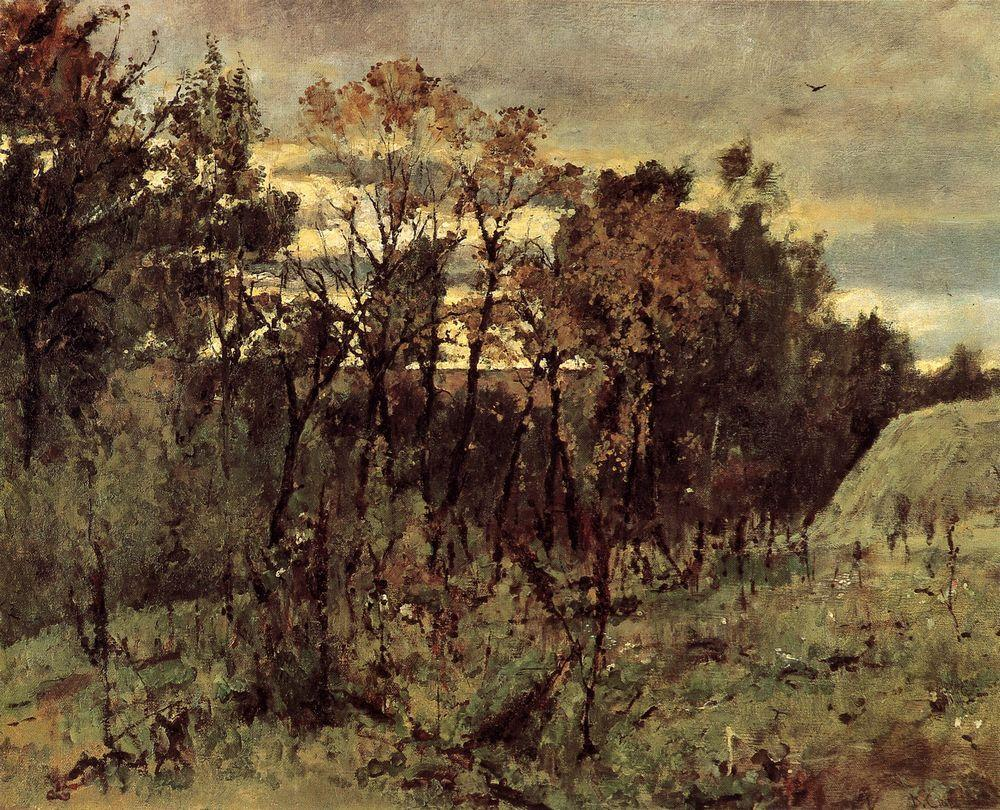
Осень. Домотканово

1887 год — в феврале серьёзно заболел: у Серова было воспаление предстательной железы. По заказу тульских помещиков Селезнёвых сделал роспись плафона «Феб лучезарный» и, получив деньги за заказ (тысячу рублей), в мае с друзьями (Илья Остроухов, Михаил и Юрий Мамонтовы) отправился в Италию; с августа по октябрь — в Абрамцеве, где написал знаменитый портрет В. С. Мамонтовой «Девочка с персиками»; в конце года — в Ярославле, где писал портреты Чоколовых и начал, по просьбе А. И. Мамонтова, делать иллюстрации к детской Библии (проект не состоялся).
Работы Серова за 1887 год

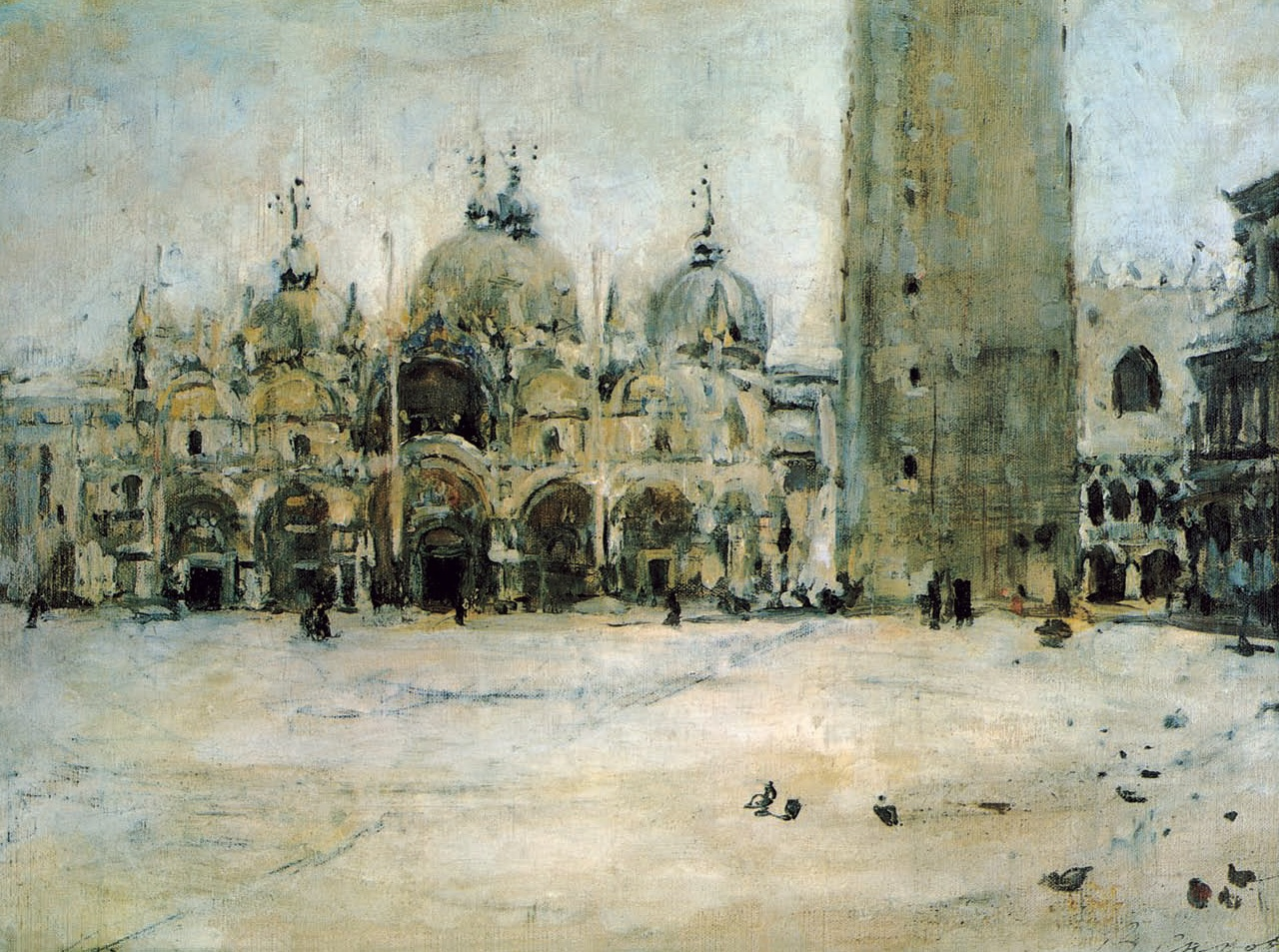
Площадь Св. Марка в Венеции
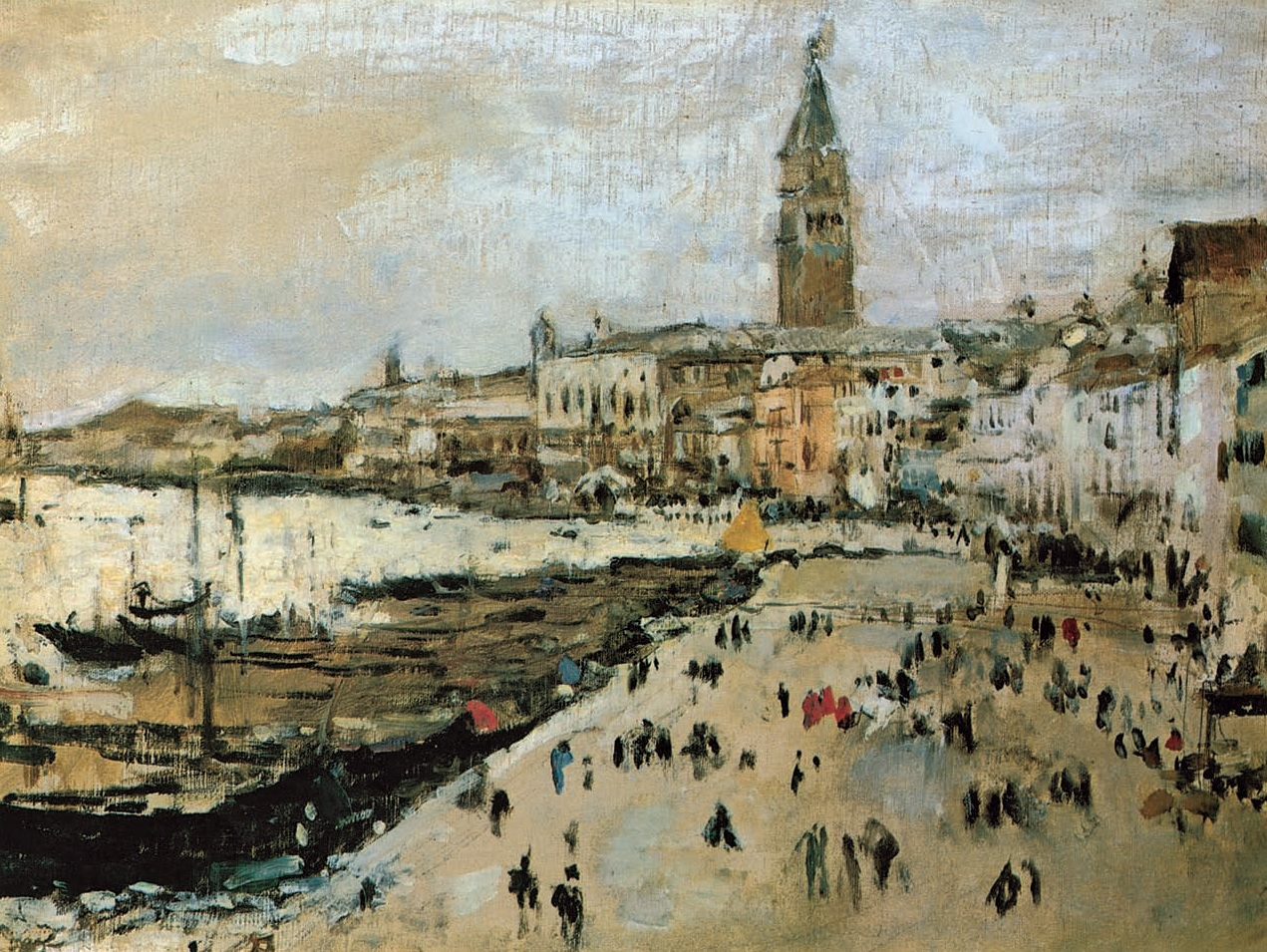
Набережная Скьявони в Венеции
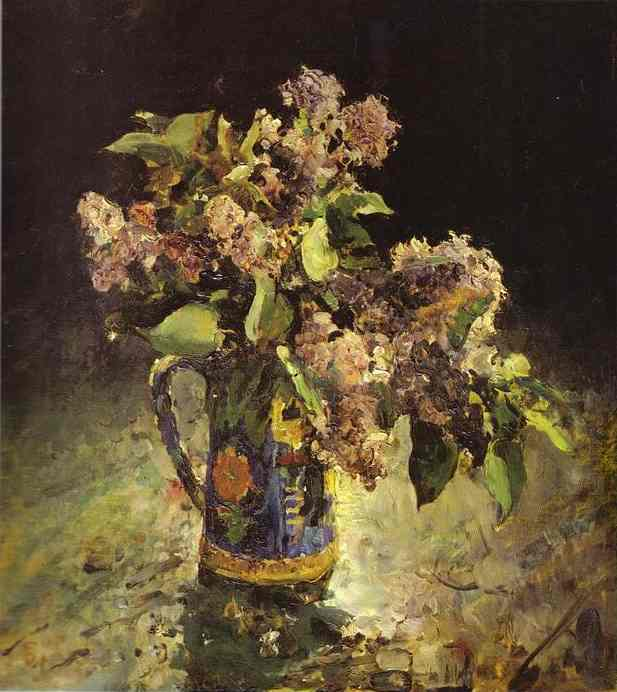
Букет сирени в вазе
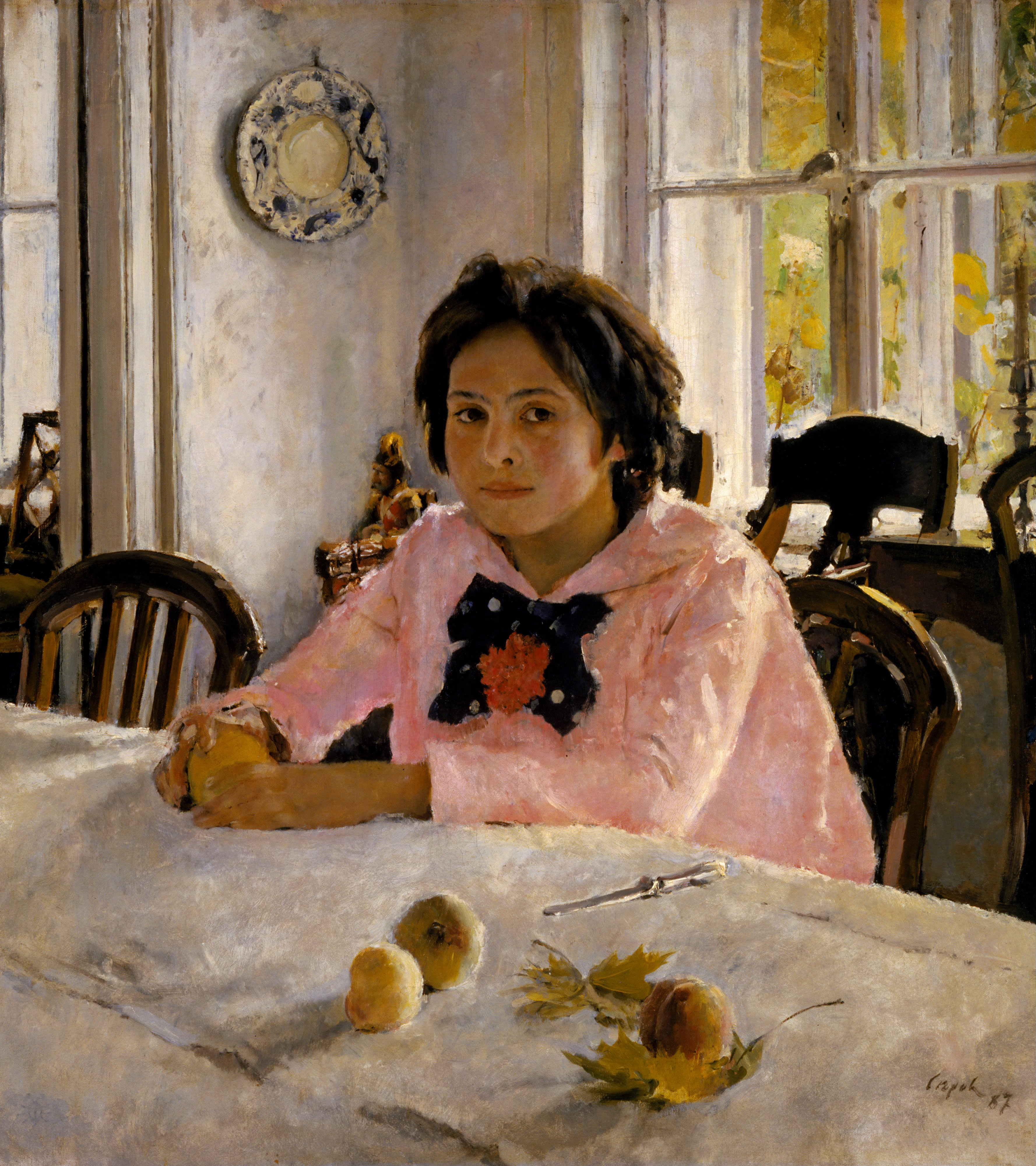
Девочка с персиками
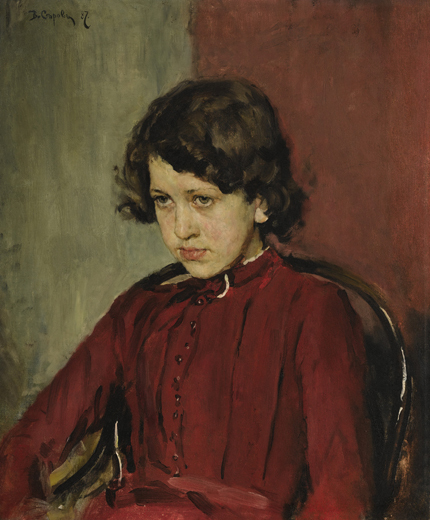
Прасковья Мамонтова
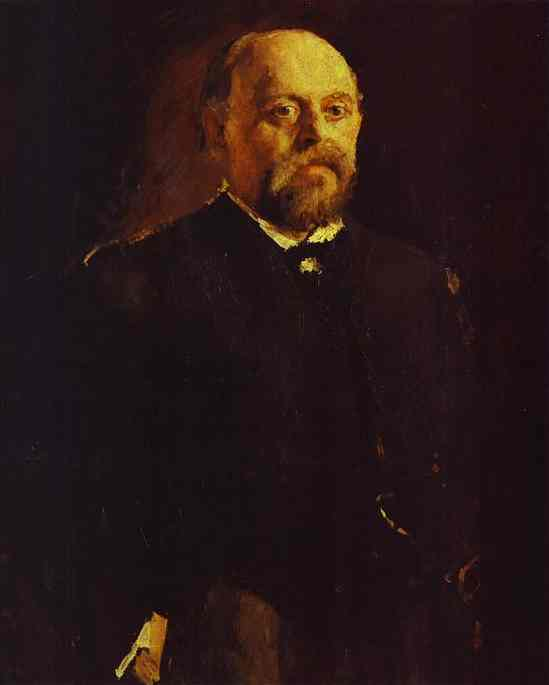
С. И. Мамонтов
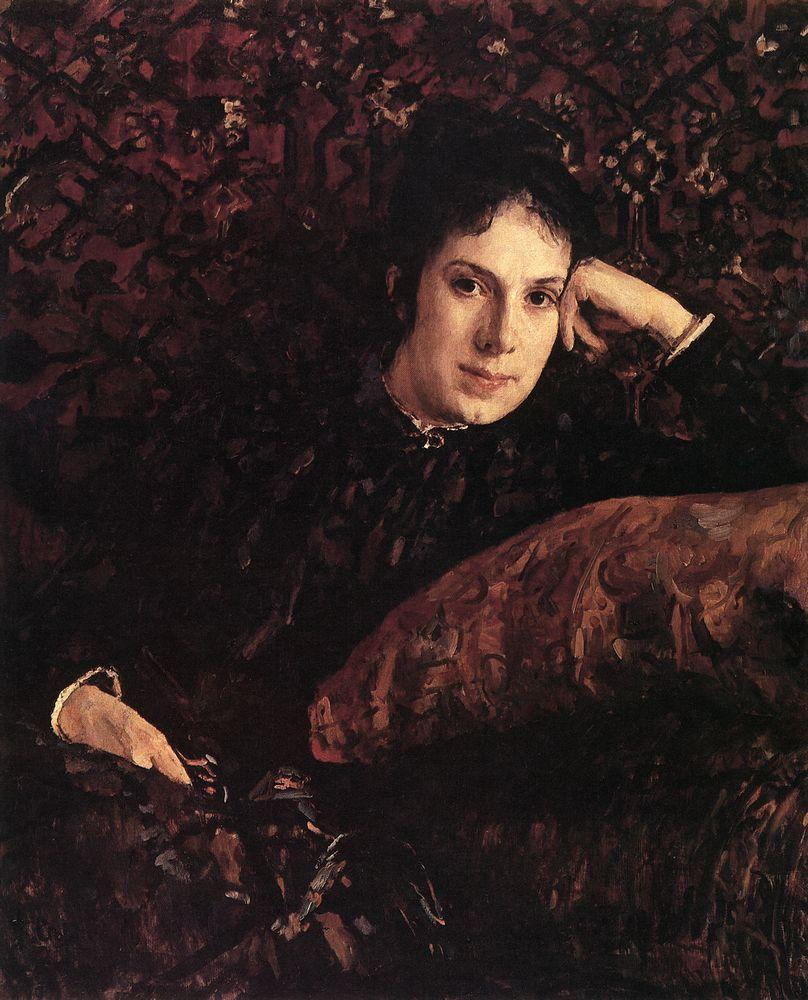
Е. Н. Чоколова
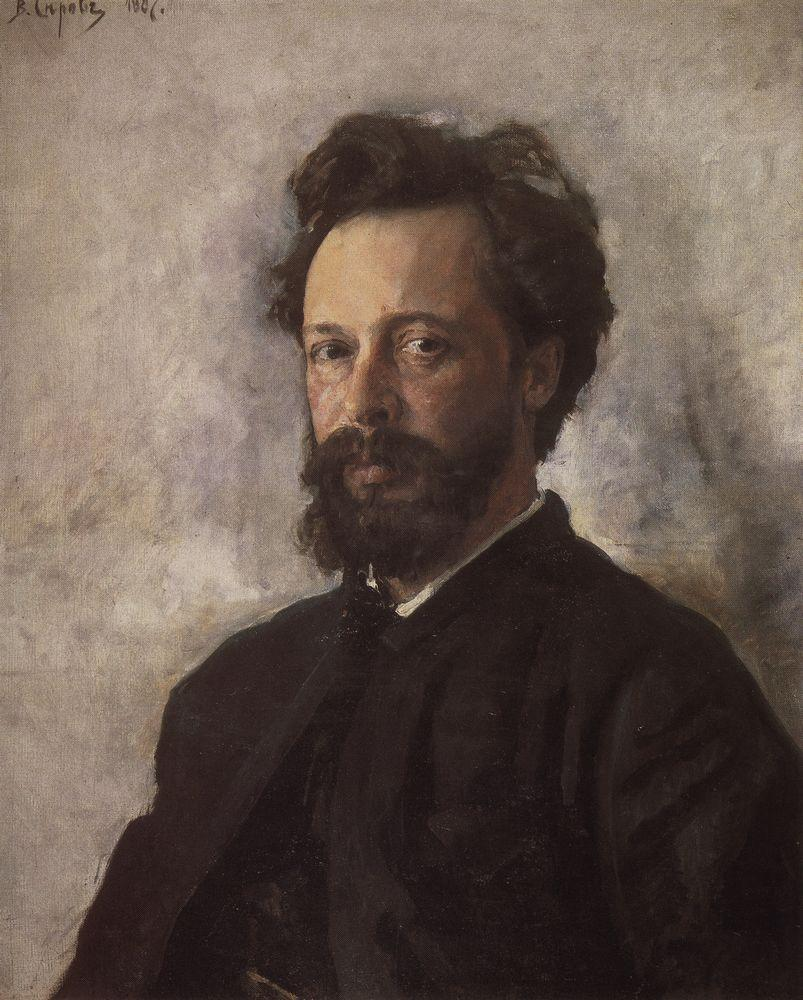
С. П. Чоколов

1888 год — в начале года окончил портрет М. Ф. Якунчиковой; летом жил у Дервиза в Домотканово, где кроме ряда пейзажей была написана «Девушка, освещённая солнцем», которую приобрёл за 300 рублей П. И. Третьяков. В августе был в Абрамцеве, затем — в Москве; в октябре путешествовал в Киев и Одессу, где договорился со своей невестой об их венчании в январе следующего года; в декабре — в Санкт-Петербурге, где написал портрет композитора П. И. Бларамберга и начал писать портрет отца. Выставленный на конкурс Московского общества любителей художеств «портрет В. М.» («Девочка с персиками») в декабре был удостоен единственной премии в номинации портрет в сумме 200 рублей, а «Заросший пруд», выставленный на том же конкурсе под названием «Сумерки», хотя и не смог конкурировать с пейзажами Левитана (2-ю премию получил левитановский пейзаж «Вечереет»), однако был приобретён с выставки В. В. и М. Ф. Якунчиковыми. В самом конце года из Одессы в Санкт-Петербург приехала невеста Серова, Ольга Фёдоровна Трубникова.
Работы Серова за 1888 год

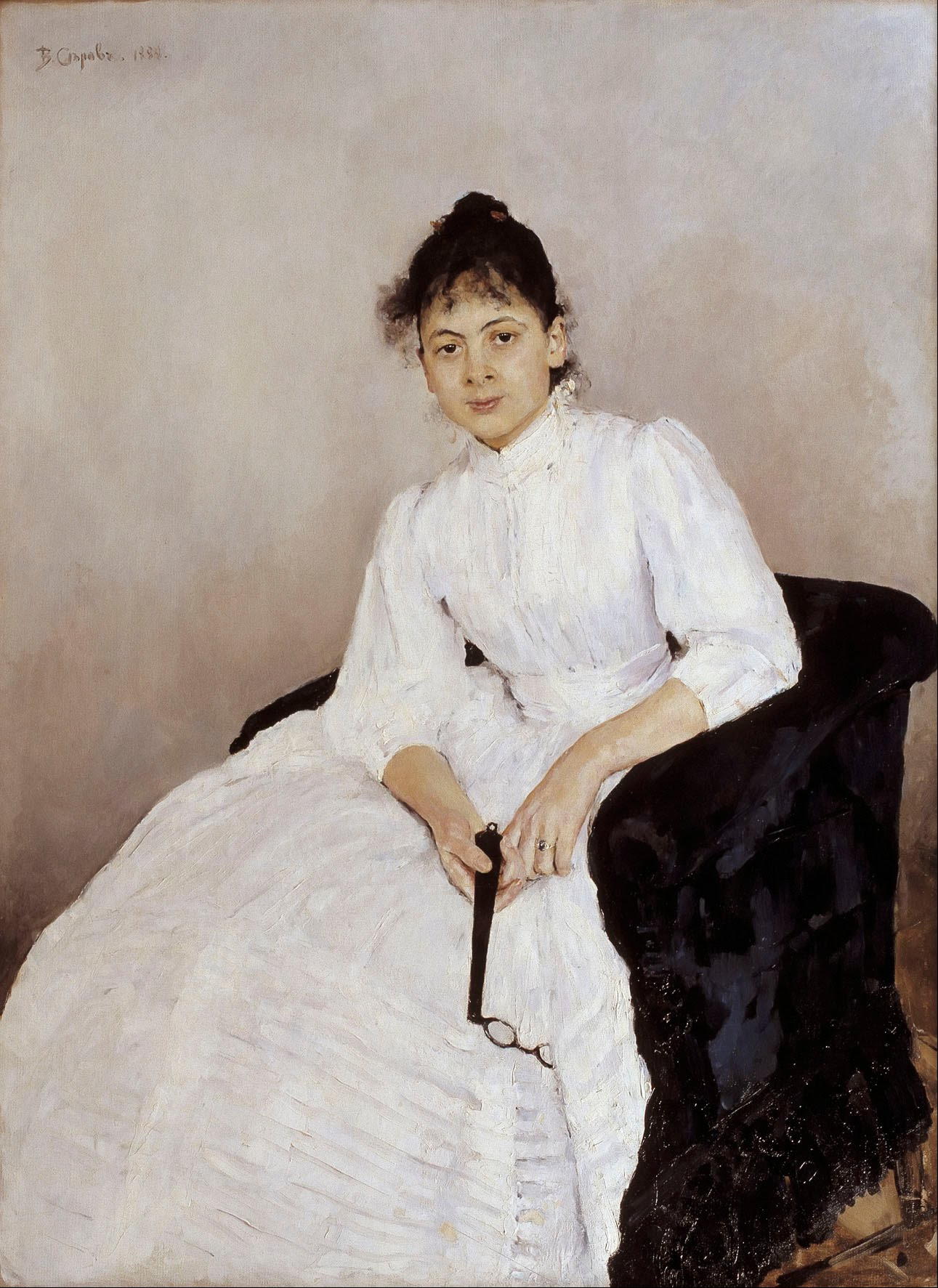
М. Ф. Якунчикова
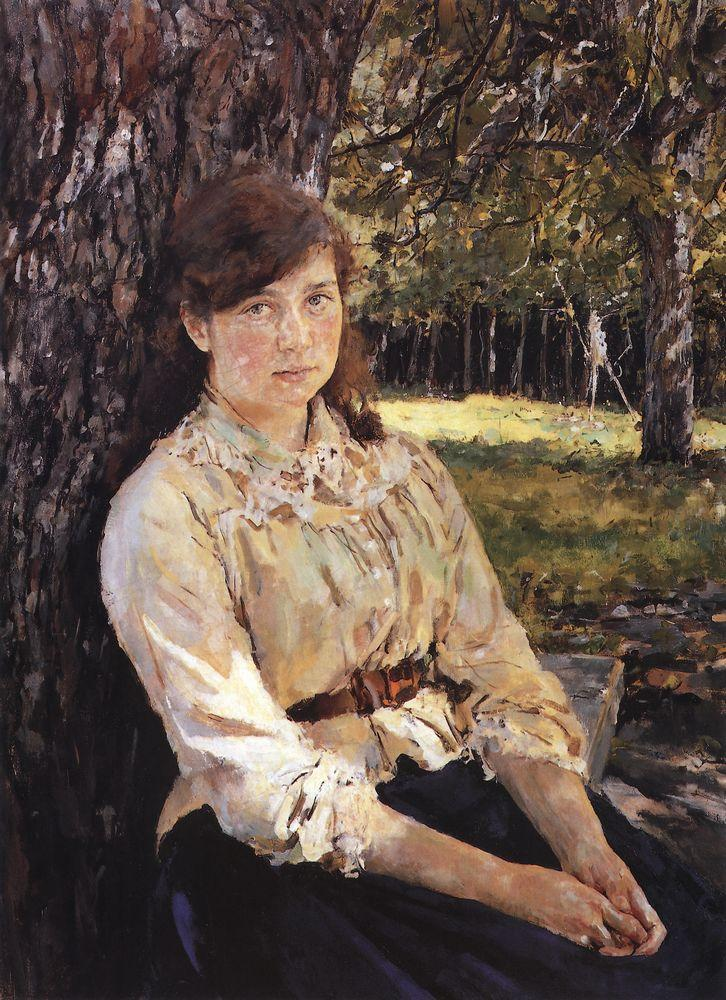
«Девушка, освещённая солнцем»
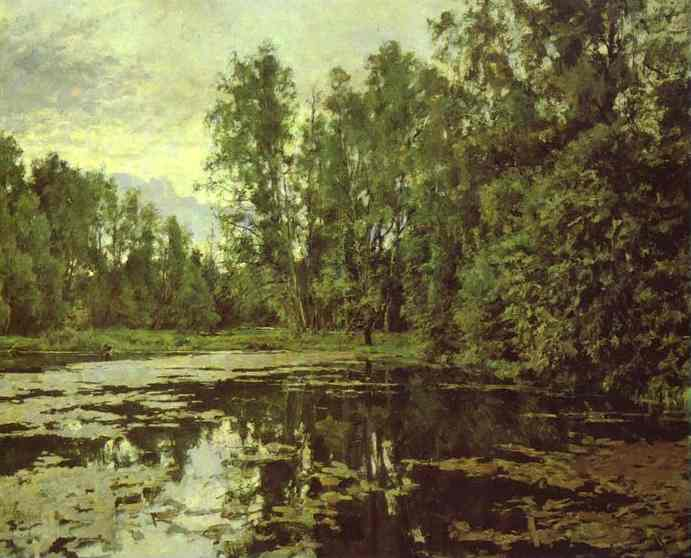
Заросший пруд
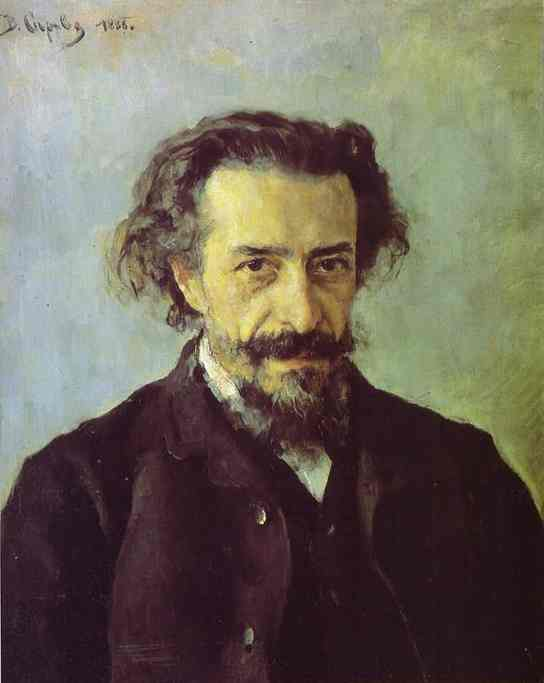
П. И. Бларамберг

1889 год — 29 января в соборе Семёновского полка в Санкт-Петербурге состоялось венчание Валентина Серова с Ольгой Трубниковой, (шафером Серов попросил быть Сергея Мамонтова, свидетелем был приглашён И. Е. Репин). К концу лета наконец-то был окончен портрет отца, а также выполнено несколько заказов, в том числе для реформатской церкви на Большой Морской улице в Петербурге был написан портрет пастора Дальтона, а затем в Домотканово был завершён портрет хозяйки имения Н. Я. Дервиз. В сентябре супруги Серовы отправились в Париж, на Всемирную выставку. В октябре 1889 года Серов одновременно с Репиным, в его мастерской, писал портрет восемнадцатилетней Софьи Михайловны Драгомировой, дочери генерала М. И. Драгомирова; немного не закончив портрет, Серов уехал в Москву, и Репин, передавая его работу Драгомировой, «сделал несколько мазков на костюме и аксессуарах, не трогая лица» — это вмешательство так возмутило Серова, что он направил своему бывшему учителю резкое письмо, на некоторое время омрачившее их отношения. На открывшейся в самом конце года, IX выставке МОЛХ были выставлены две его работы: «Портрет юноши» (1885) — копия с картины Веласкеса в Старой пинакотеке и портрет М. Ф. Якунчиковой (1888).
Работы Серова за 1889 год

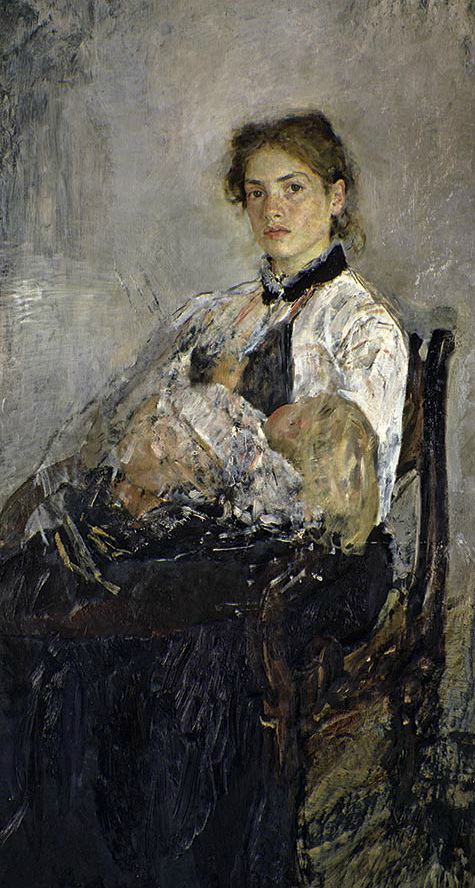
Н. Я. Дервиз
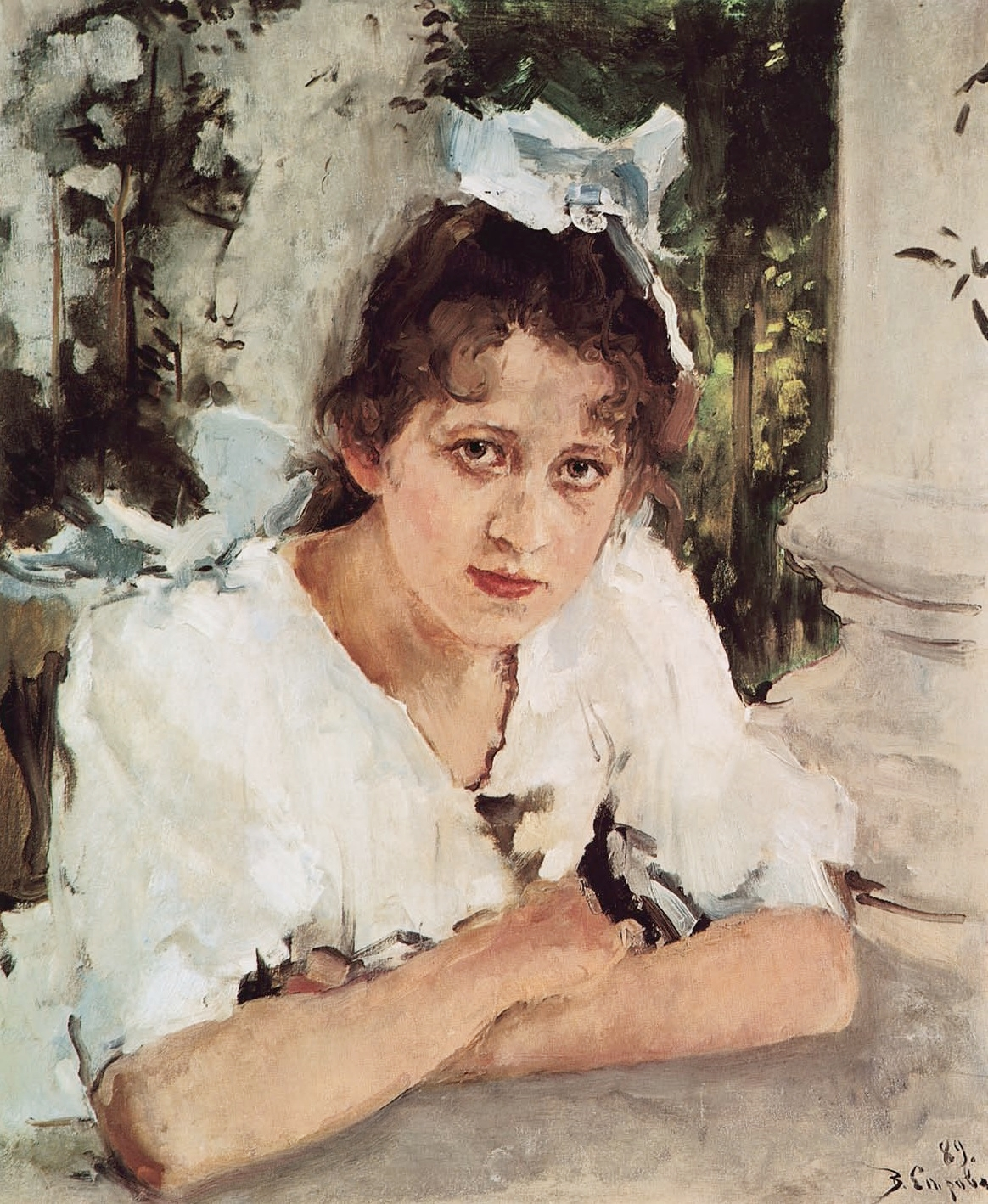
П. А. Мамонтова
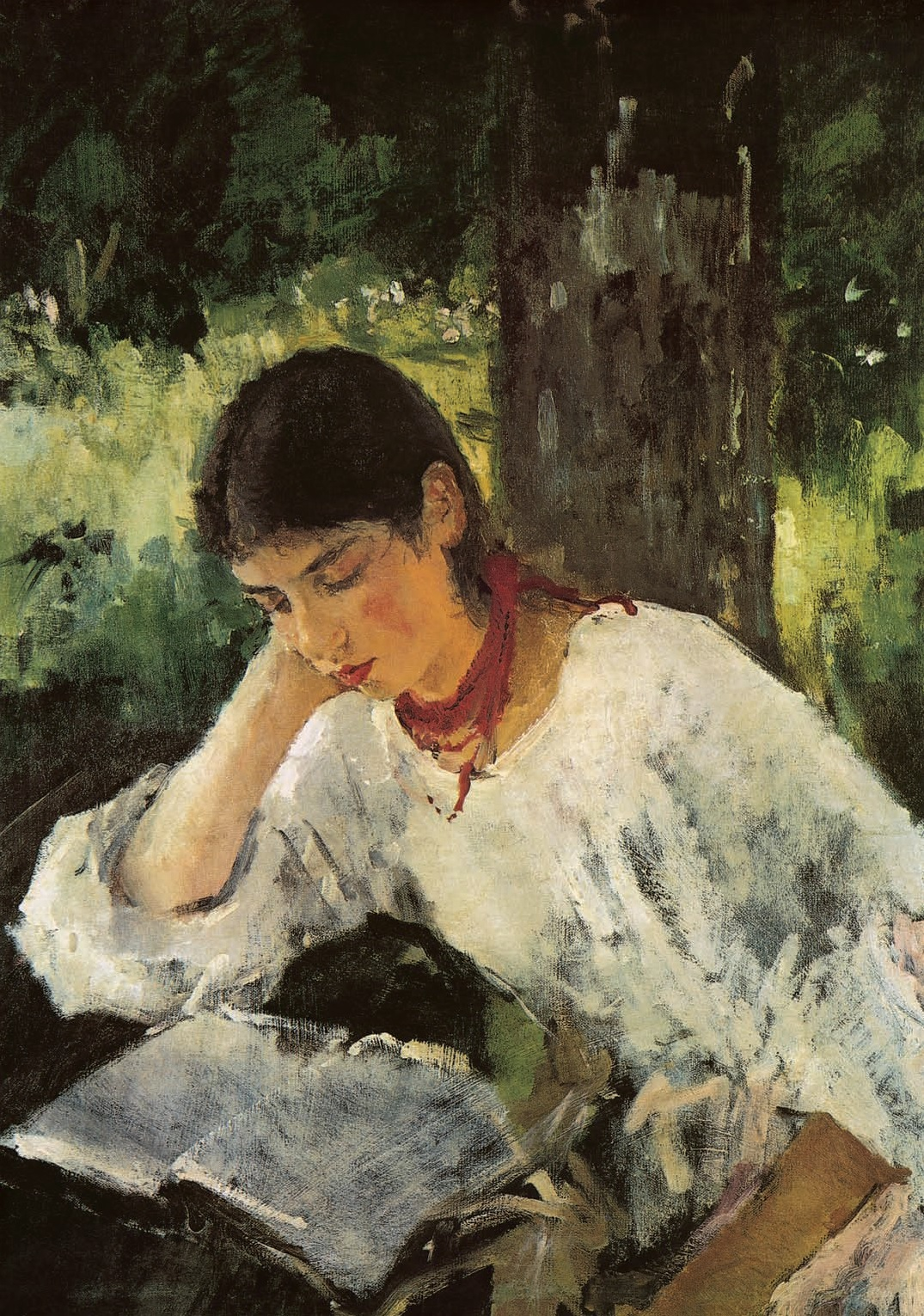
А. Я. Симонович
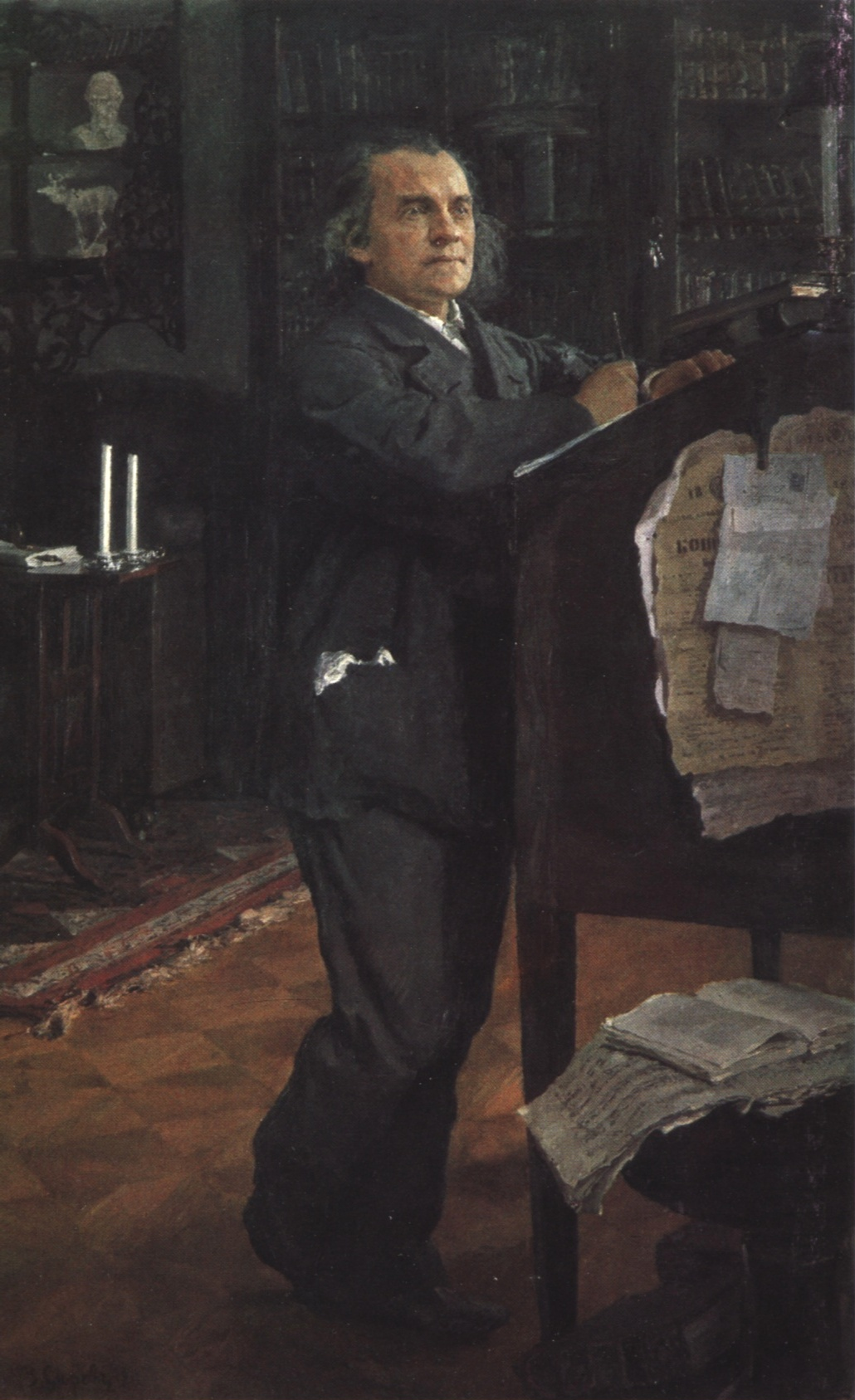
Портрет А. Н. Серова
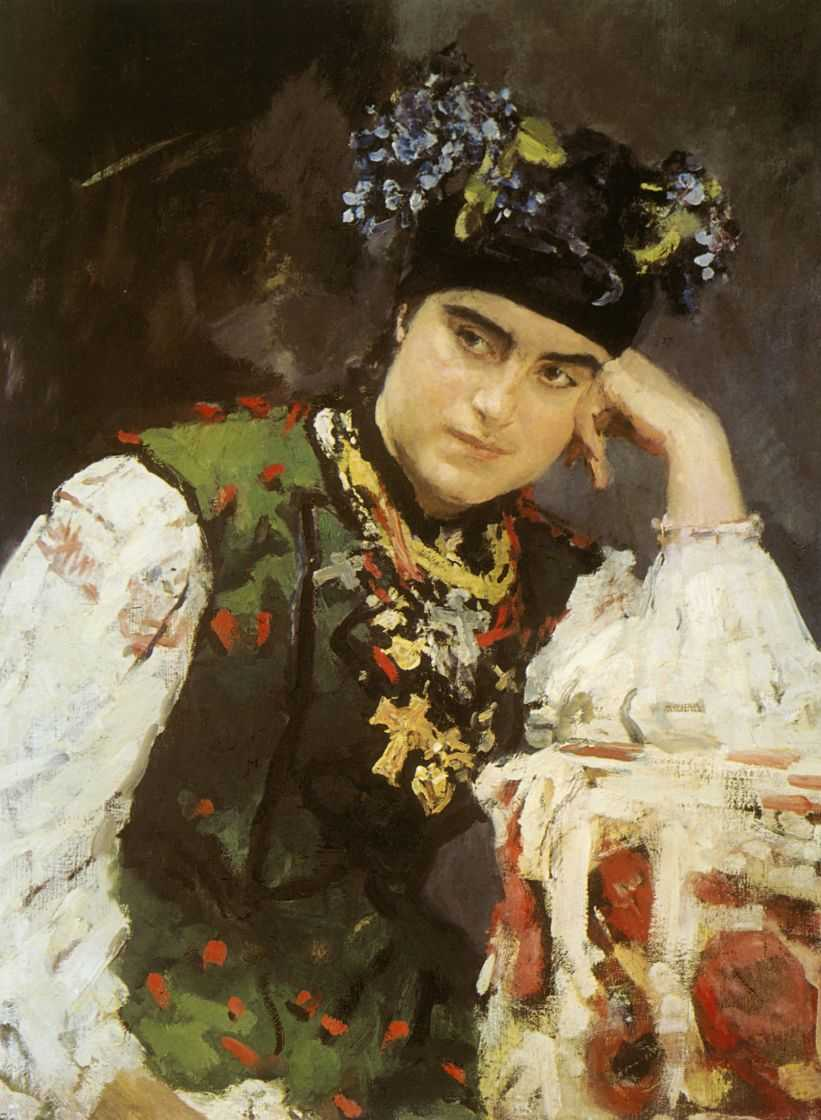
С. М. Драгомирова

### 1890—1899

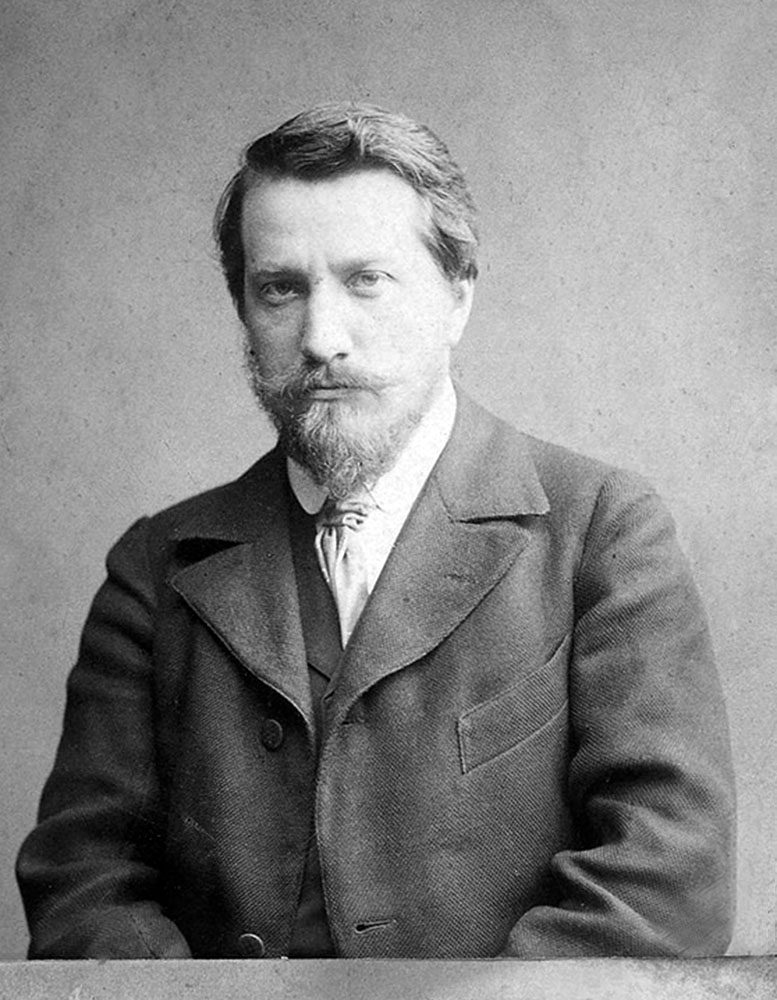
Серов В. А., 1890-е гг.

1890 год — начал давать частные уроки рисования: с конца предыдущего года — Володе фон Мекк, сыну В. К. фон Мекк, затем дочери титулярного советника Надежде Трембовельской. В феврале родилась дочь Ольга. С подачи Репина, Серов впервые участвовал в выставке Товарищества передвижных художественных выставок (очередной, XVIII-й) — с портретом отца и получил лестный отзыв критика В. В. Стасова. С начала года по заказу С. И. Мамонтова писал портрет А. Мазини и вместе с К. Коровиным работал в московской мастерской на Долгоруковской улице; они получили заказ — написать для церкви Космы и Дамиана в Костроме, в приходе фабрики П. М. Третьякова и В. Д. Коншина, картину «Христос на Гефсиманском озере (Хождение по водам)»; к ним присоединился и М. Врубель; всю весну работал в Костроме (на картине Серов писал только фигуры) и Ярославле; летом жил с женой и дочерью в Домотканово, переехав осенью в Москву — в Малый Гнездниковский переулок (дом Крумбюгеля на углу со Шведским тупиком). Осенью Серов выслал А. В. Прахову эскиз росписи «Рождества Христова» для Владимирского собора в Киеве, однако срок предоставления работы уже истёк, и контракт был подписан с М. В. Нестеровым. В конце года на конкурсе МОЛХ представил портрет А. Мазини, который получил первую премию.
Работы Серова за 1890 год

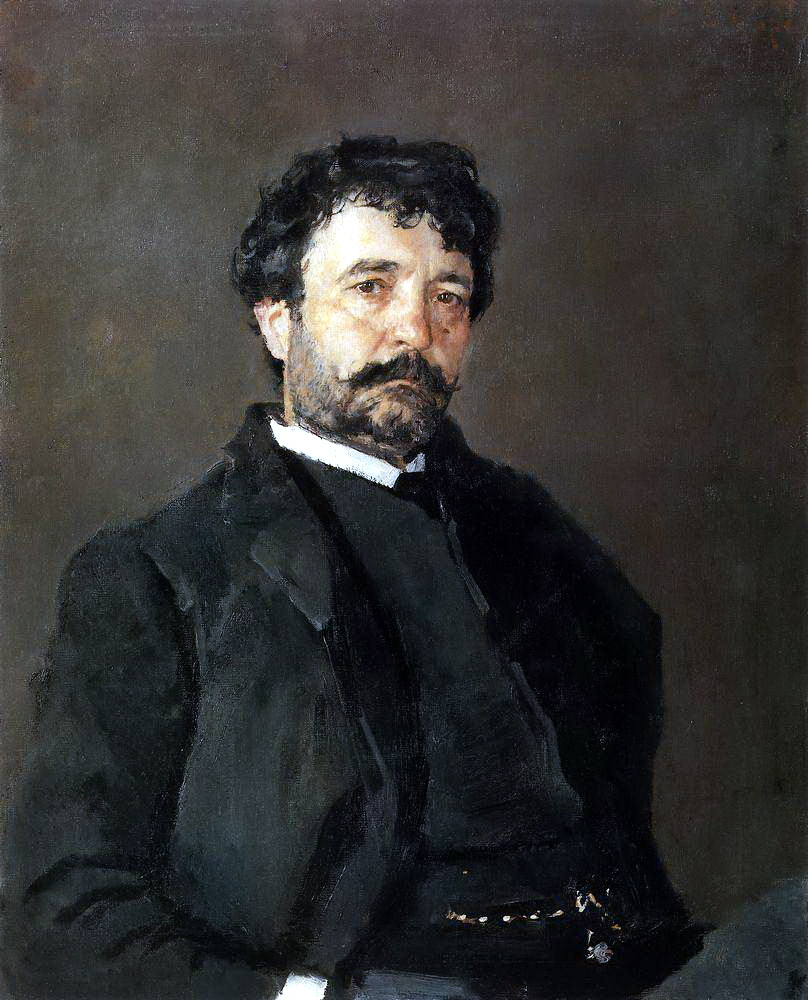
А. Мазини
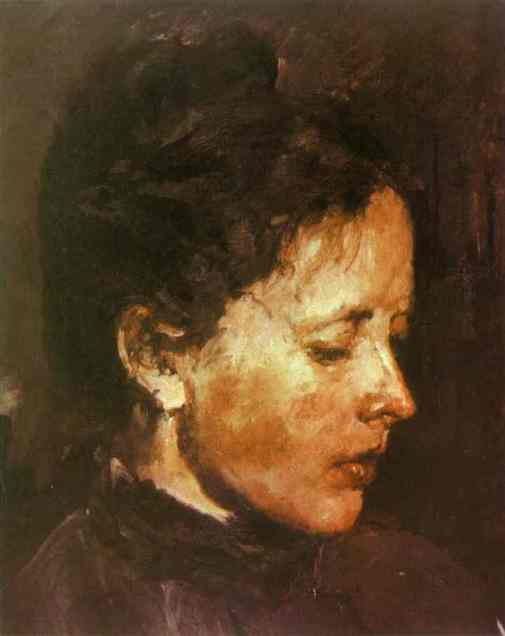
жена, О. Ф. Серова
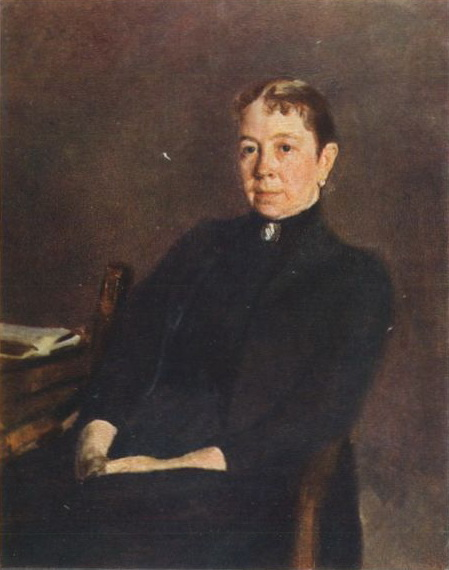
П. Д. Антипова

1891 год — был привлечён П. П. Кончаловским к иллюстрированию собрания сочинений М. Ю. Лермонтова, приуроченного к 50-летию смерти поэта; одновременно с этим выполнил портреты Кончаловского и его дочери. Выполнил портреты К. Коровина и Ф. Таманьо; а летом, живя в Абрамцеве, попробовал себя в создании керамических изделий в организованной С. И. Мамонтовым гончарной мастерской; уже зимой выполнил портрет З. В. Мориц.
Работы Серова за 1891 год

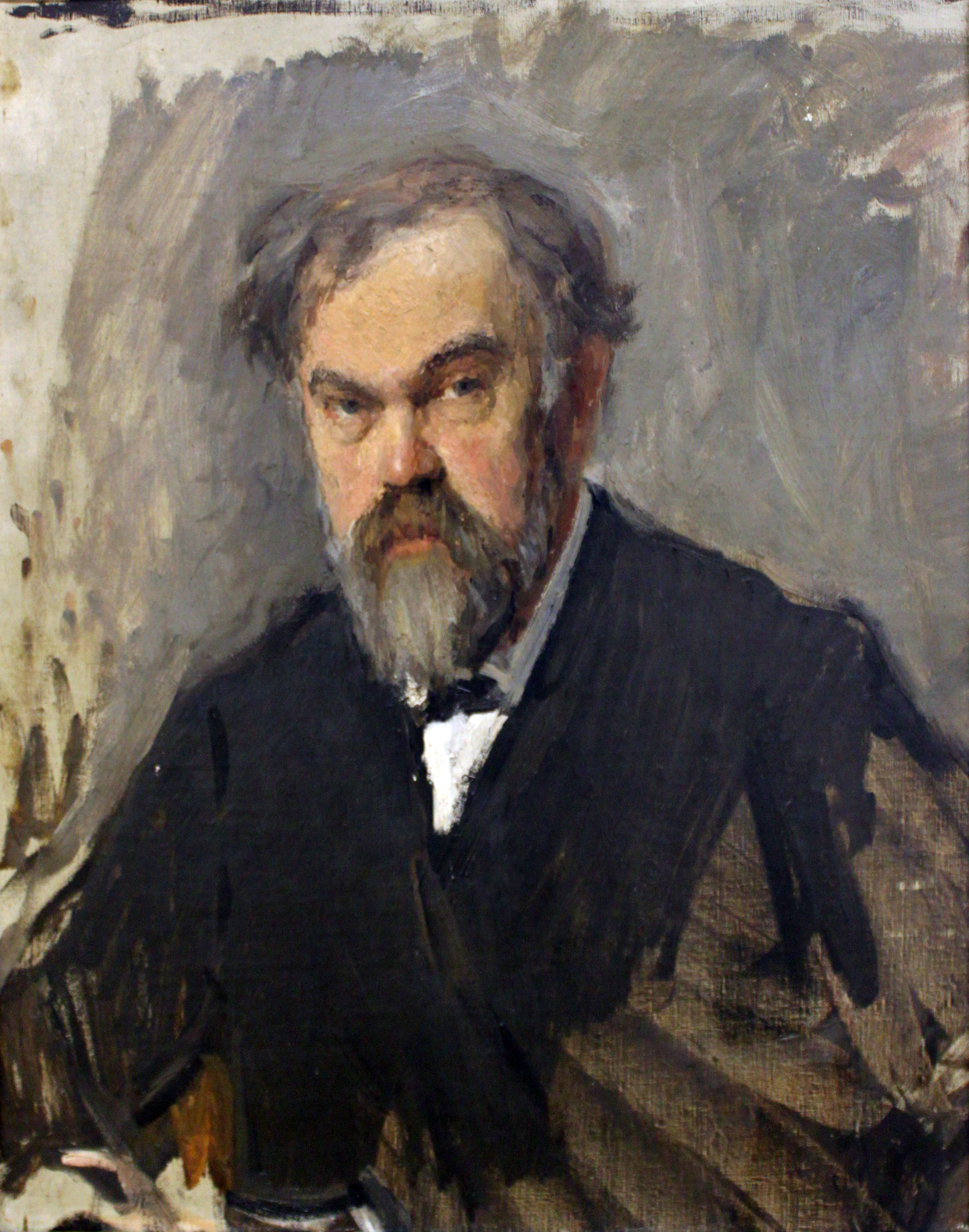
П. П. Кончаловский
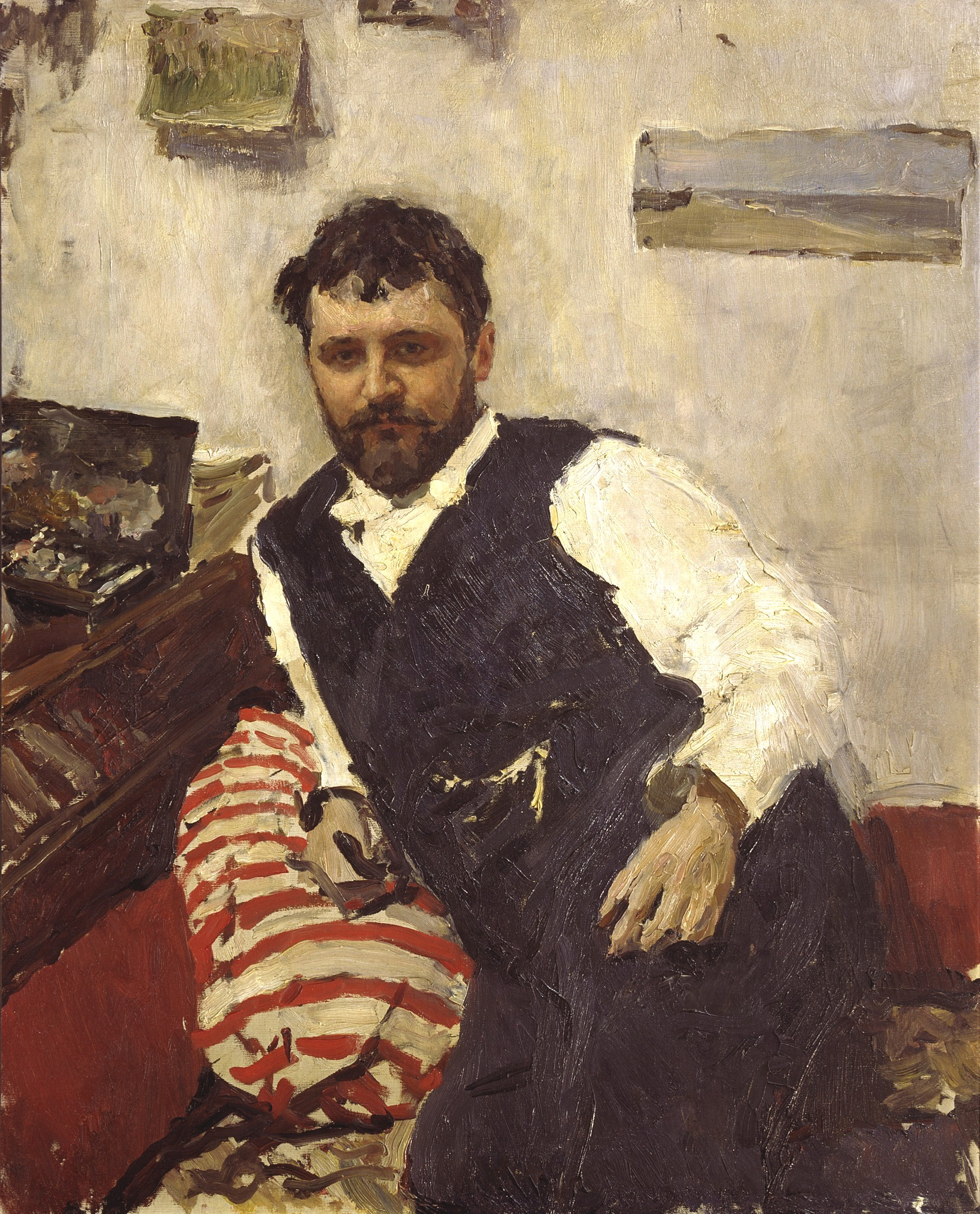
К. А. Коровин
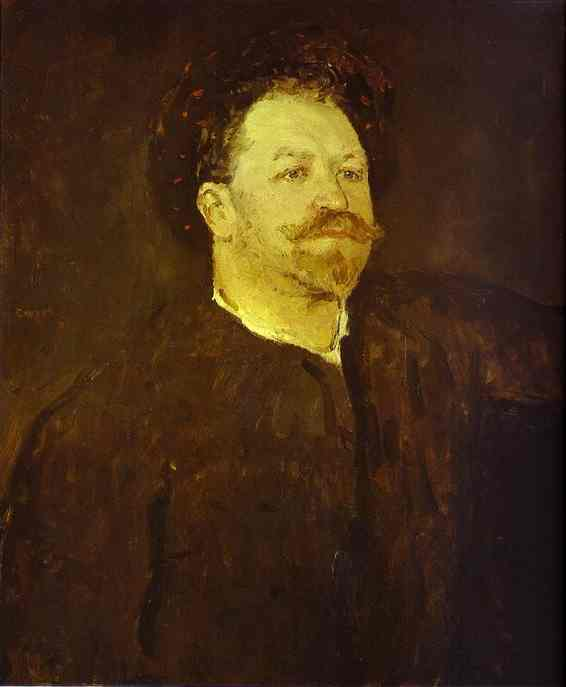
Ф. Таманьо

1892 год — после крушения 17 октября 1888 года императорского поезда харьковское дворянство, чтобы увековечить чудесное спасение императорской семьи, решило построить на месте трагедии (станции Борки) церковь и объявило конкурс на создание картины Александра III с семьёй — Серов с Коровиным, выполнив эскиз будущего полотна, выиграли в начале года конкурс; эскизные портреты для картины писать пришлось по фотографиям. По рекомендации Репина в апреле Серов написал портрет жены Л. Н. Толстого, Софьи Андреевны, получив за него 600 рублей. Летом у Серовых родился старший сын — Александр. Работая над портретами царской семьи в Историческом музее, Серов уговорил позировать его директора, известного историка И. Е. Забелина, кроме того был написан заказной портрет О. Ф. Тамара (урождённой Якунчиковой), о котором позже И. Э. Грабарь выскажется, что более всего удалась на полотне такса.
Работы Серова за 1892 год

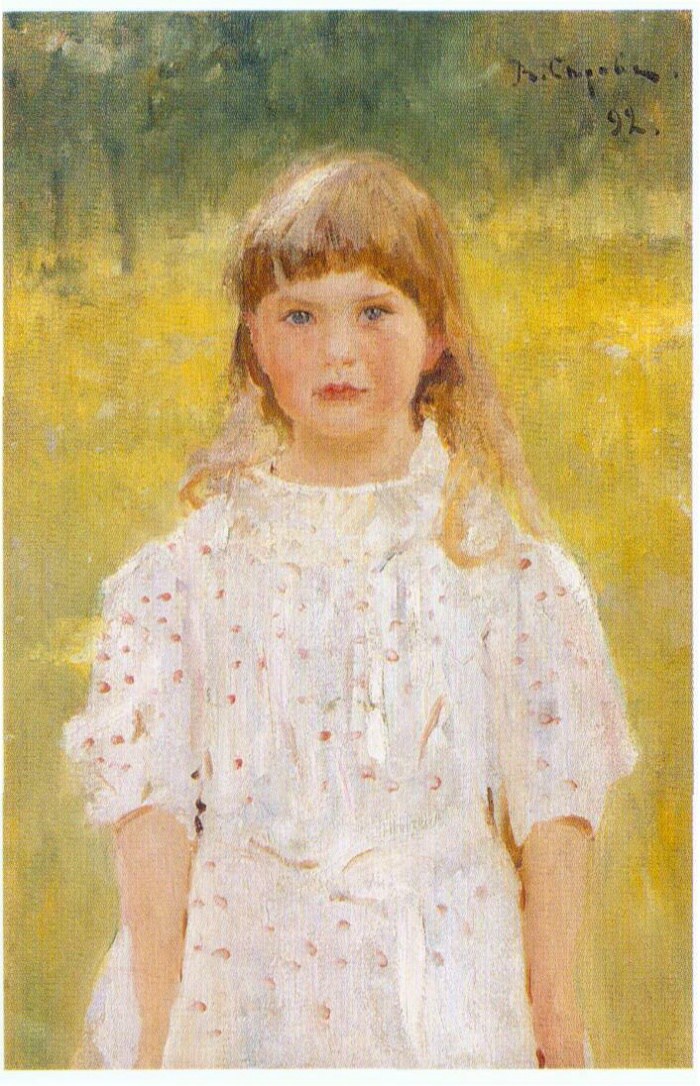
Лёля Дервиз
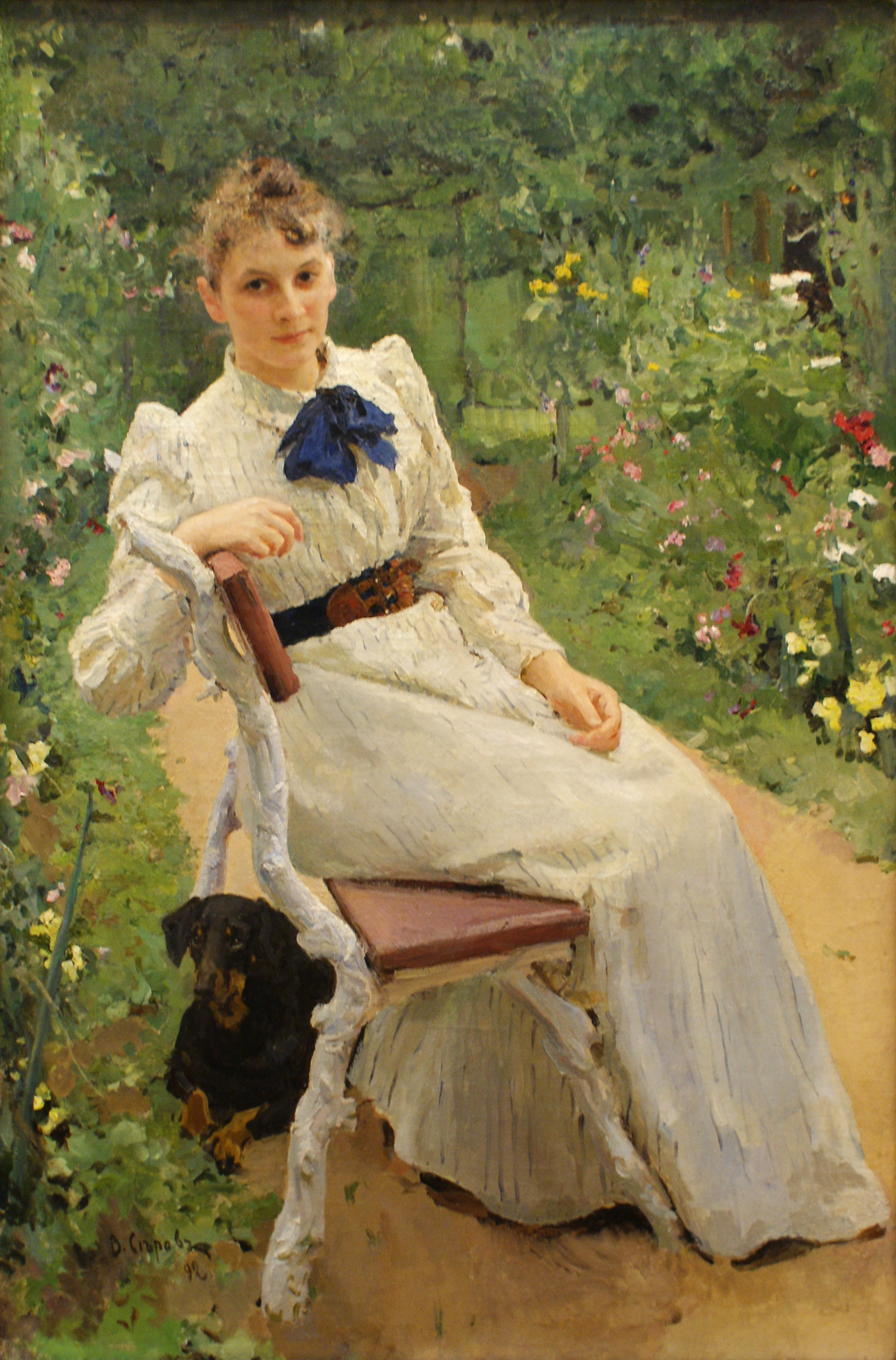
О. Ф. Тамара
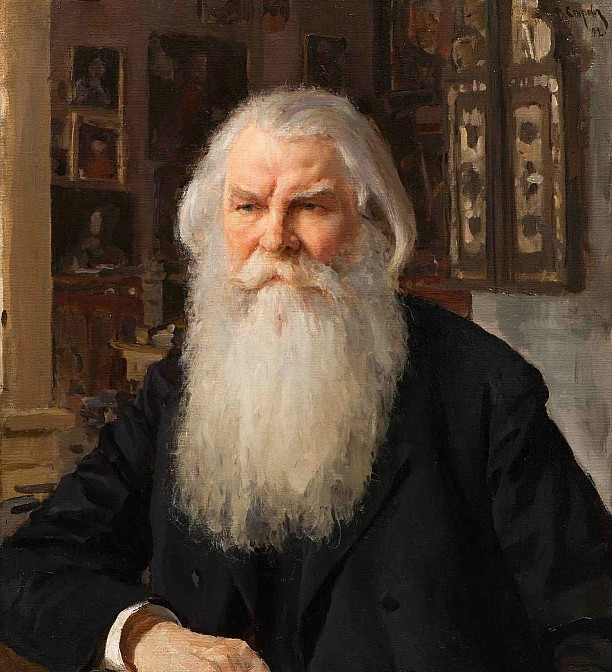
И. Е. Забелин
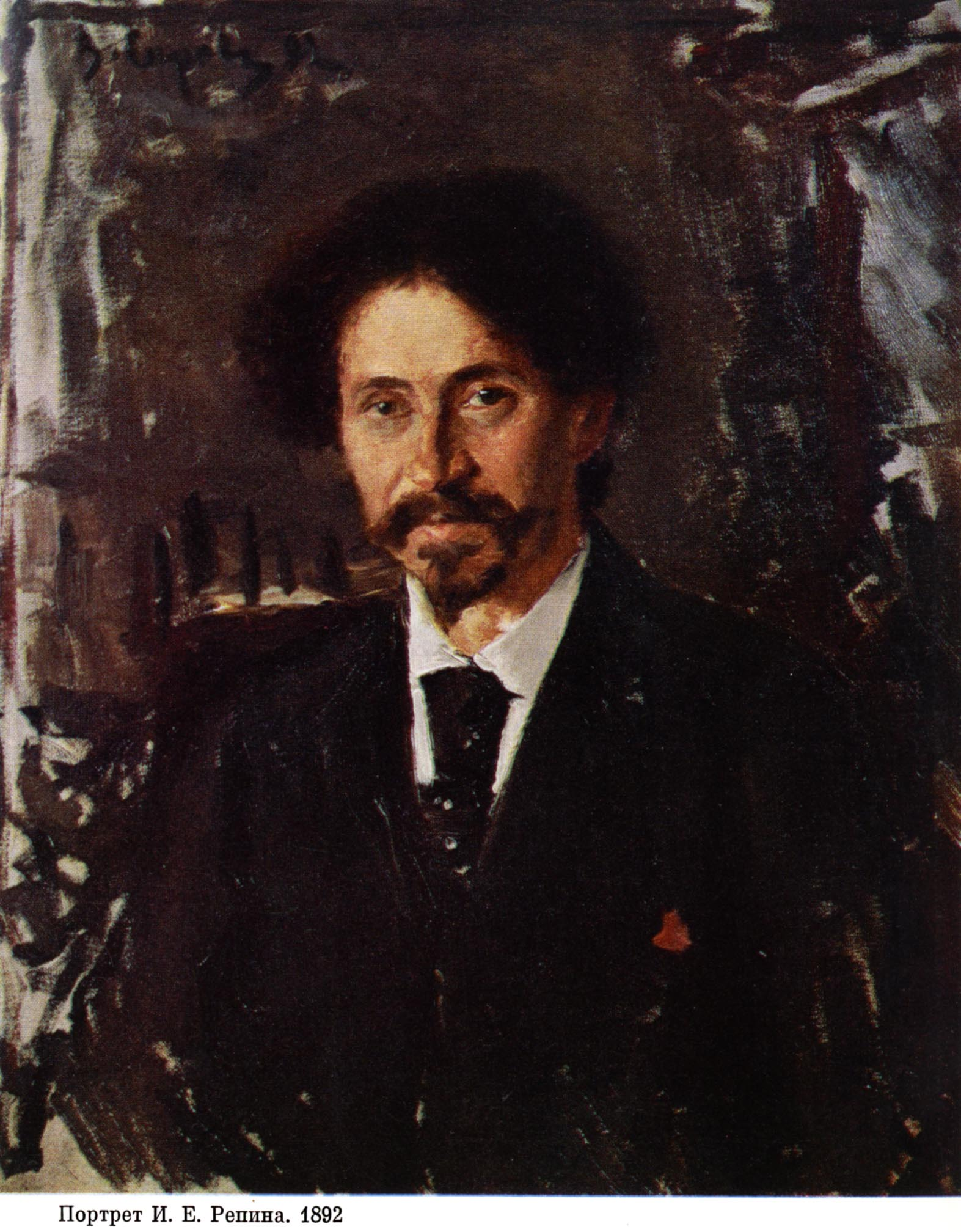
И. Е. Репин

1893 год — конец предыдущего года и первая половина текущего прошли в неоднократных сеансах позирования членов царской семьи; для семейного портрета Александра III были написаны портреты его детей. Кроме этого, в начале года был закончен портрет И. И. Левитана, который вместе с «портретом г-жи О. Ф. Т.» представил на XXI выставке ТПХВ. Летом жил с семьёй в Крыму, где написал массу этюдов и портрет хозяйки дачи, где они жили, Розалии Соломоновны Львовой (её сын, врач Соломон Кеселевич Львов, женился на Марии Симонович, двоюродной сестре Серова, которую он изобразил на картине «Девушка, освещённая солнцем»).
Работы Серова за 1893 год

И. И. Левитан
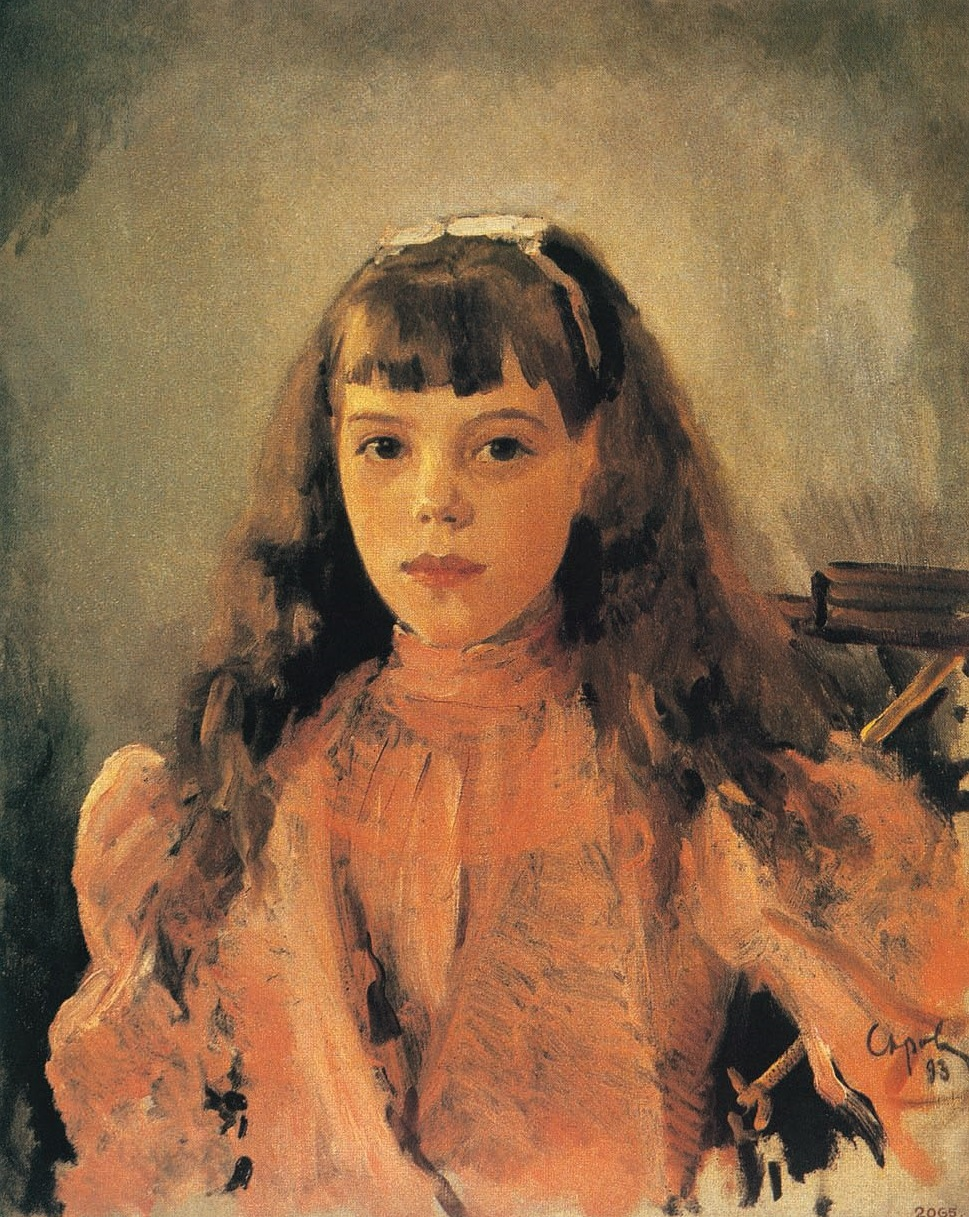
Ольга Александровна
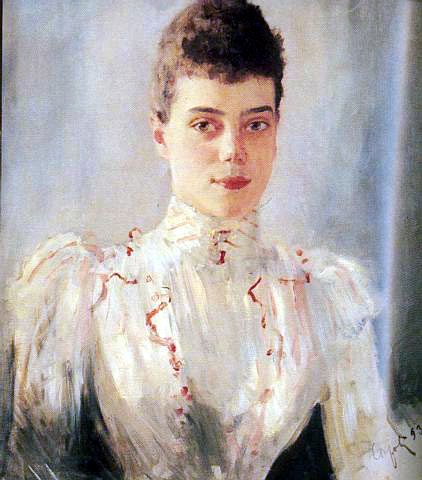
Ксения Александровна
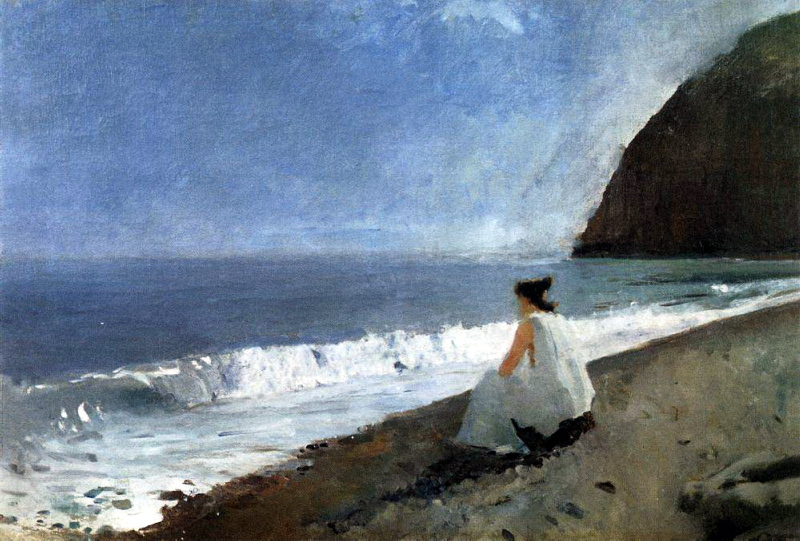
Ифигения в Тавриде

1894 год — был избран членом Товарищества передвижных художественных выставок. На XXII Передвижной выставке были показаны портрет С. А. Толстой и пейзаж «В Крыму». После выставки В. В. Стасов просил Серова написать портреты В. Шварца и А. Бычкова, но художник выбрал другое предложение: по заказу П. М. Третьякова был написан портрет Н. С. Лескова. После окончания и представления картины «Александр III с семьёй», два месяца до конца сентября вместе с К. А. Коровиным он ездил по Русскому Северу, написав множество этюдов. Выполнил эскизы к неосуществленному панно «После Куликовской битвы», заказанному Серову для Исторического музея в Москве. Родился сын Георгий.
Работы Серова за 1894 год

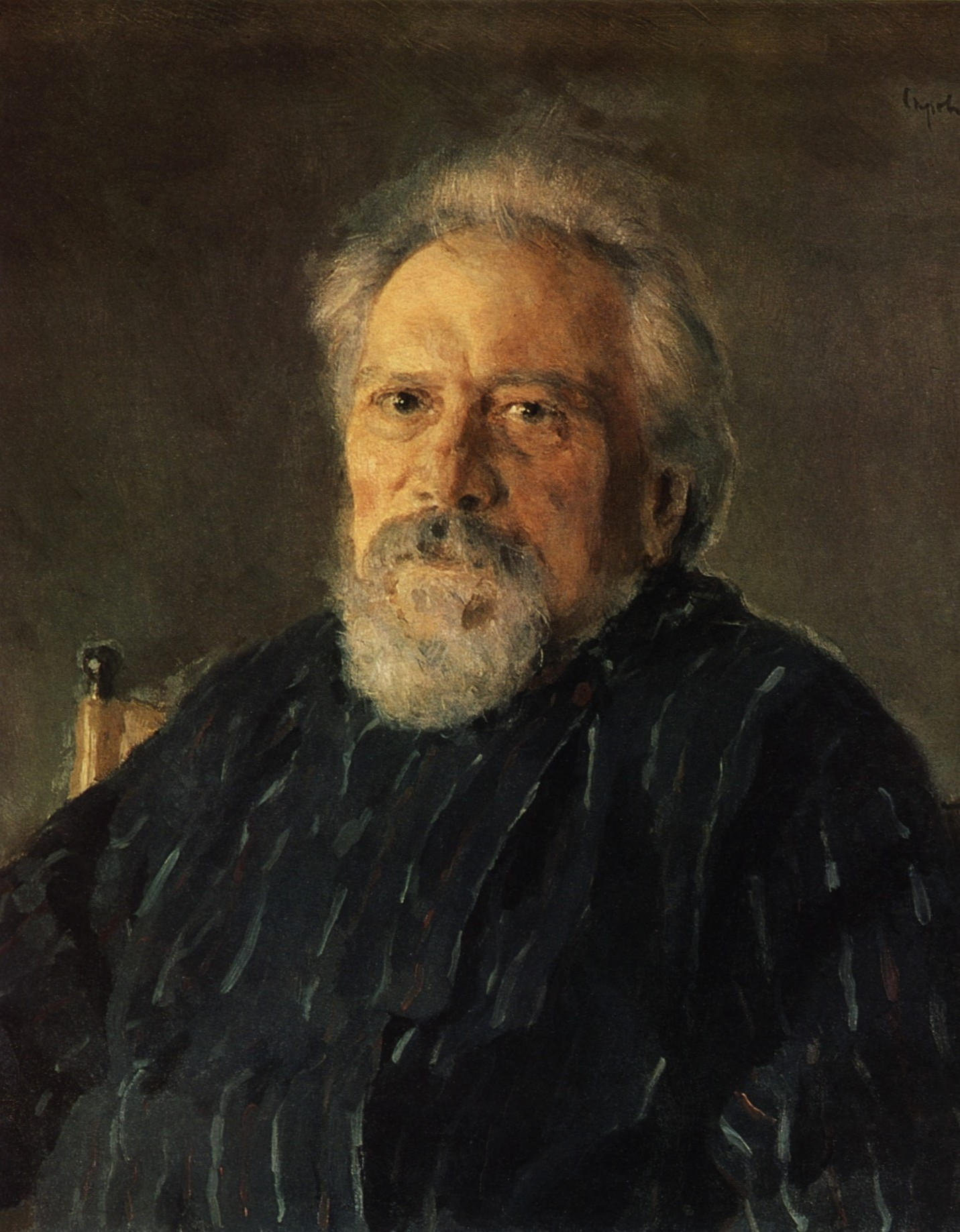
Н. С. Лесков
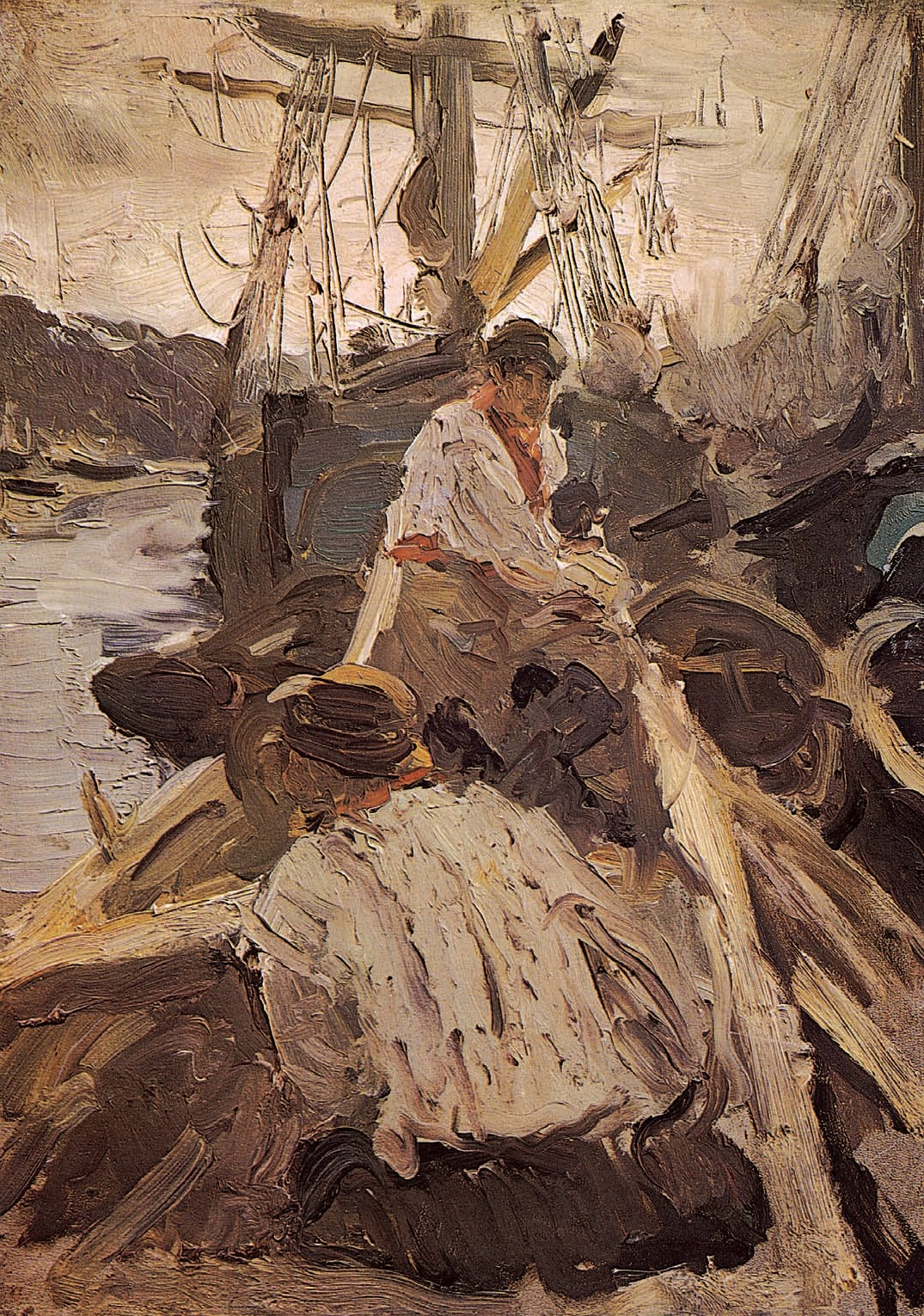
Поморы
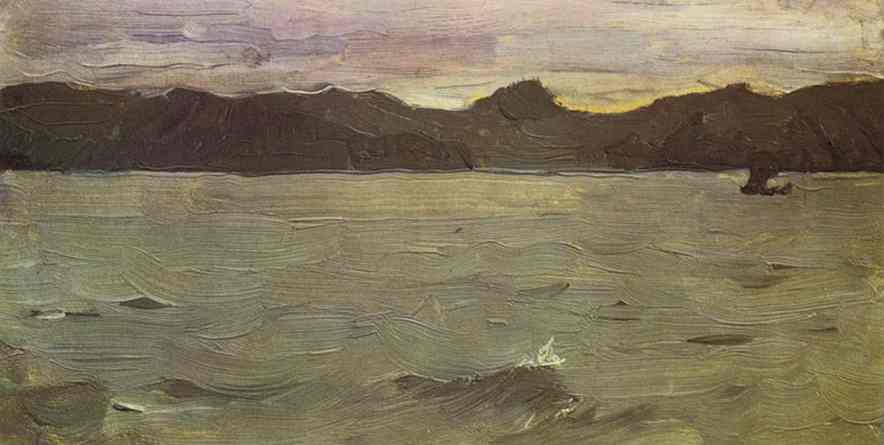
Белое море

1895 год — в начале года по заказу П. М. Третьякова написал портрет его брата, Сергея Михайловича. На XXIII Передвижной выставке представил портреты Н. С. Лескова и 3. В. Якунчиковой (Мориц), а также пейзаж «Татарская деревня», который был сразу приобретён П. М. Третьяковым за 300 рублей. Летом поселился в Домотканово, где выполнил ряд пейзажей и портретов, в том числе портрет жены — «Летом». Во второй половине года выполнил несколько заказных портретов: А. И. Абрикосова, М. К. Олив, жены и дочери харьковского губернатора — В. В. Капнист, а также В. В. Мусиной-Пушкиной. Также по просьбе Владимира Дервиза написал портрет его отца, члена Государственного Совета Д. Г. Дервиза.
Работы Серова за 1895 год

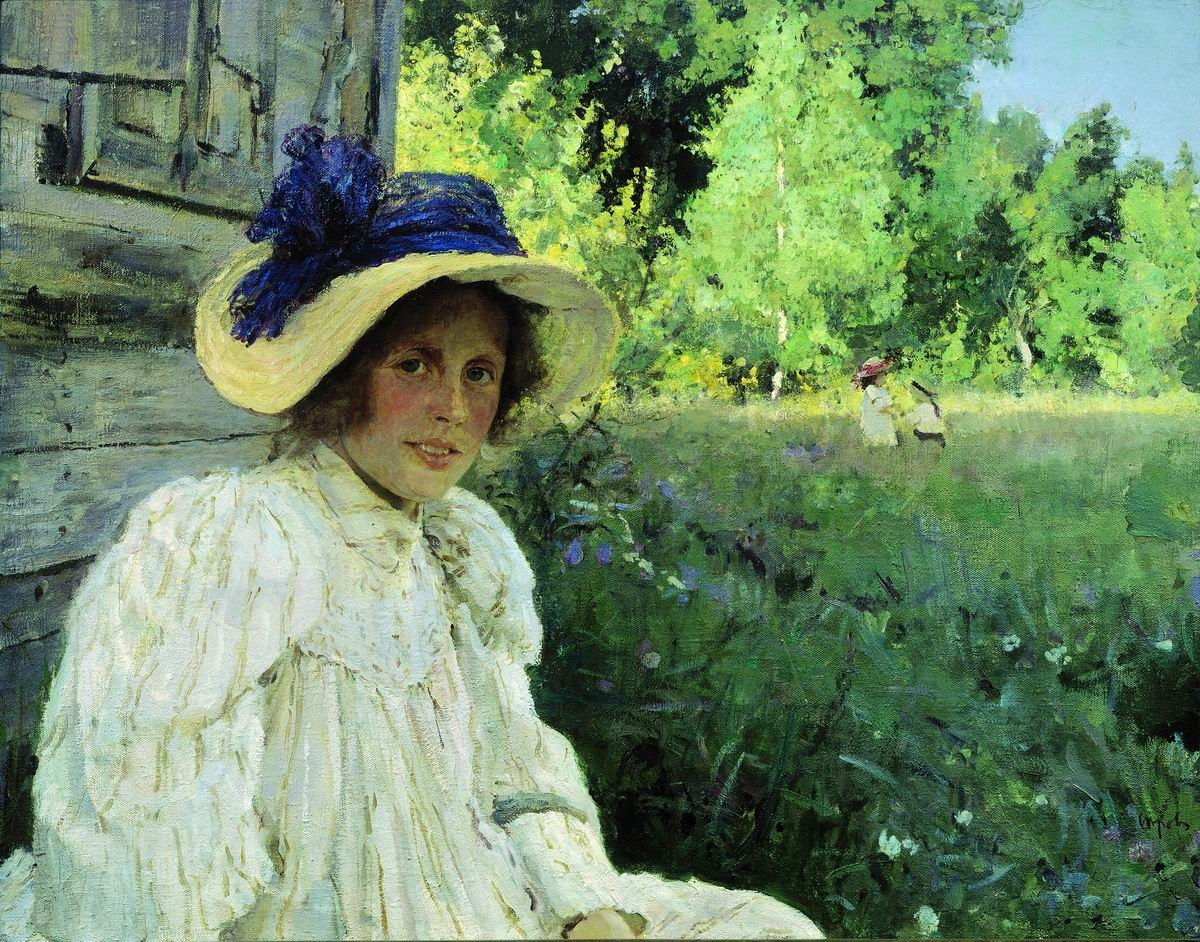
«Летом»
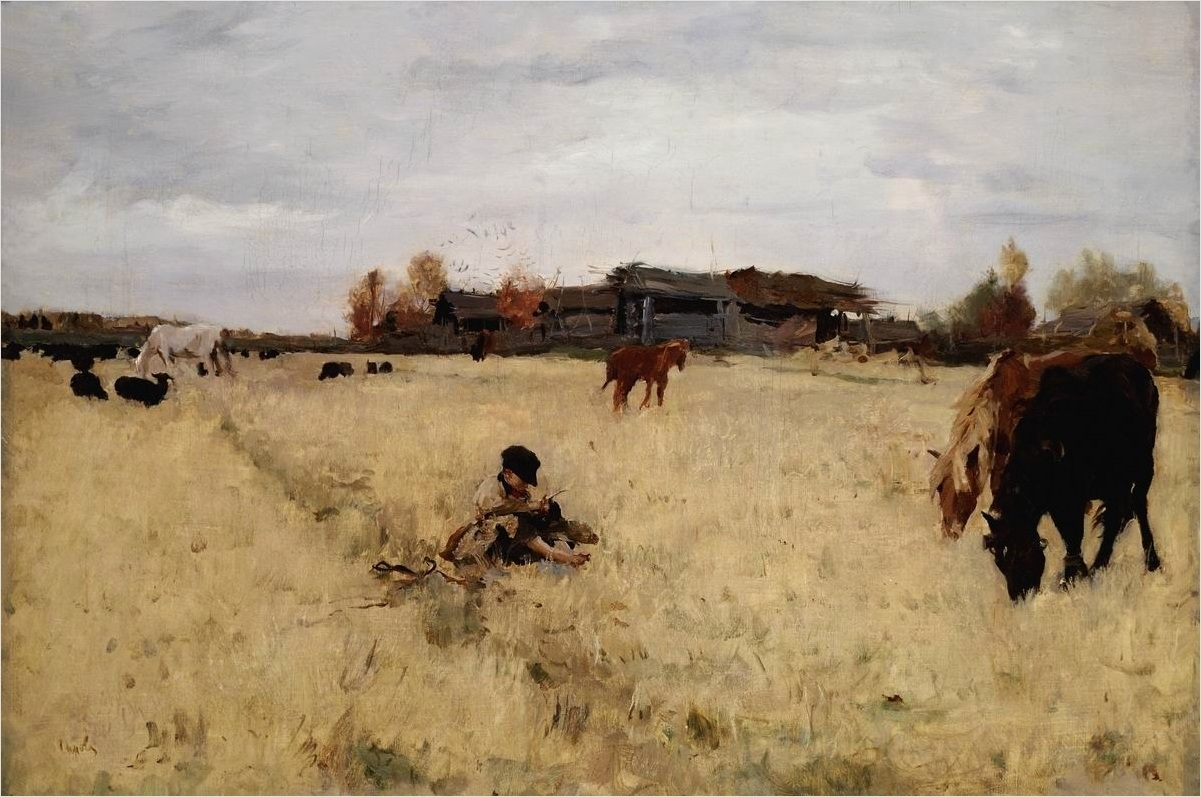
Октябрь. Домотканово
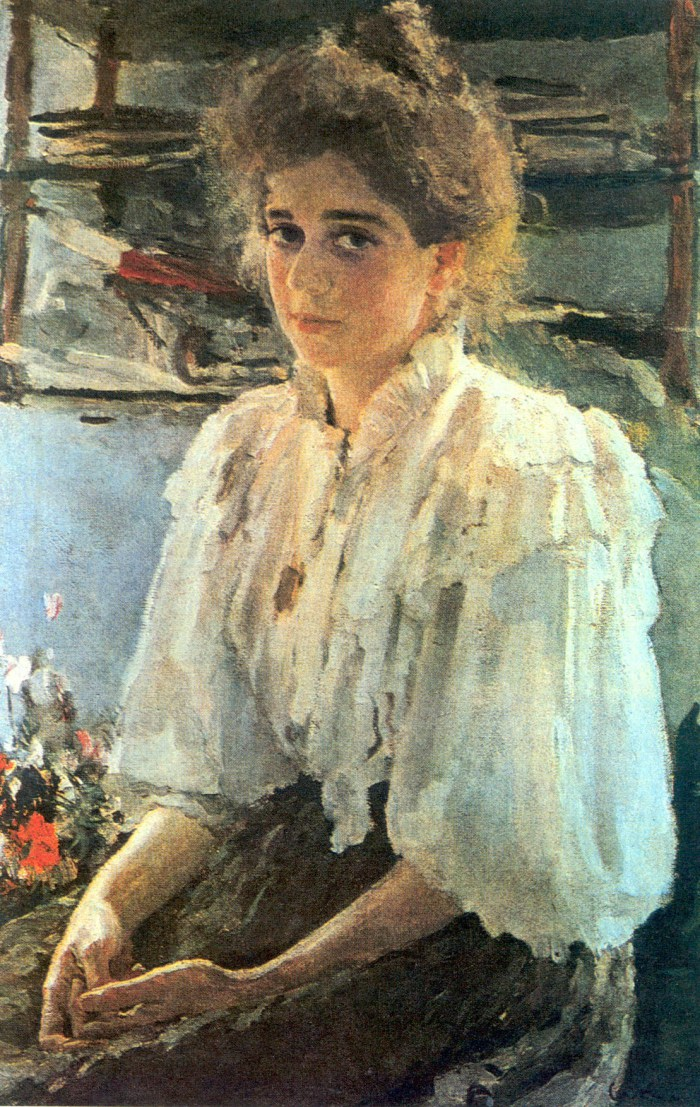
М. Я. Львова
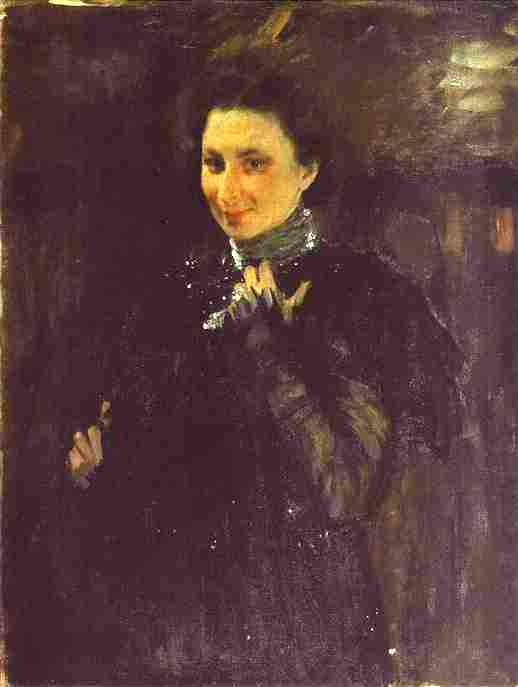
М. К. Олив
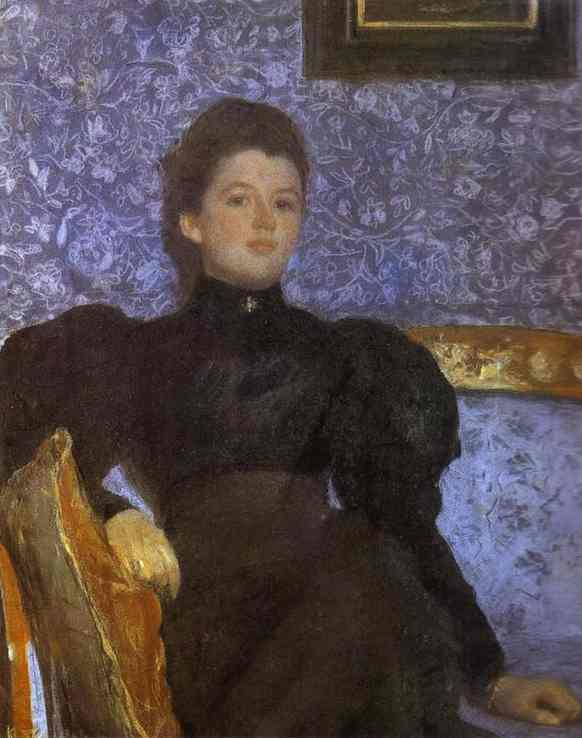
В. В. Мусина-Пушкина

1896 год — в начале года был получен выгодный заказ на выполнение акварели «Миропомазание Государя Императора» для художественного альбома коронования Николая II; в связи с этим он получил право присутствовать на коронации 26 мая, «на правом клиросе или же в самом алтаре» Успенского собора, а завершить работу он должен был до 1 мая 1897 года. В это же время он выполнил для усадьбы Юсуповых Архангельское копию «портрета покойного царя» Александра III. На частной выставке в Мюнхене (Сецессион) впервые за границей демонстрировались работы В. А. Серова; в результате в конце года Серову поступили предложения участвовать в заграничных выставках — в Мюнхене, Стокгольме, Копенгагене.
Работы Серова за 1896 год

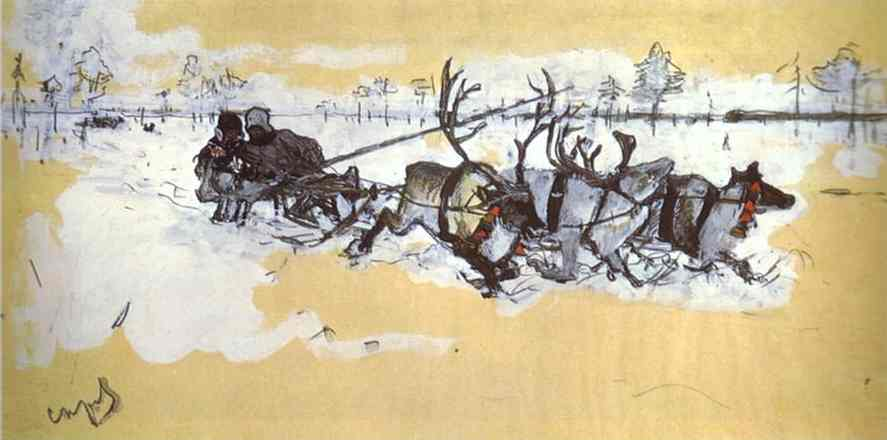
Тундра
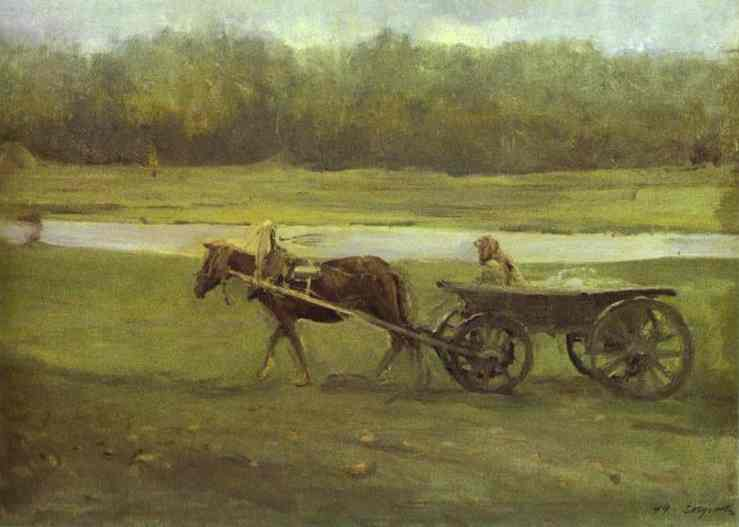
Баба в телеге
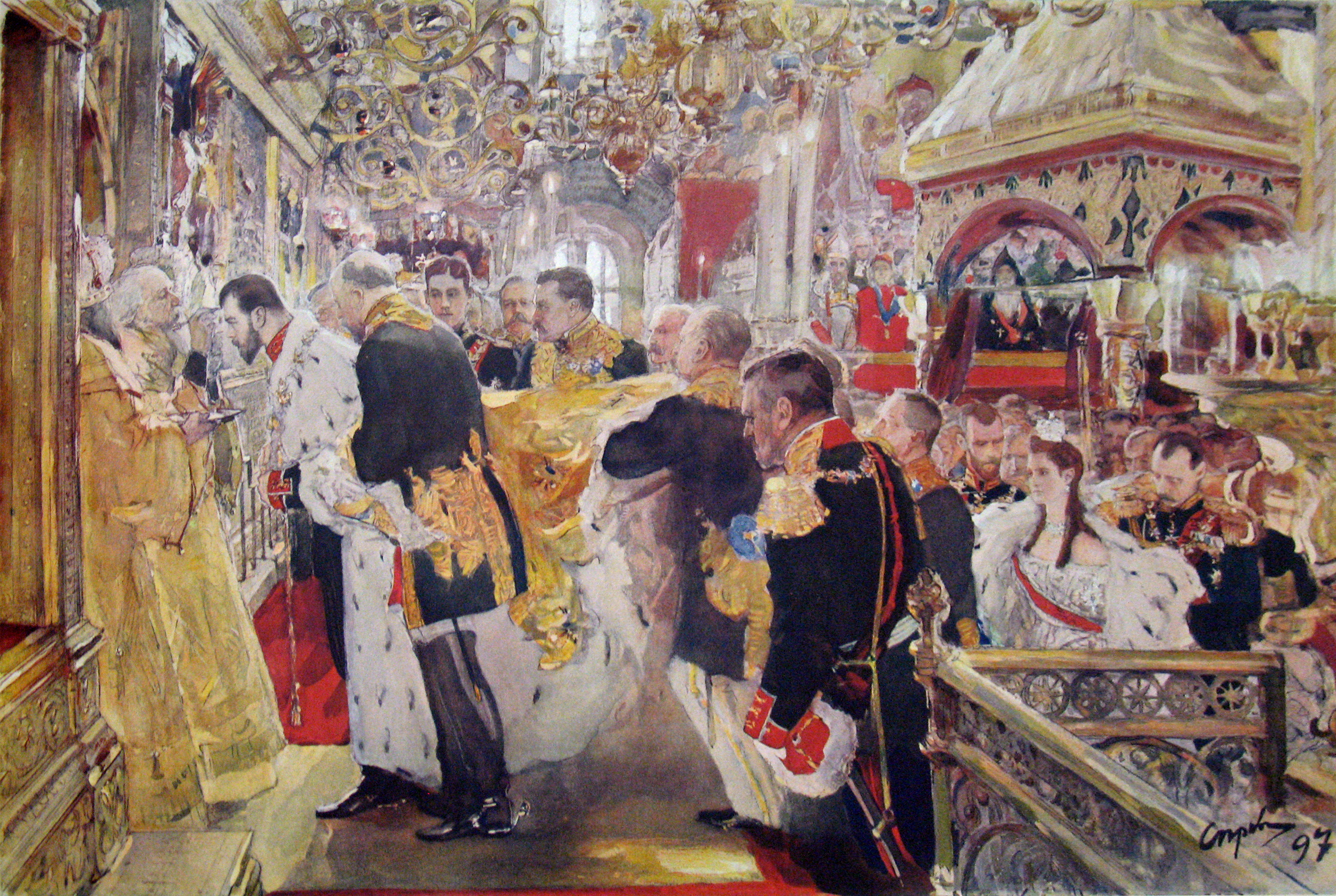
Коронация Николая II

1897 год — в 1-й половине года были написаны портреты великого князя Павла Александровича и великой княжны Марии Павловны («Портрет девочки с собакой»), а также М. Ф. Морозовой — матери С. Т. Морозова. В конце лета принял предложение руководить натурной мастерской в Московском училище живописи, ваяния и зодчества, хотя ещё в 1894 году признавался в письме П. П. Чистякову: «Преподавание вообще я не люблю — учеников и бездарных и талантливых всех не люблю — серьёзно. Предлагали мне поступить сюда (в Москве) в школу живописи преподавателем — я отказался». Его учениками стали: П. В. Кузнецов, Н. Н. Сапунов, М. С. Сарьян, К. С. Петров-Водкин, Н. П. Ульянов, К. Ф. Юон. Одновременно с Серовым в училище стал преподавать И. И. Левитан, — руководил пейзажной мастерской.
Работы Серова за 1897 год

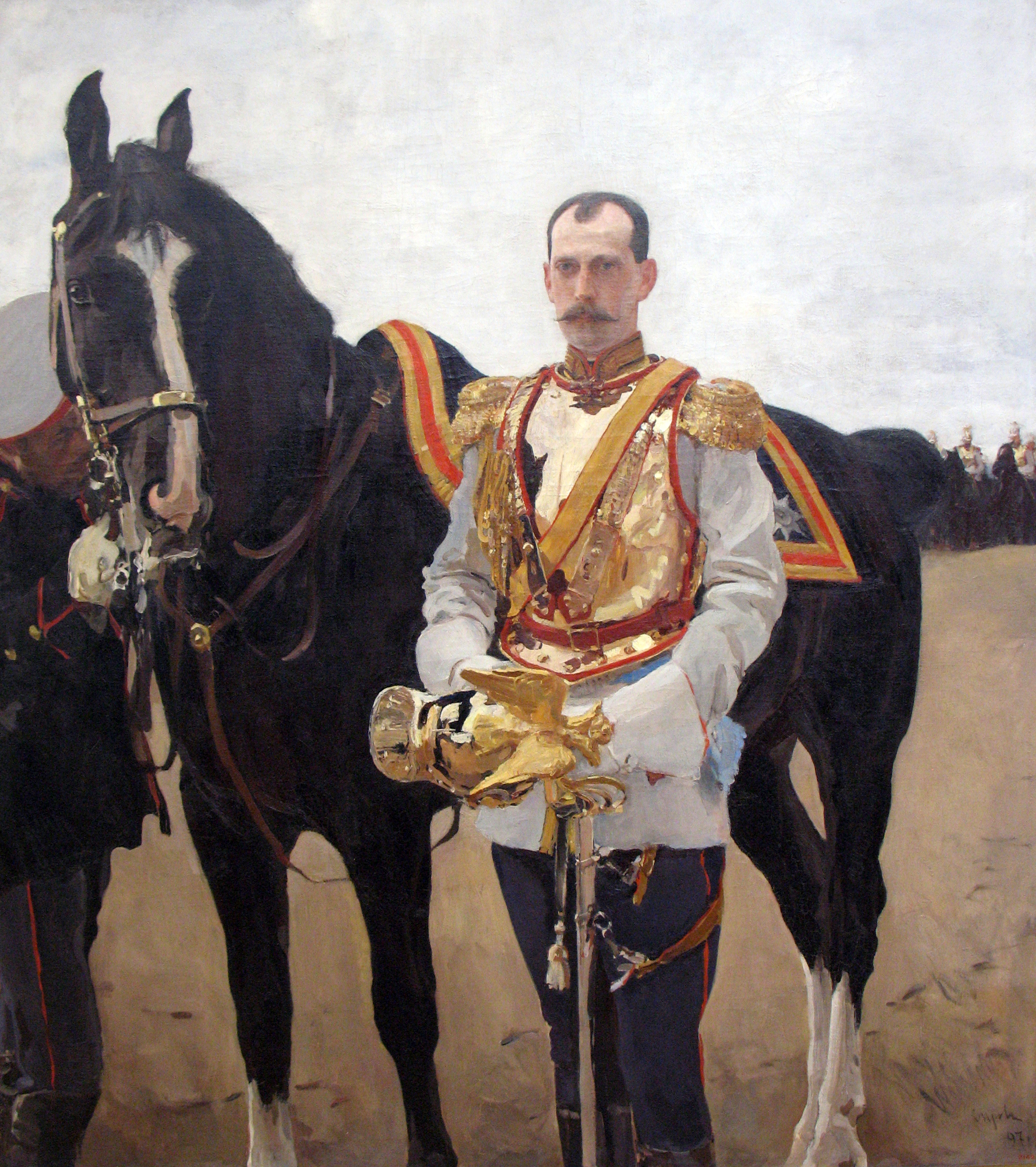
Великий князь Павел Александрович
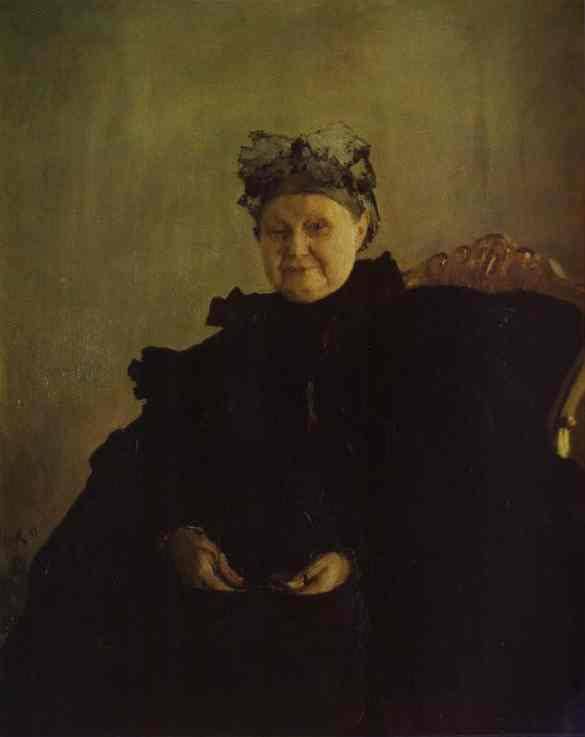
М. Ф. Морозова
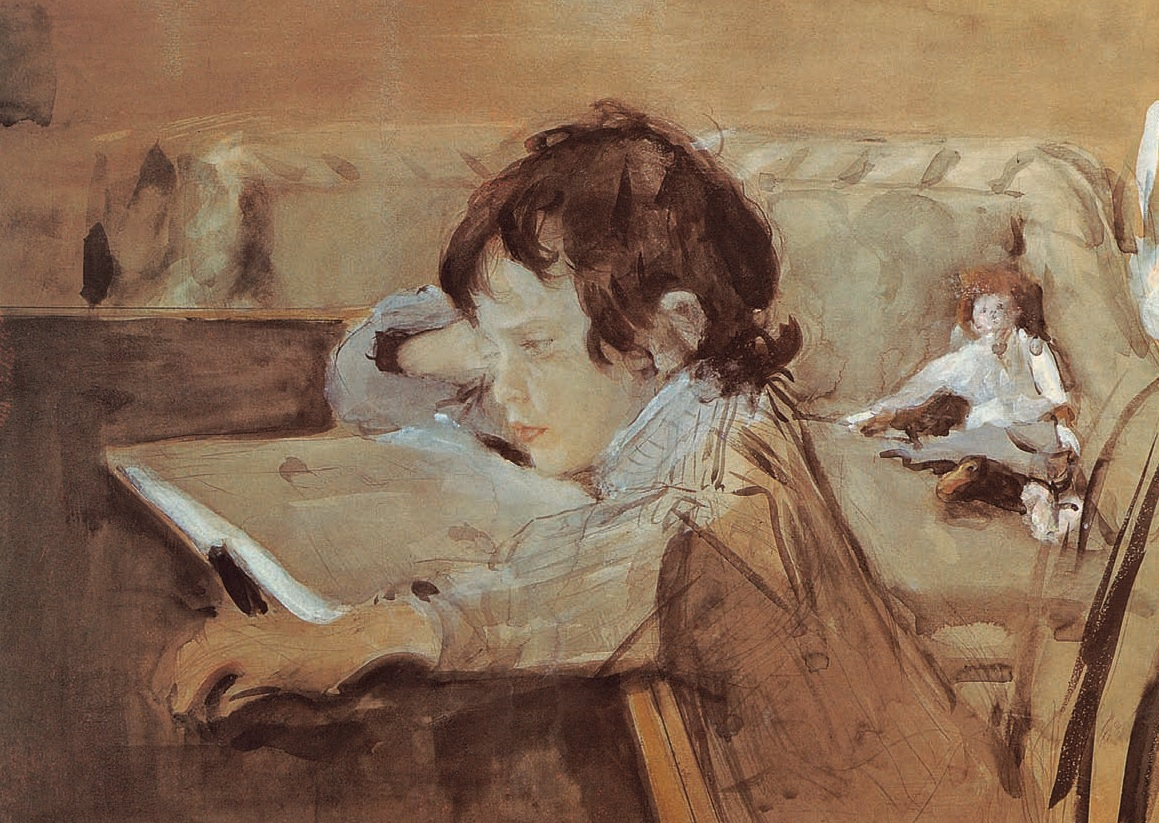
Саша Серов

1898 год — на открывшейся в январе в Санкт-Петербурге в музее барона Штиглица выставке русских и финских художников, организованной С. П. Дягилевым, Серов был представлен 15 работами; на XXVI Передвижной выставке были показаны портреты М. Ф. Морозовой и Ф. Таманьо; 23 марта на общем собрании Академии художеств, по предложению Матэ, Репина и Чистякова, В. А. Серов был удостоен звания академика. Кроме портретов — М. К. Тенишевой, Н. А. Мещерской, П. А. Бахрушина, Н. А. Римского-Корсакова, П. Н. Трубецкого, В. В. Мусиной-Пушкиной — работал над иллюстрациями к басням Крылова. Также вёл художественно-декоративную часть постановки оперы своего отца, «Юдифь», в частной опере Мамонтова.
Работы Серова за 1898 год

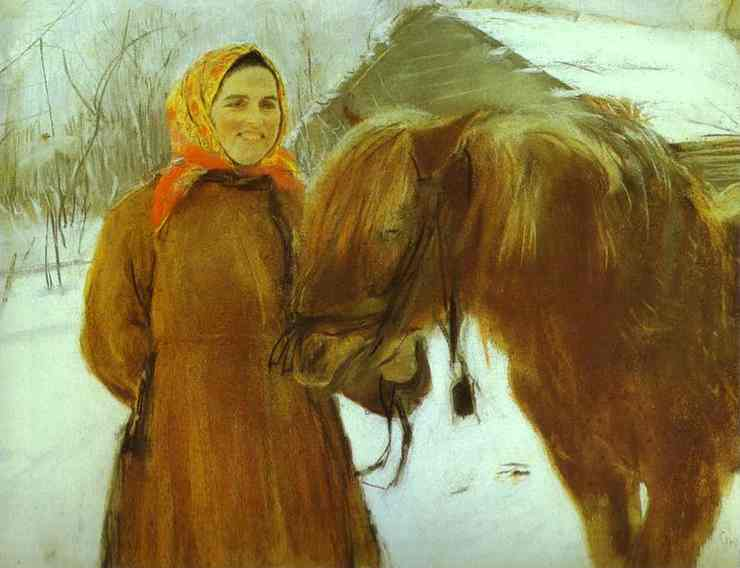
Баба с лошадью
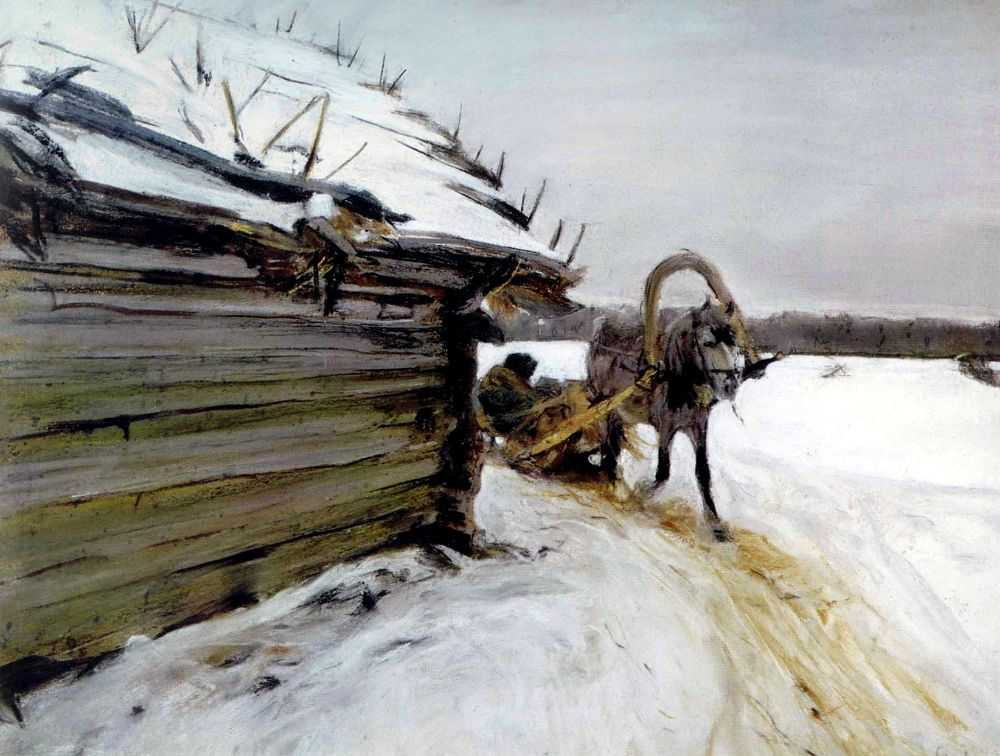
Зимой
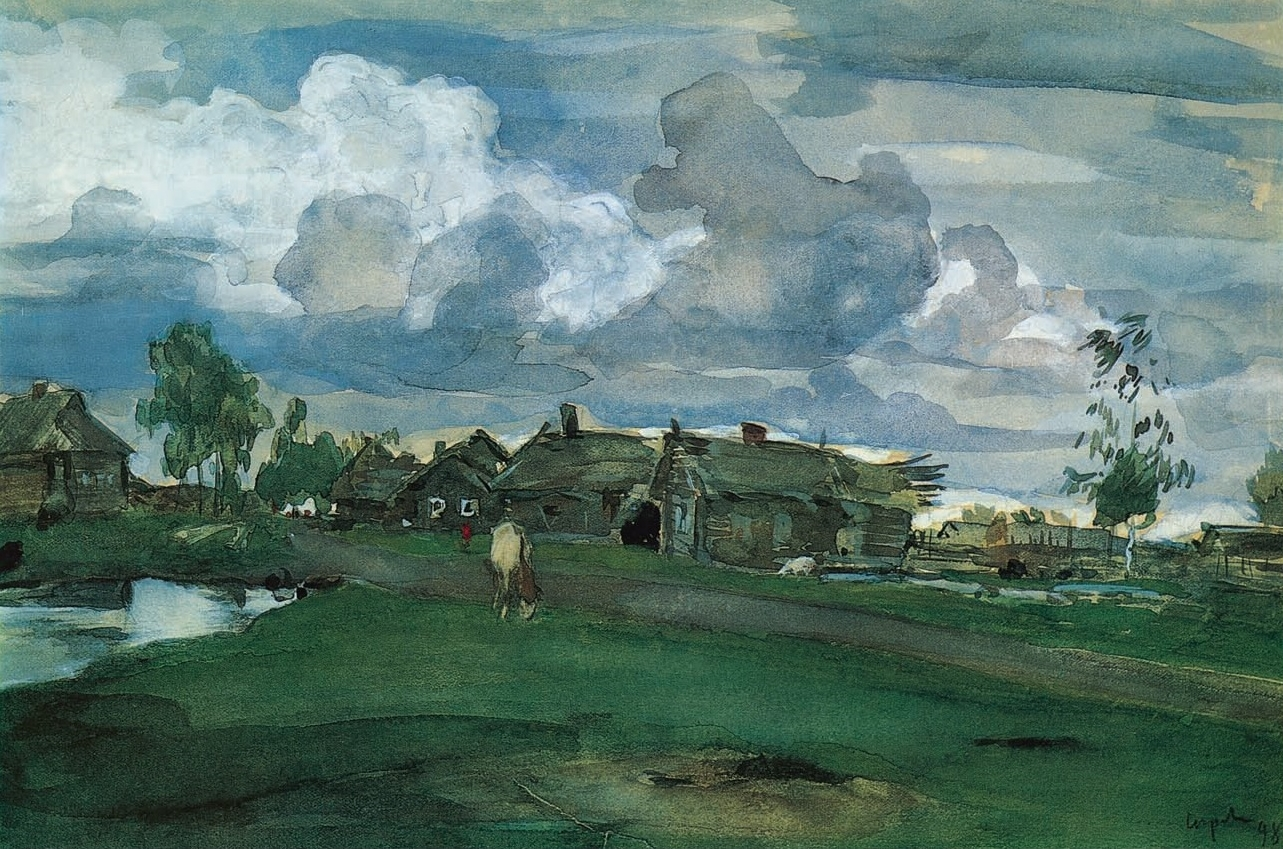
Деревня
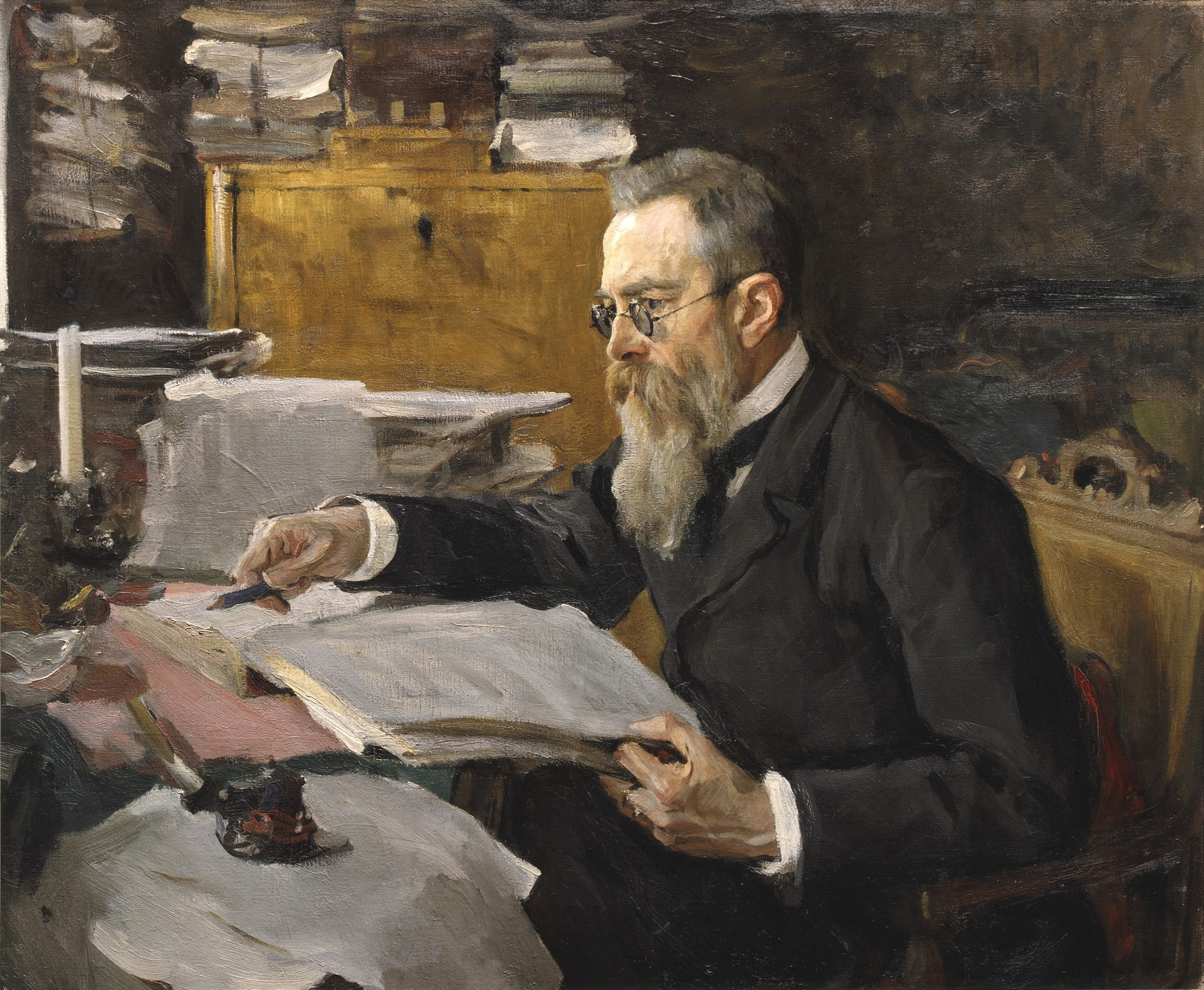
Н. А. Римский-Корсаков

1899 год — в начале года работы Серова (два портрета и несколько пейзажей) показывались на первой выставке объединения «Мир искусства». В это же время от Н. И. Кутепова Серову поступило предложение иллюстрировать книгу «Великокняжеская, царская и императорская охота на Руси», два тома которой уже были изданы. В связи с выполнением заказного портрета Александра III выезжал в Данию. В начале июня В. А. Серов был избран в совет Третьяковской галереи, созданный после смерти П. М. Третьякова. Летом Серовым была выполнена одна из лучших его работ, картина «Дети», на которой изображены сыновья художника, Саша (справа) и Юра, стоящие на балконе дачи Василия Матэ в Териоках. В конце года последовали заказы портретов от царствующей династии Романовых. После банкротства С. И. Мамонтова журналу «Мир искусства» шесть месяцев оказывали помощь И. С. Остроухов и С. С. Боткин, а затем Серову, ставшему «придворным портретистом», удалось выхлопотать у императора субсидию на три года.
Работы Серова за 1899 год

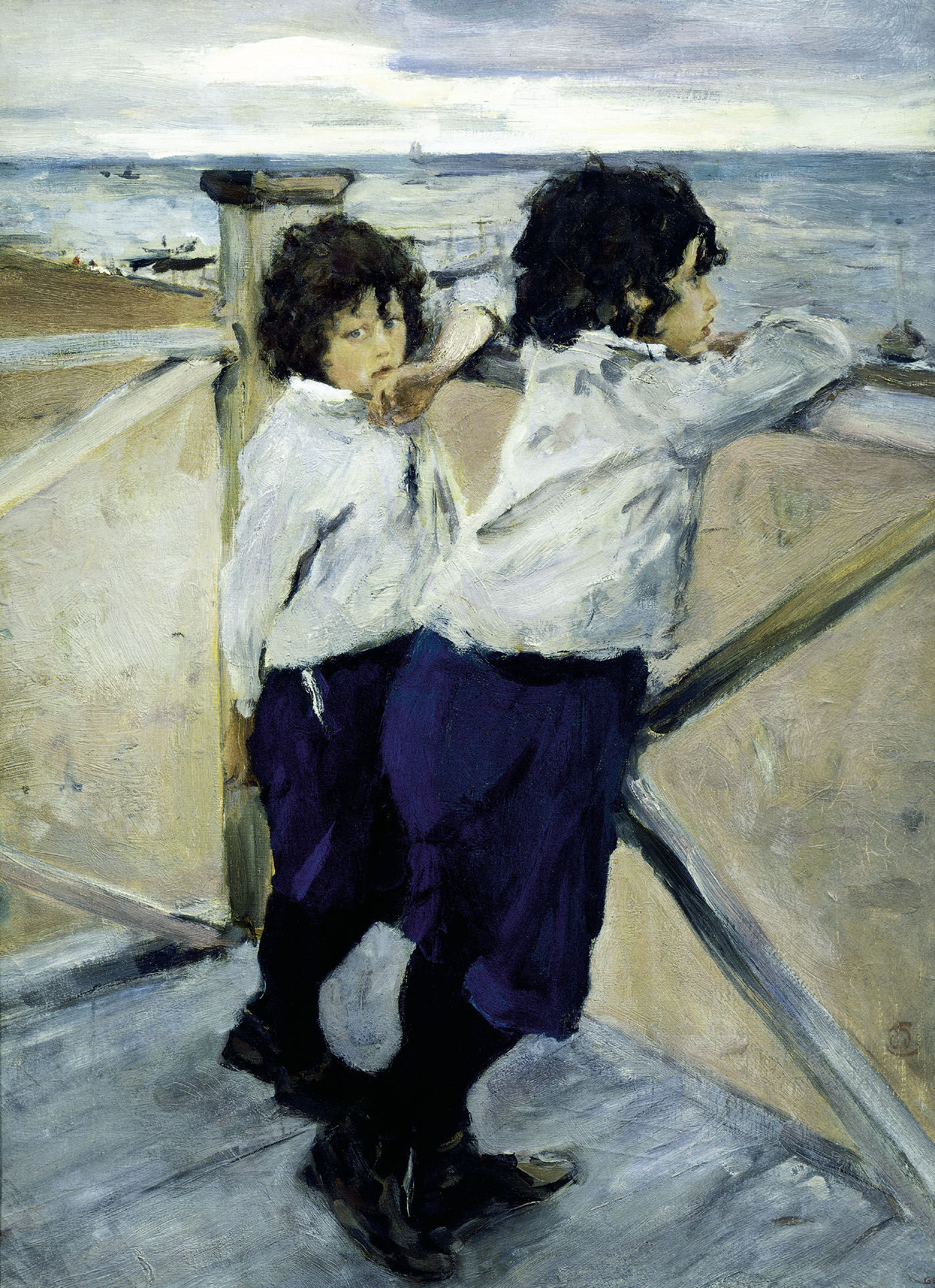
Дети (Саша и Юра Серовы)
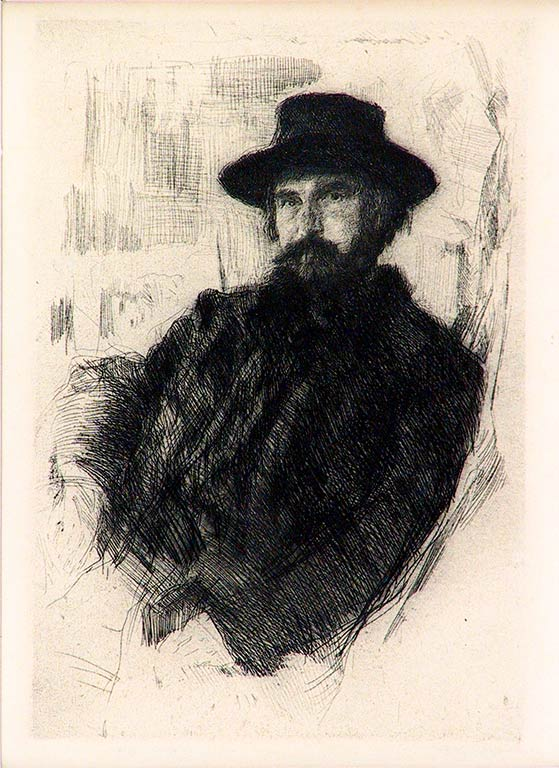
В. В. Матэ (офорт)
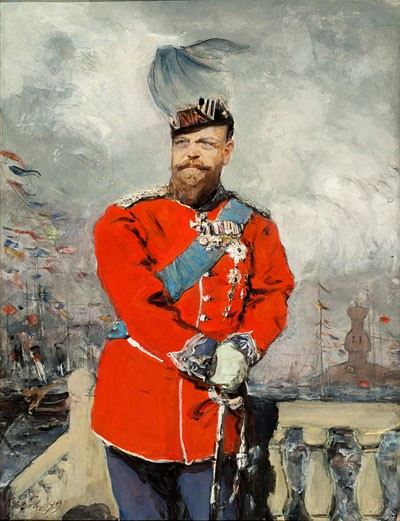
Александр III
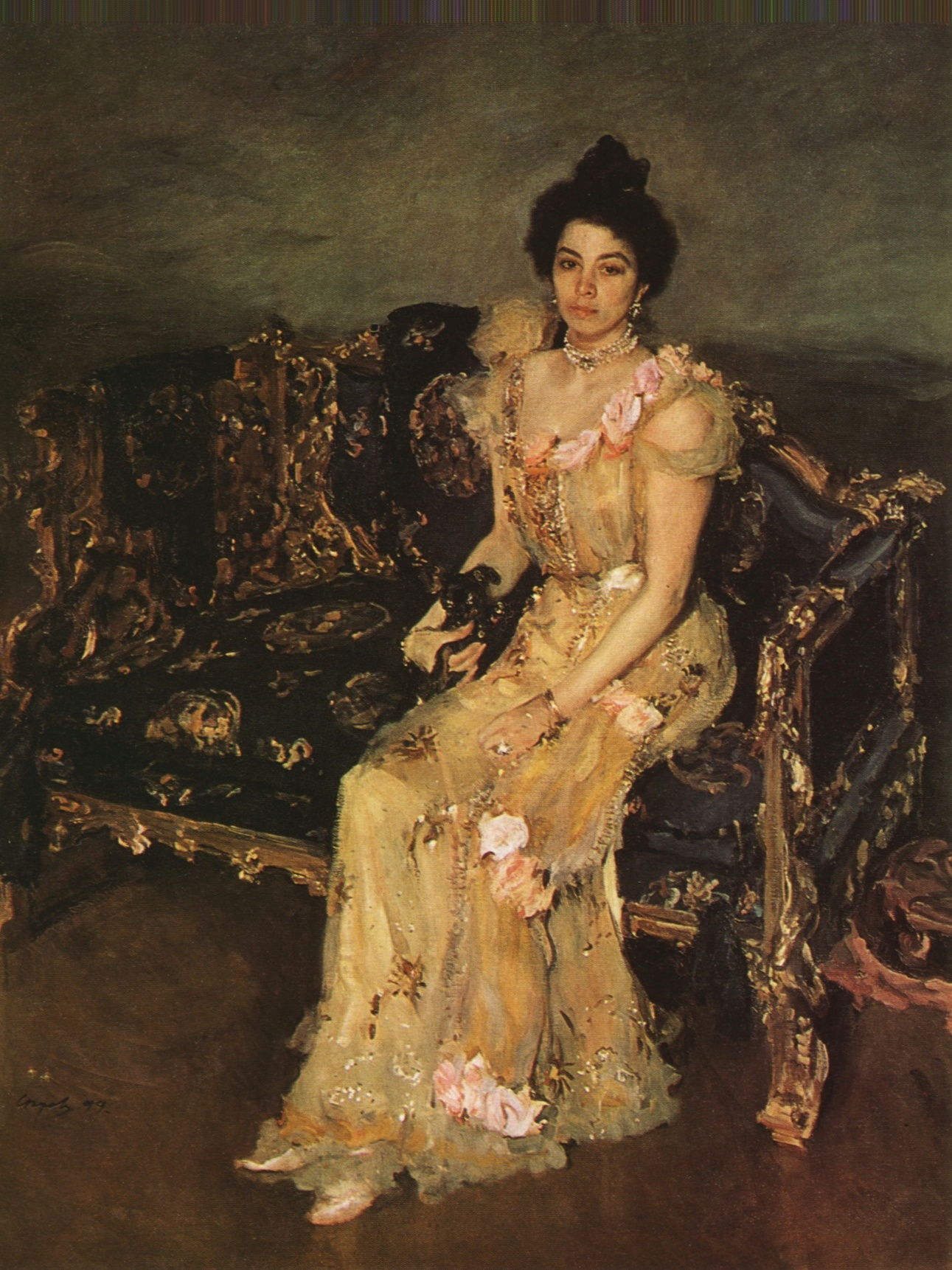
С. М. Боткина
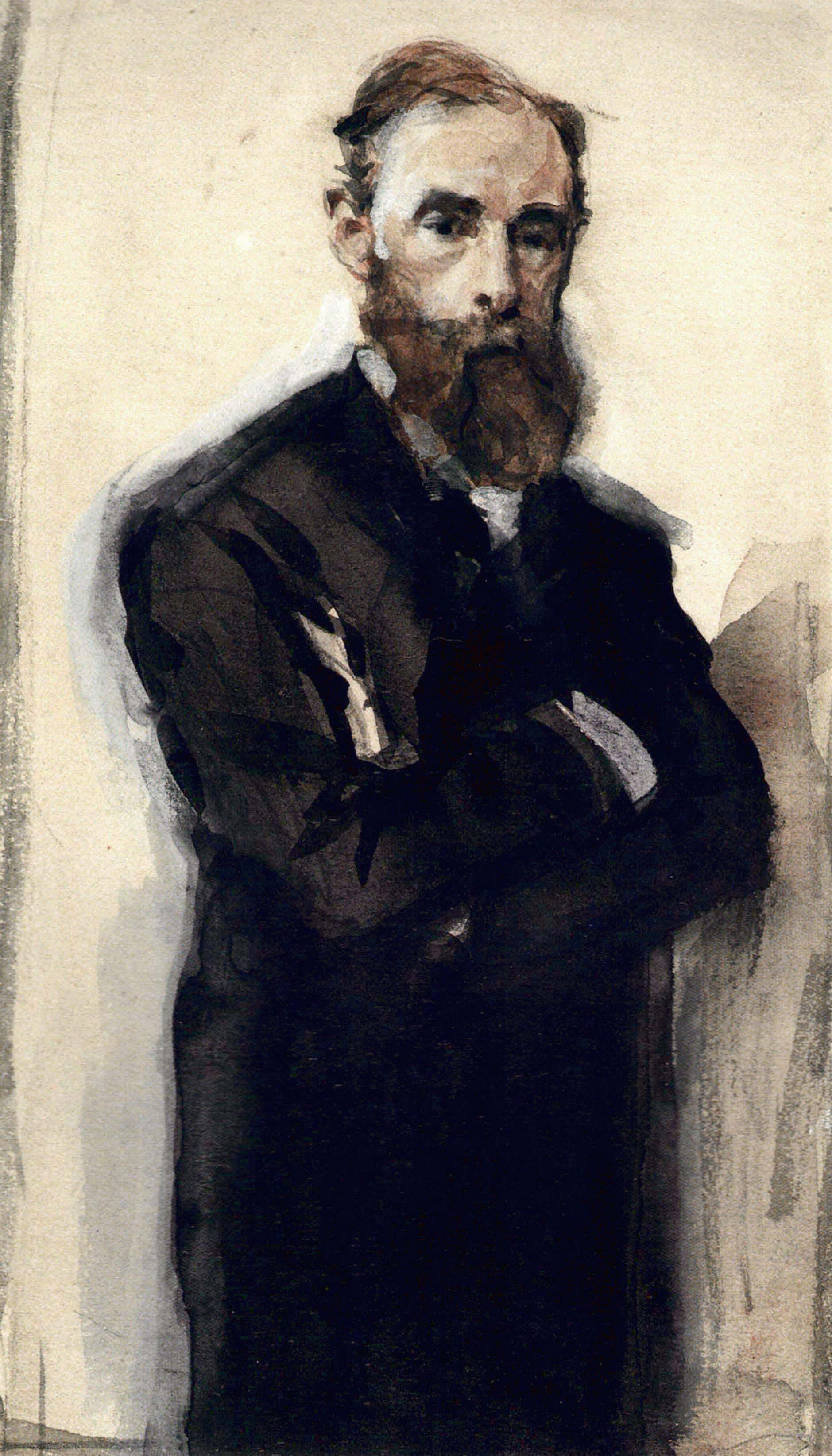
П. М. Третьяков
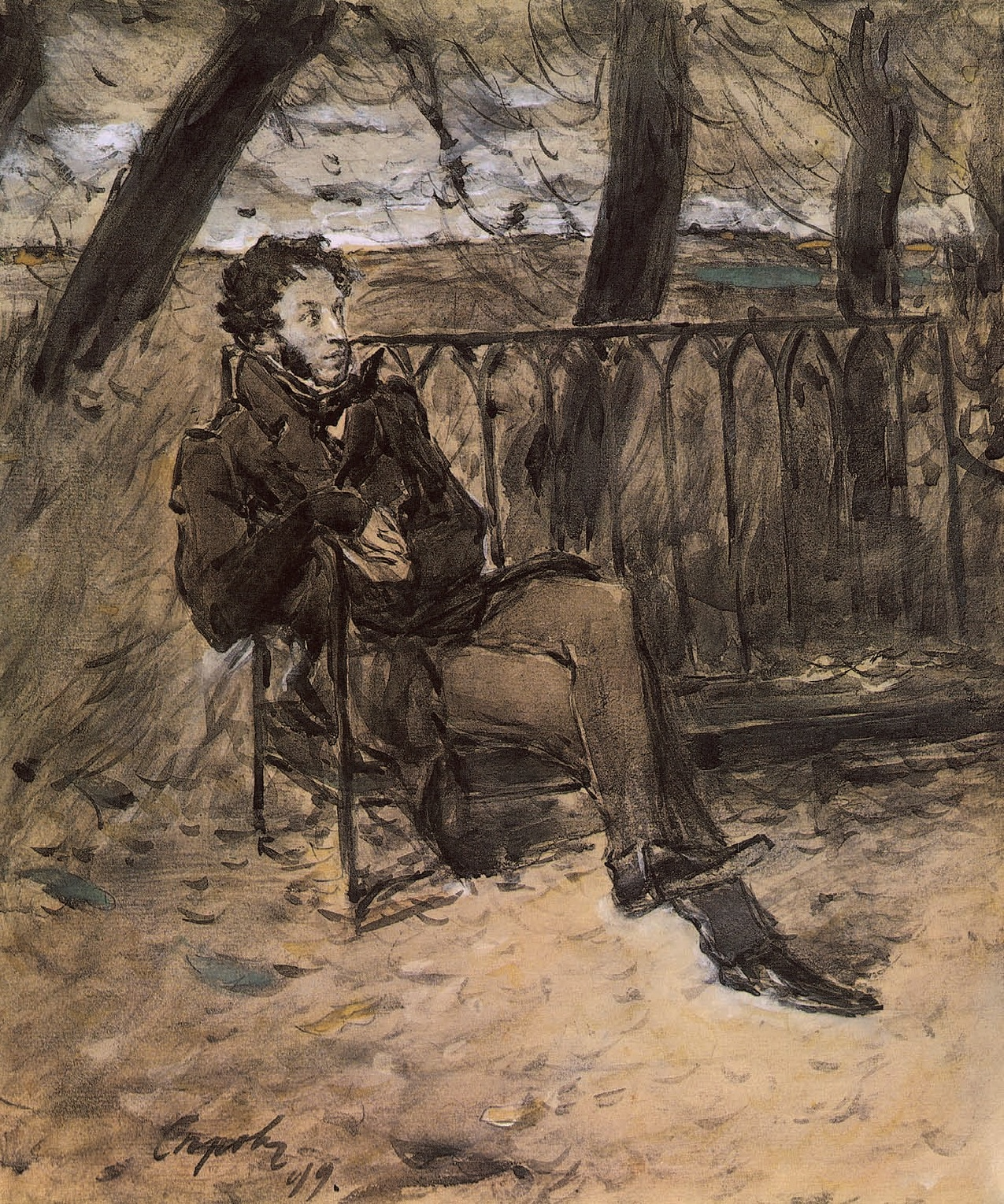
А. С. Пушкин
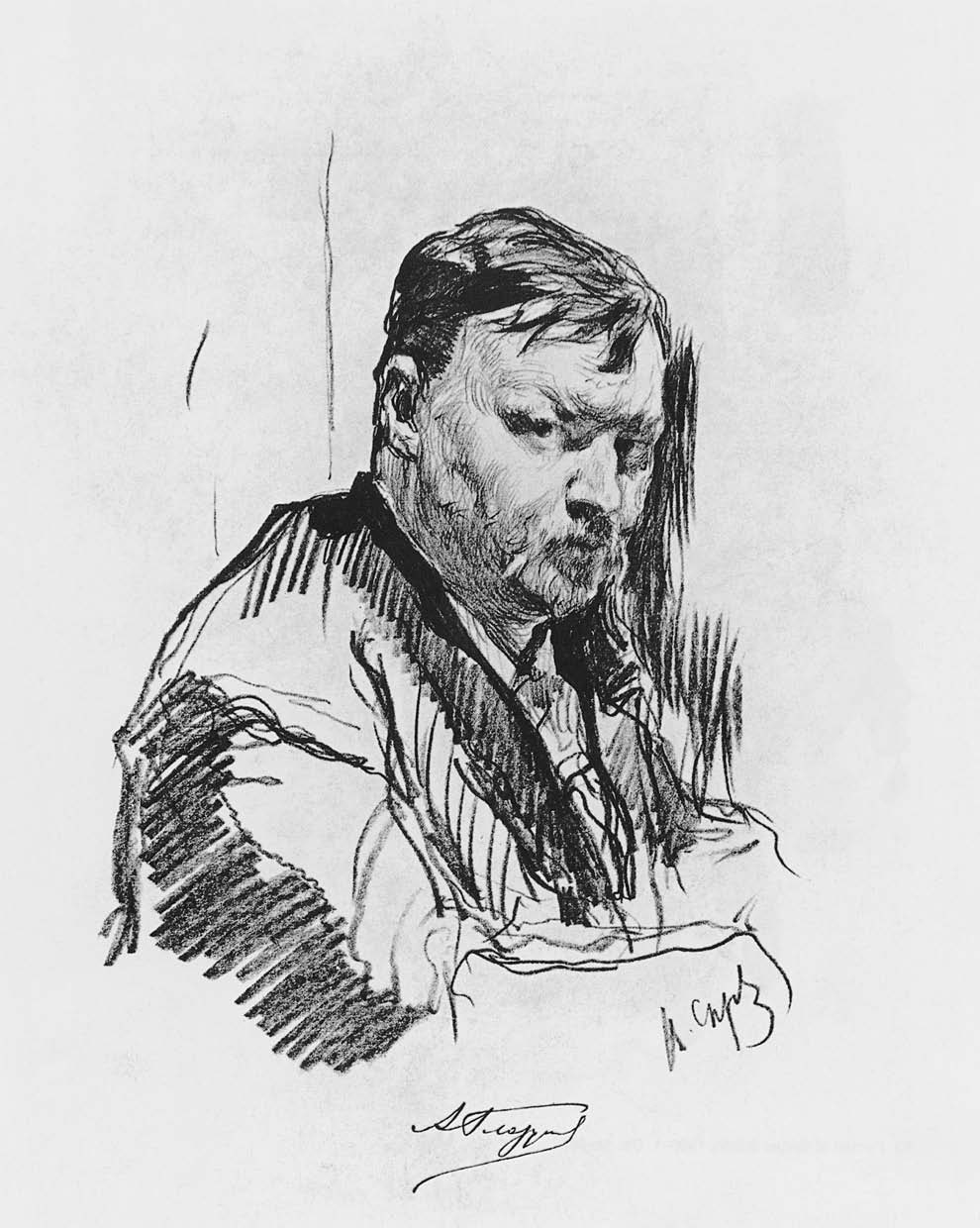
А. К. Глазунов
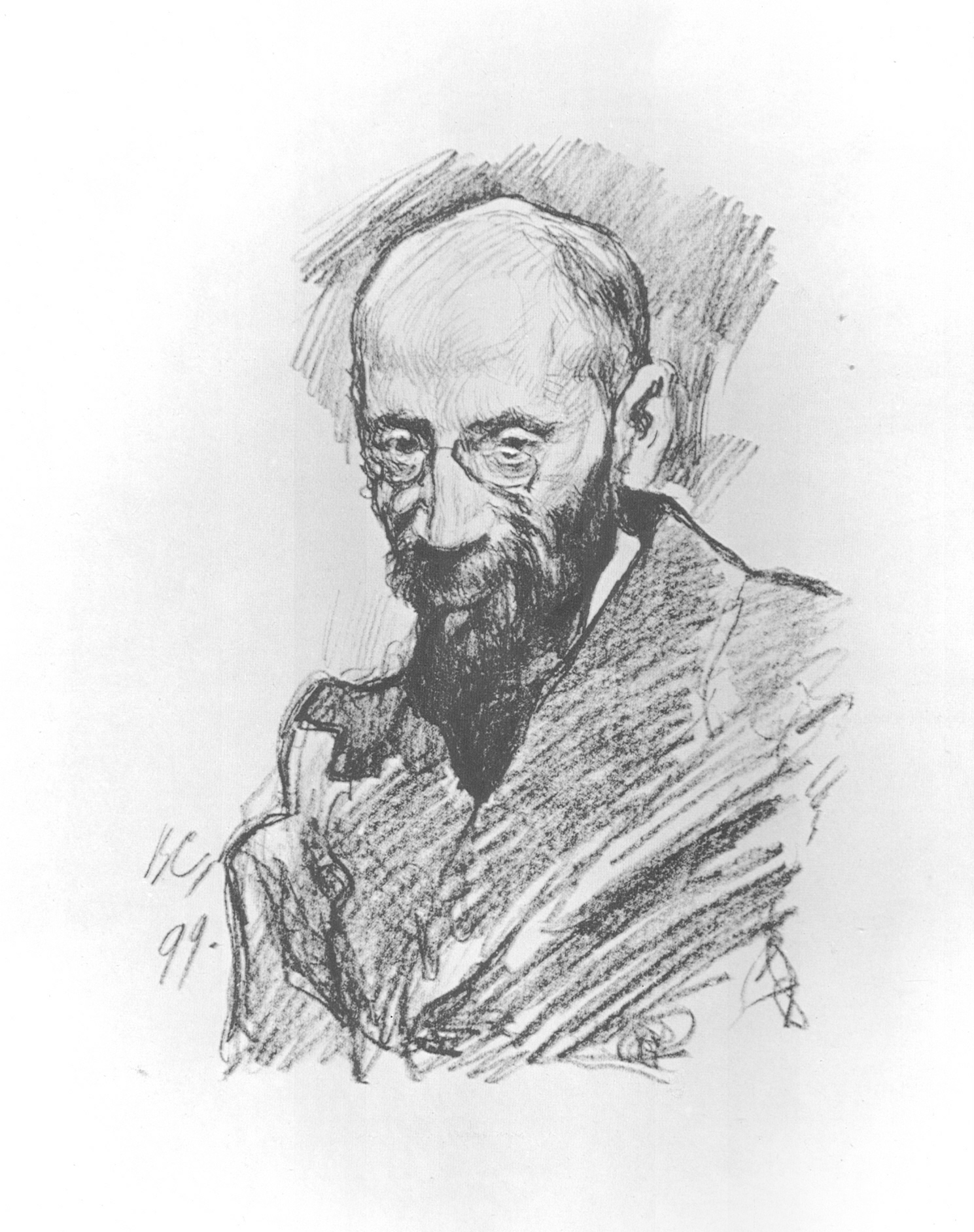
А. П. Нурок

В конце 1890-х годов Серов работал над портретом художника Василия Ивановича Сурикова.

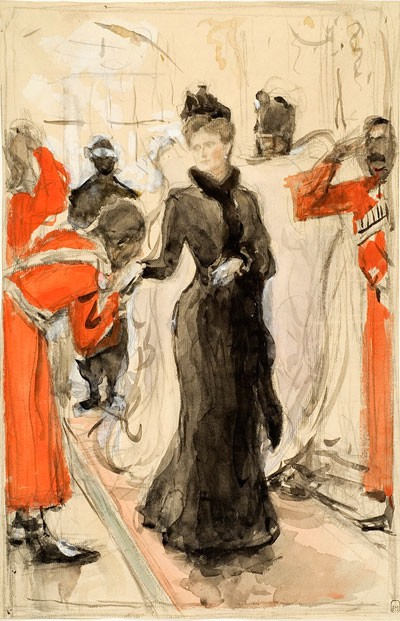
Выход Александры Фёдоровны

### 1900—1909
1900 год — в январе-марте работал над заказными портретами царской семьи. Был написан портрет императора Николая II. Константин Коровин позднее написал про этот портрет: «Серов первым из художников уловил и запечатлел на полотне мягкость, интеллигентность и вместе с тем слабость императора…» В октябре 1917 года после штурма Зимнего дворца ученики-художники увидели, как из дворца выходят солдаты, волоча этот взятый в спальне императрицы портрет. Солдаты выкололи штыками глаза на портрете императора. Ученики-художники убедили солдат отдать им портрет и принесли художнику Нерадовскому, который его сохранил. В сентябре получил заказ на исполнение портрета императора, «поколенного размера, в парадной форме 80-го Кабардинского генерал-фельдмаршала князя Барятинского полка» за заявленную художником цену в 4 тысячи рублей.
Подал заявление о выходе из Товарищества передвижных художественных выставок. Готовил иллюстрации к книге «Царская и императорская охота на Руси». За портрет великого князя Павла Александровича на Всемирной выставке в Париже, которую посетил с женой в октябре, был удостоен Большой почётной медали. Был написан второй портрет С. М. Драгомировой, — теперь, в замужестве, носившей фамилию Лукомская. Родился сын Антон, и семья переехала в более просторную квартиру в Большом Знаменском переулке.
Работы Серова за 1900 год

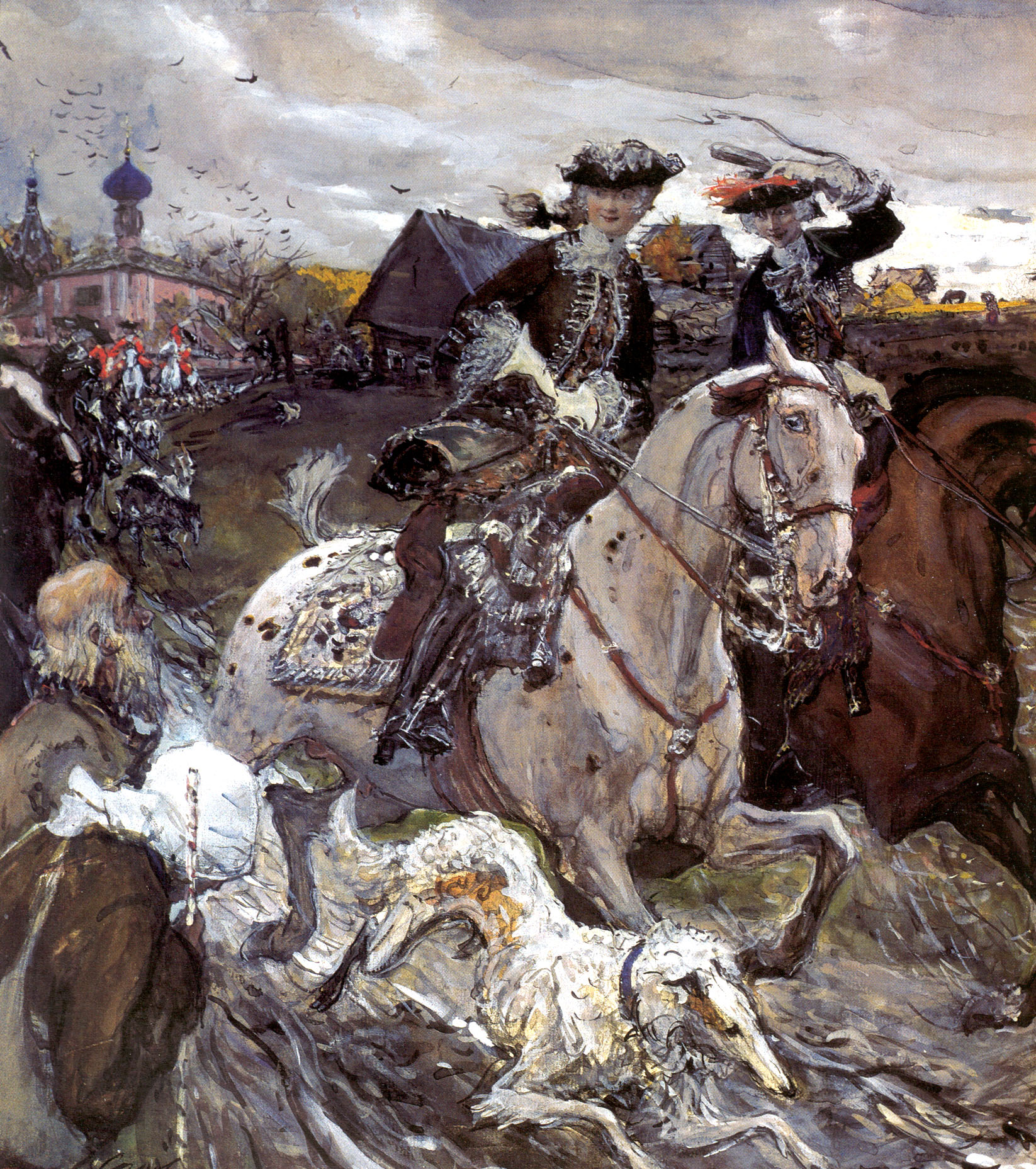
Пётр II и цесаревна Елизавета на псовой охоте
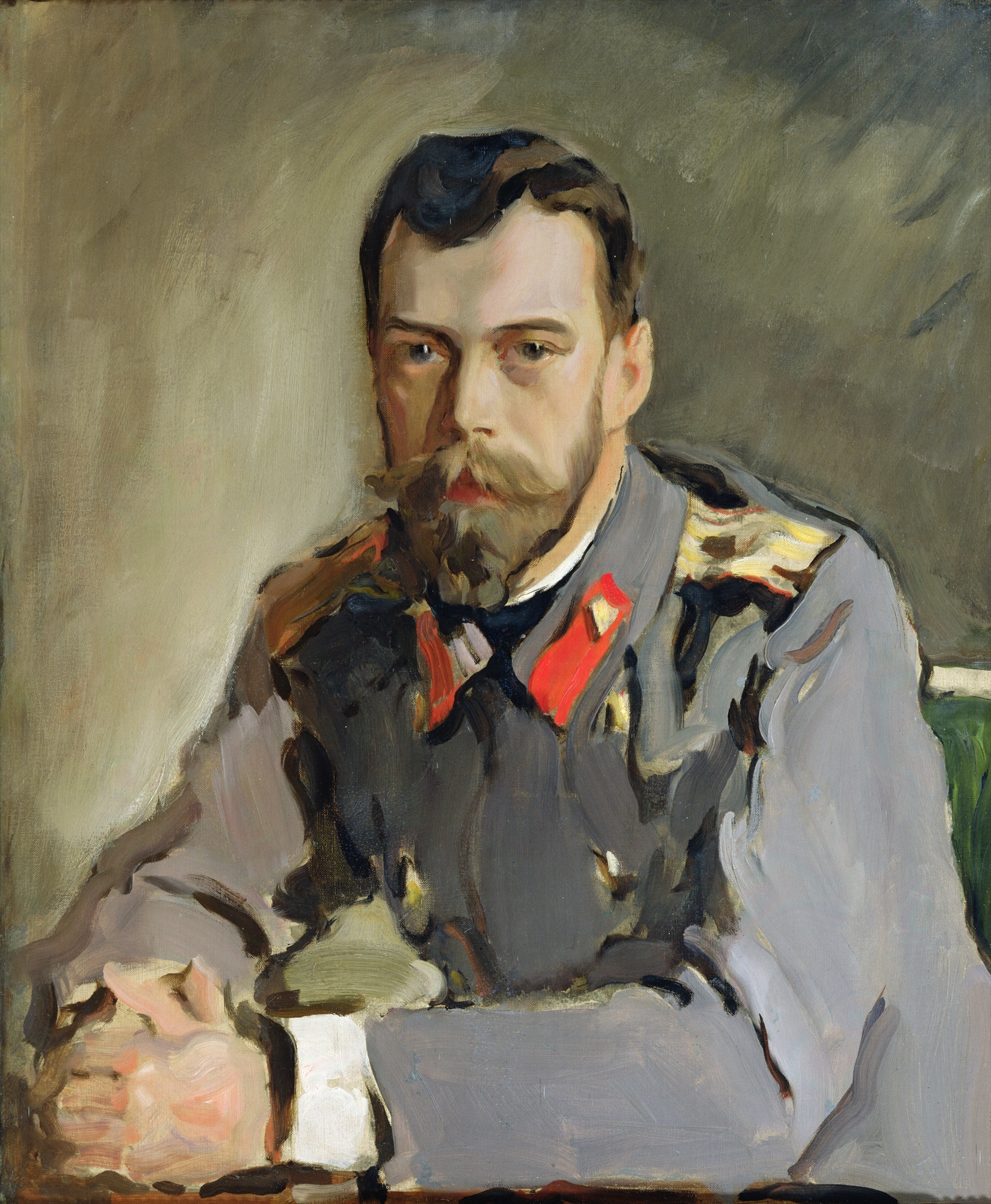
Николай II
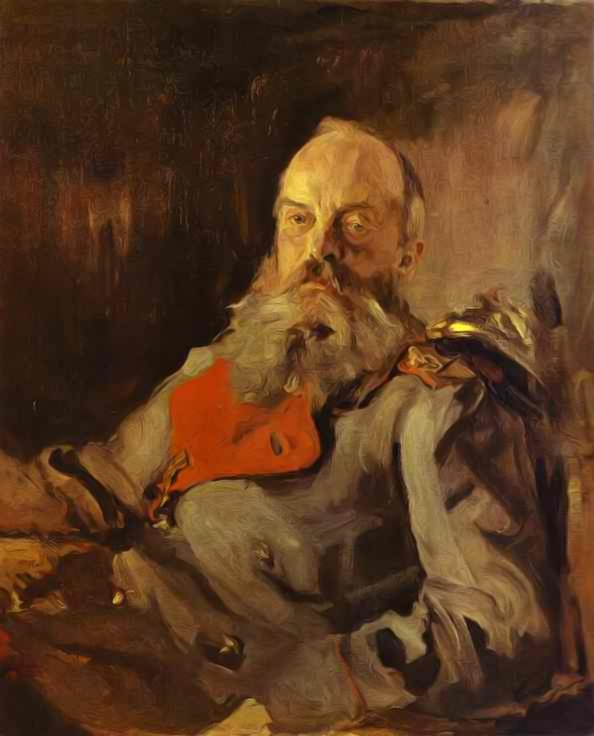
Вел. кн. Михаил Николаевич в тужурке
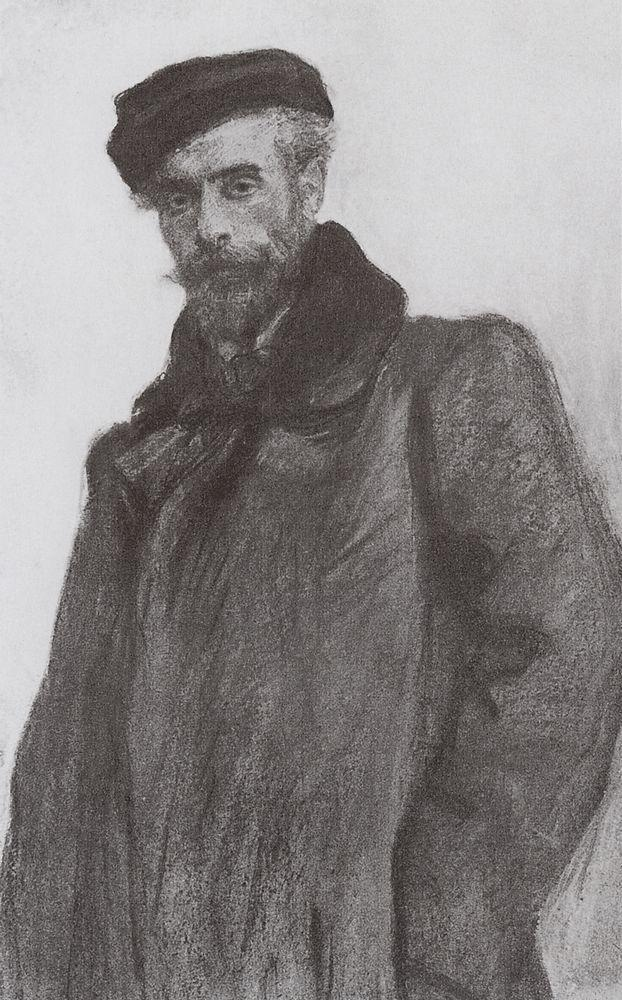
И. И. Левитан
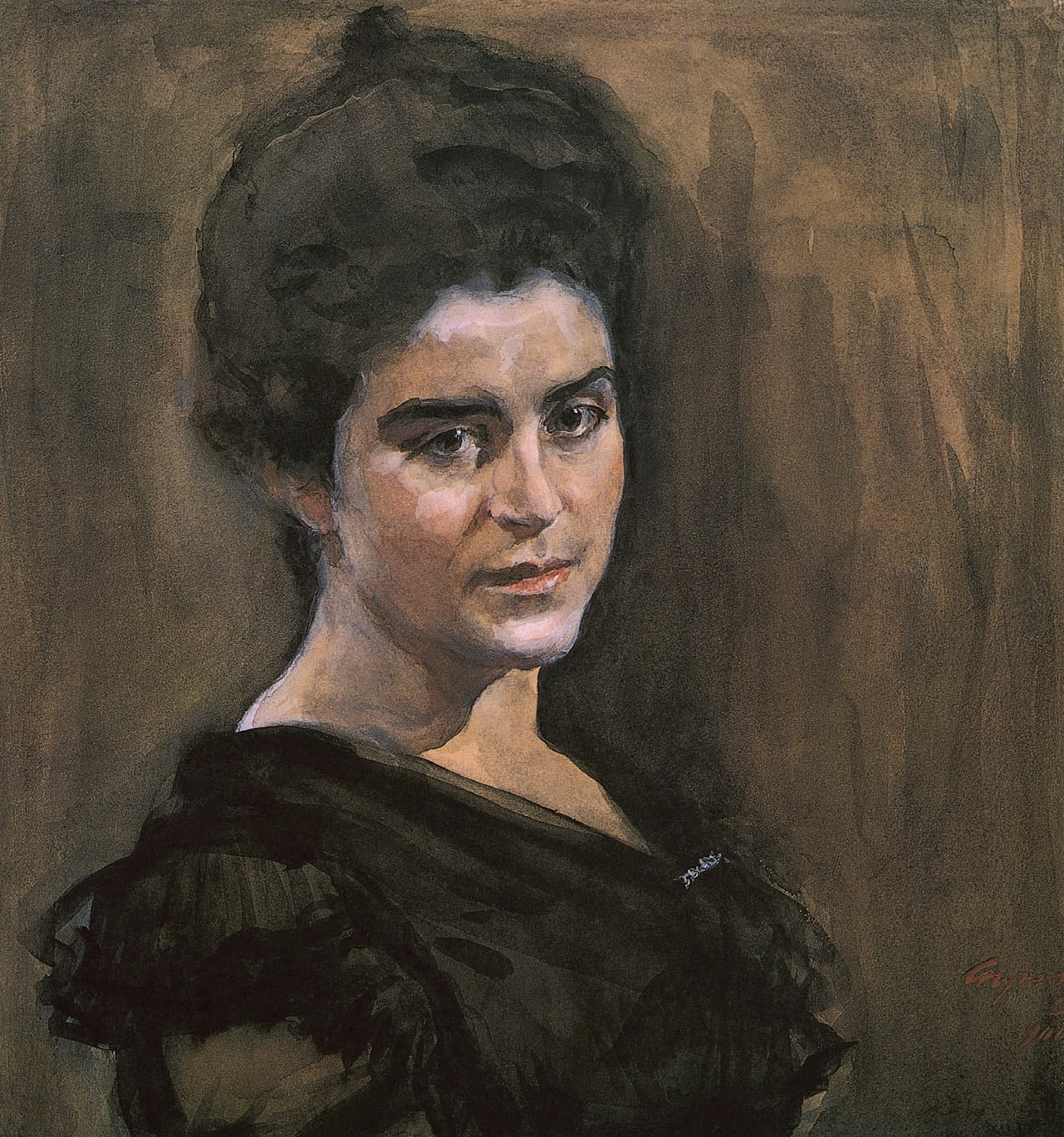
С. М. Драгомирова
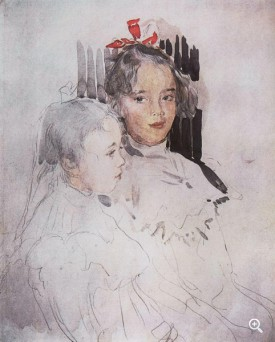
Дети С. С. Боткина

1901 год — были созданы портреты четырёхлетнего «Мики Морозова» — сына М. А. Морозова, С. С. Боткина, П. М. Романова, П. И. Харитоненко, И. Е. Репина. Галерея «высочайших особ» пополнилась портретом великого князя Георгия Михайловича, однако в конце года, после вмешательства в работу Серова (когда он писал очередной портрет Николая II) императрицы Александры Фёдоровны, он прекратил работать для царского двора. Весной 1901 года в Училище живописи был создан объединённый портретно-жанровый класс, который В. Серов возглавил; вторым преподавателем был принят К. Коровин; одновременно он преподавал в школе-мастерской Е. Н. Званцевой, в которой позировали обнаженные модели. Летом начал обустраивать приобретённую в Ино дачу.
Работы Серова за 1901 год

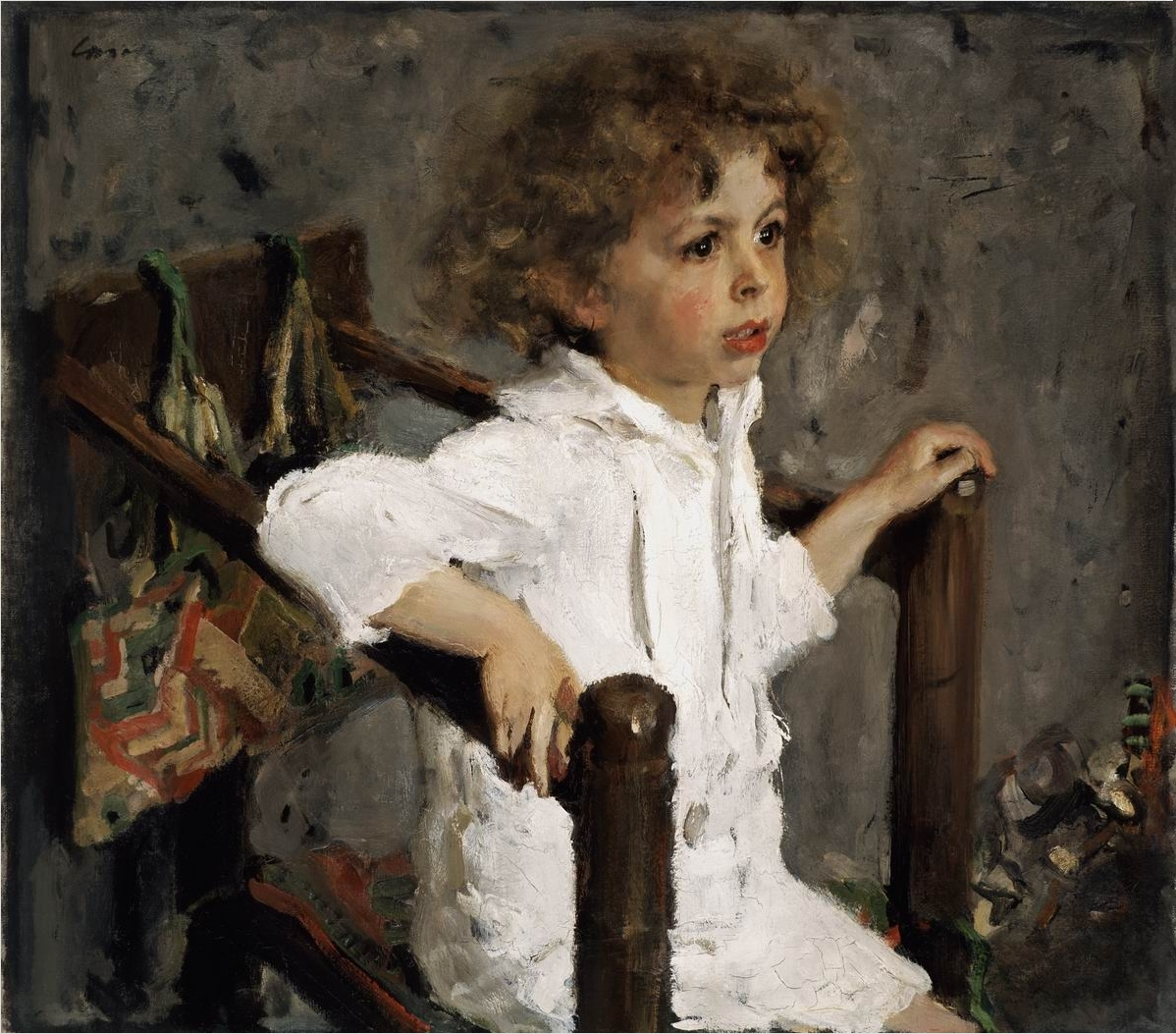
Мика Морозов
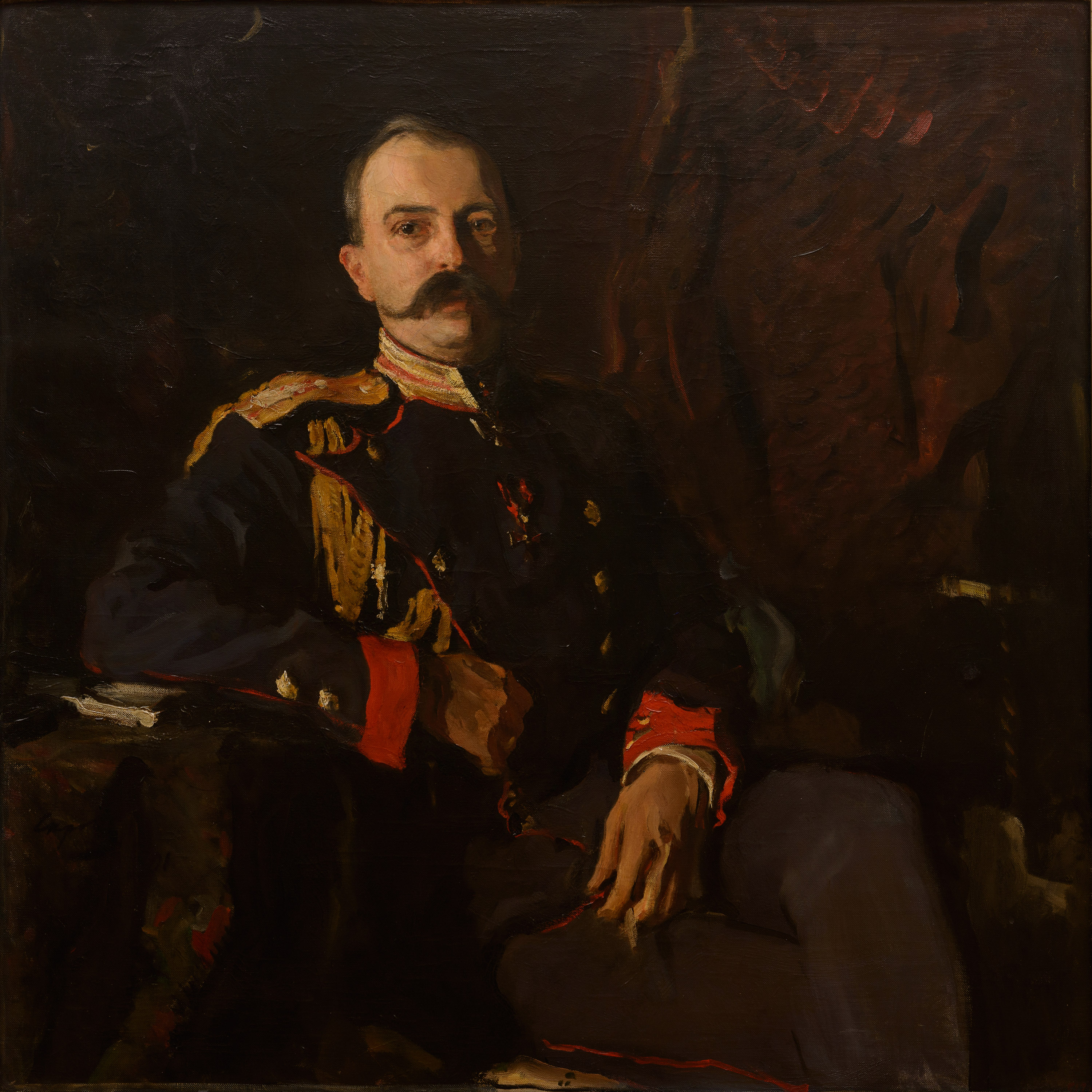
Вел. кн. Георгий Михайлович
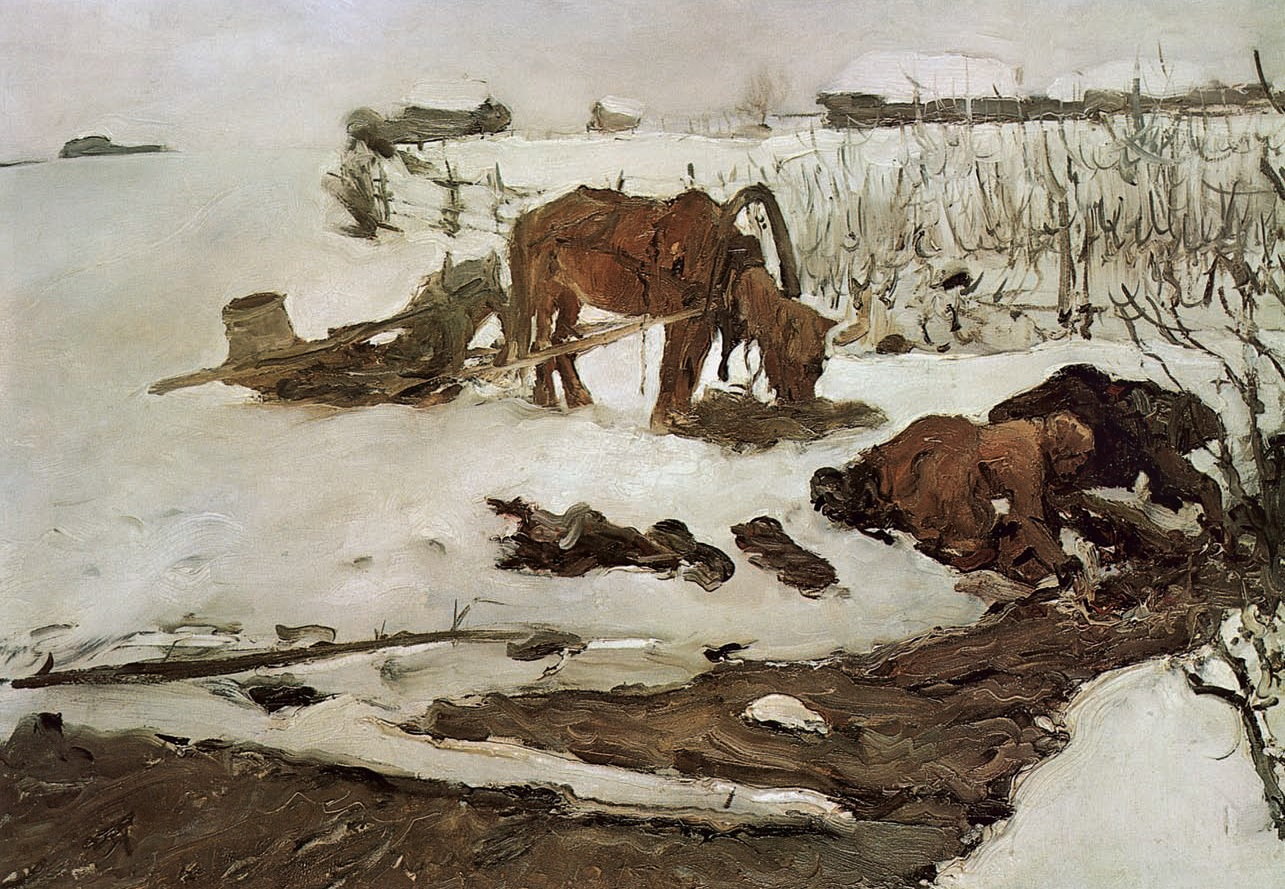
Полоскание белья
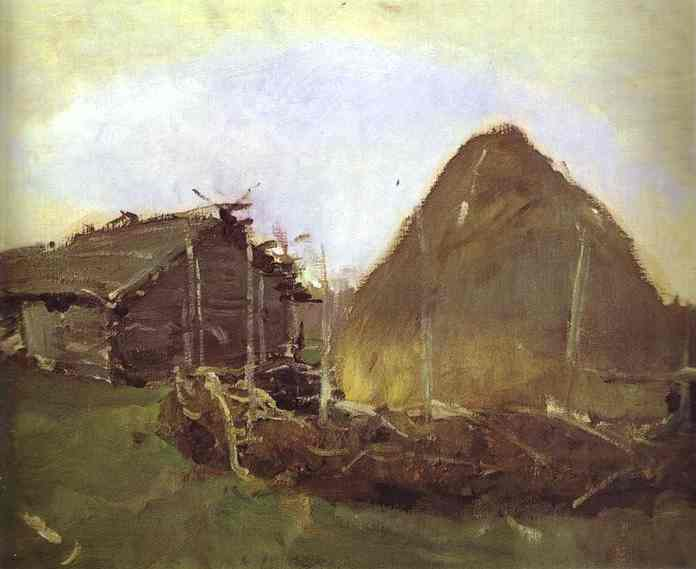
Стог сена
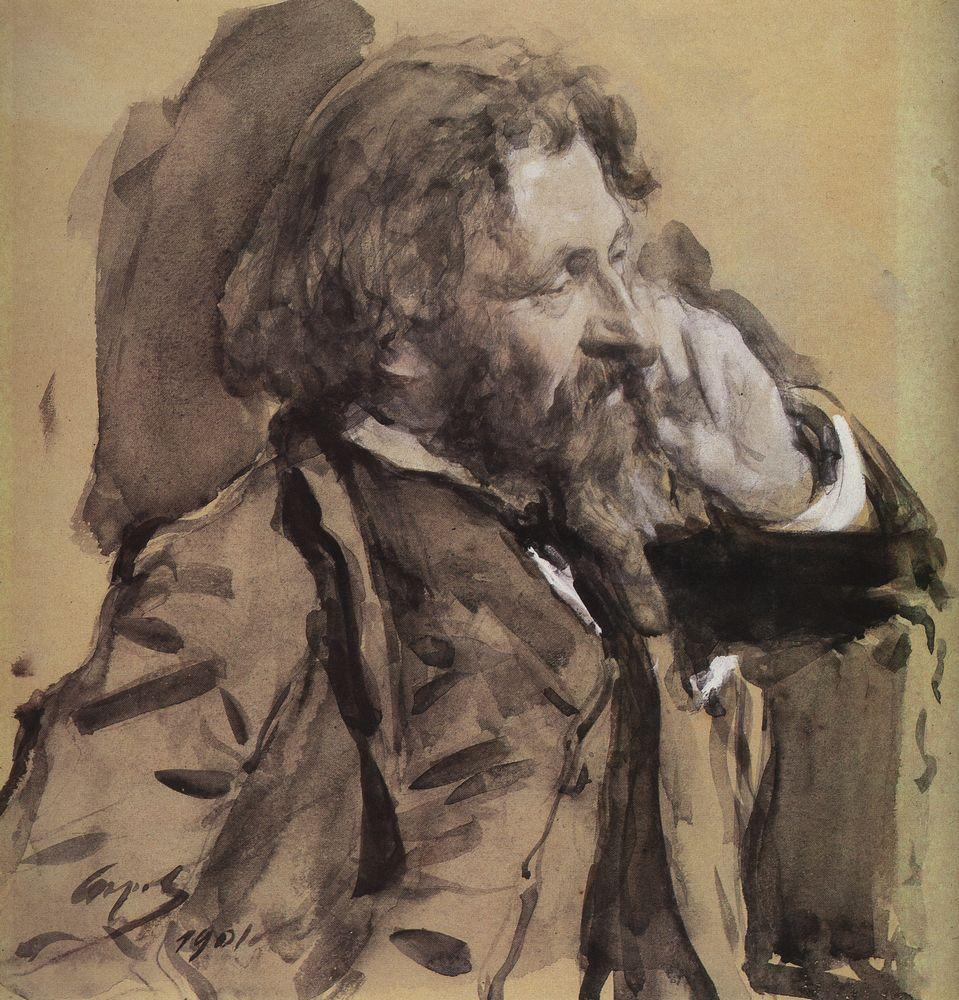
И. Е. Репин
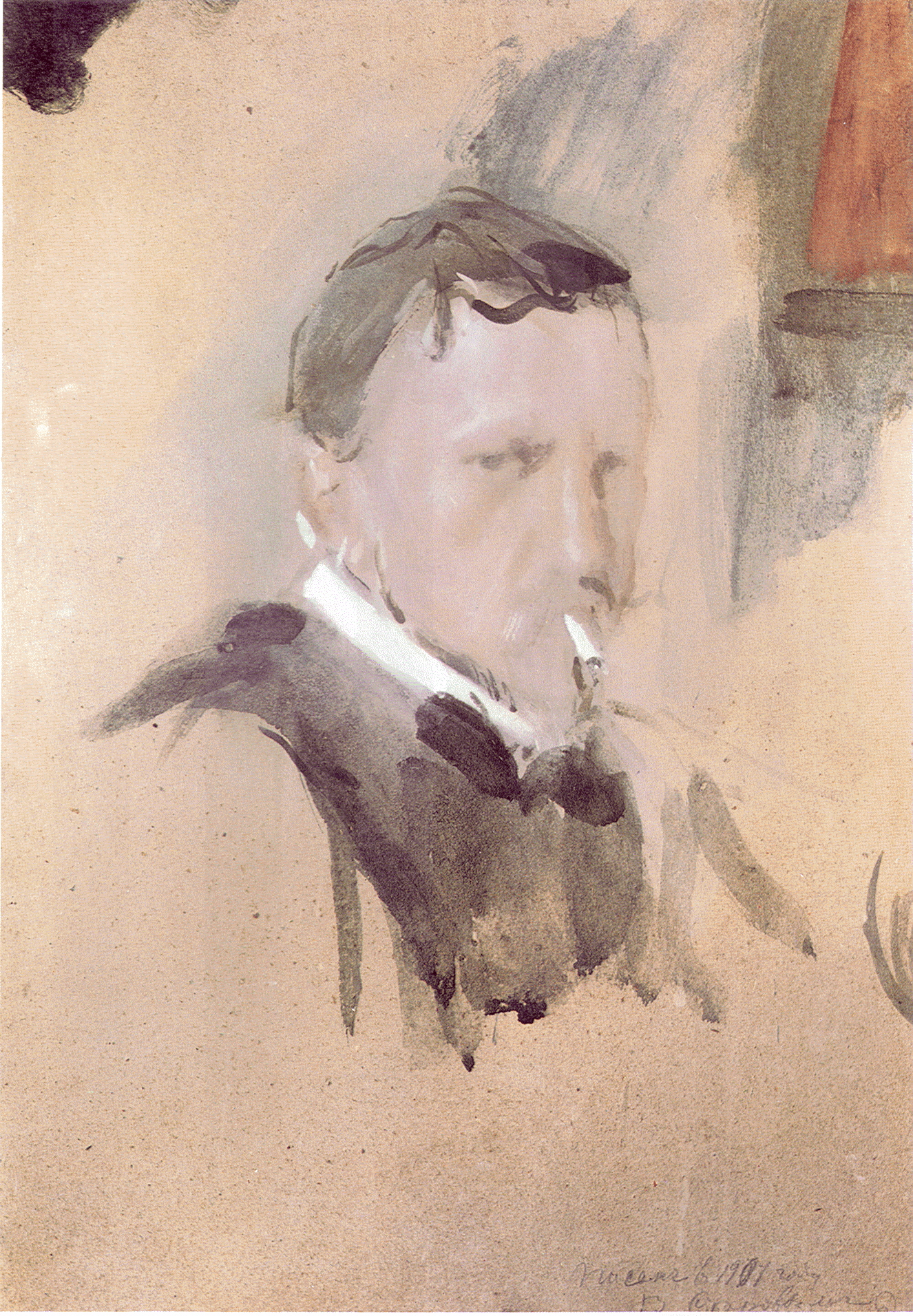
Автопортрет

1902 год — была завершена работа над портретом З. Н. Юсуповой; её сын, Ф. Ф. Юсупов, писал: «терпеливое отношение моей матери увенчалось успехом, и сам художник был удовлетворен своим произведением. Особенно радовался Серов, когда ему удалась улыбка моей матери, которую он очень любил. Любил он и её подвижность лица, и её грацию»; А. Н. Бенуа отметил, что «в последнем из своих больших портретов, в портрете княгини Юсуповой, Серов встал вровень с величайшими мастерами женской красоты». Весной были написаны также портреты М. А. Морозова, А. П. Лангового и И. С. Остроухова. Летом вместе с матерью посетил Вагнеровский фестиваль в Байрейте. В конце года по просьбе Дягилева занимался устройством выставки «Мир Искусства» в Москве.
Работы Серова за 1902 год

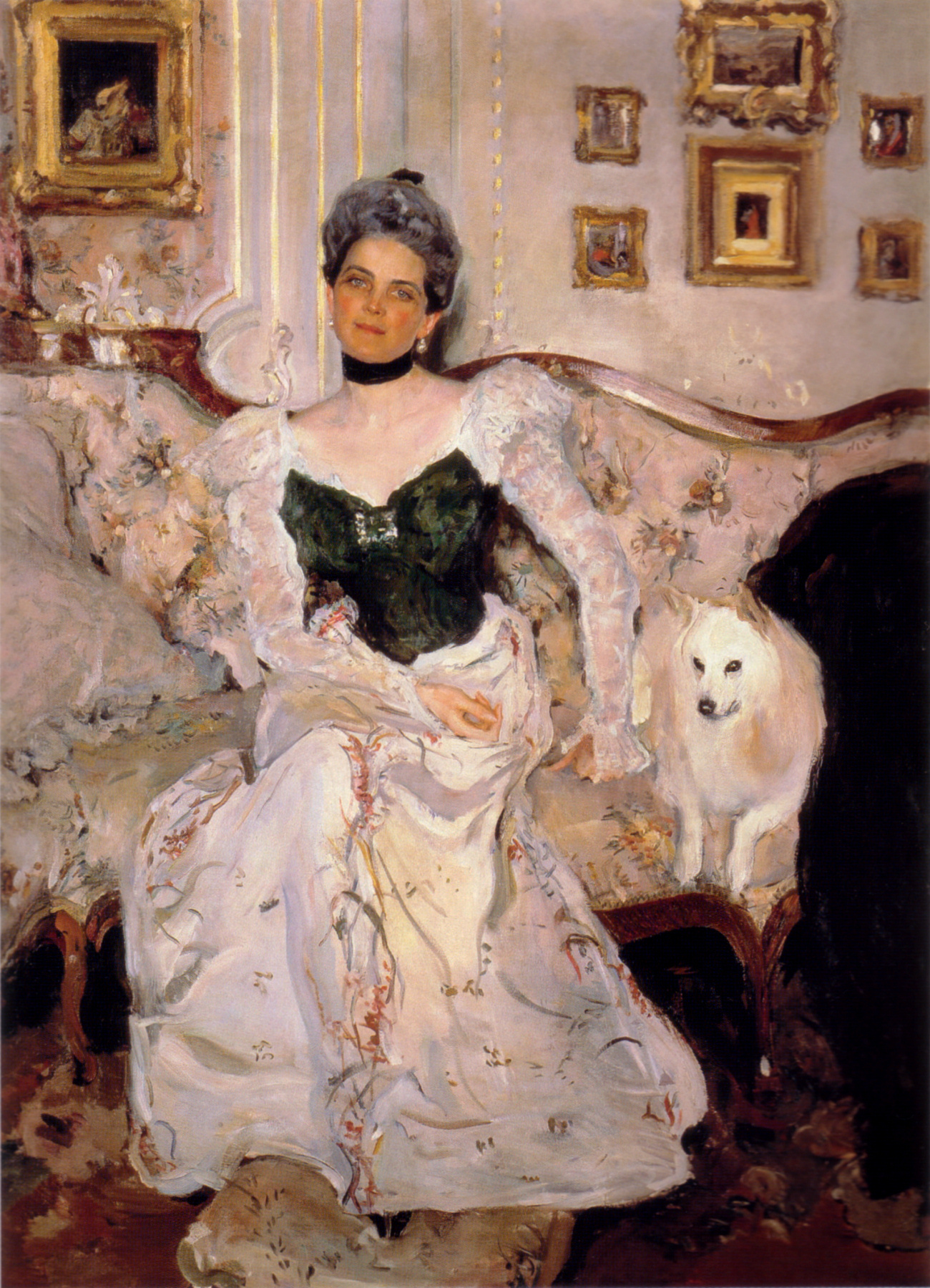
Портрет княгини З. Н. Юсуповой
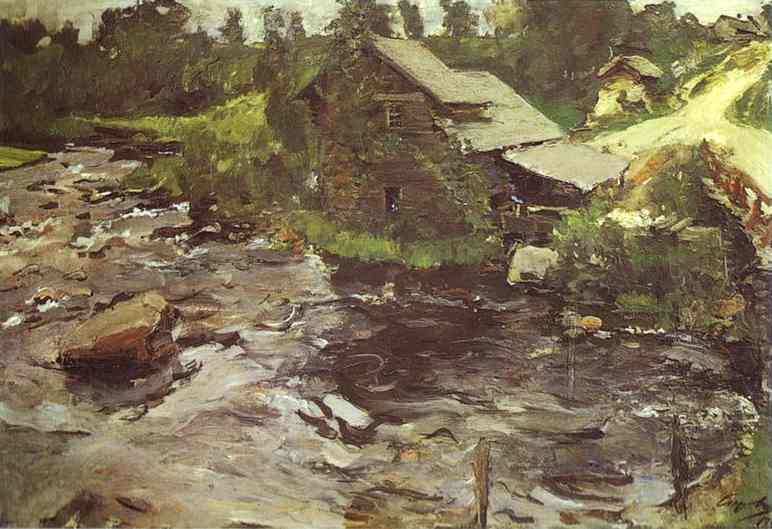
Финская мельница
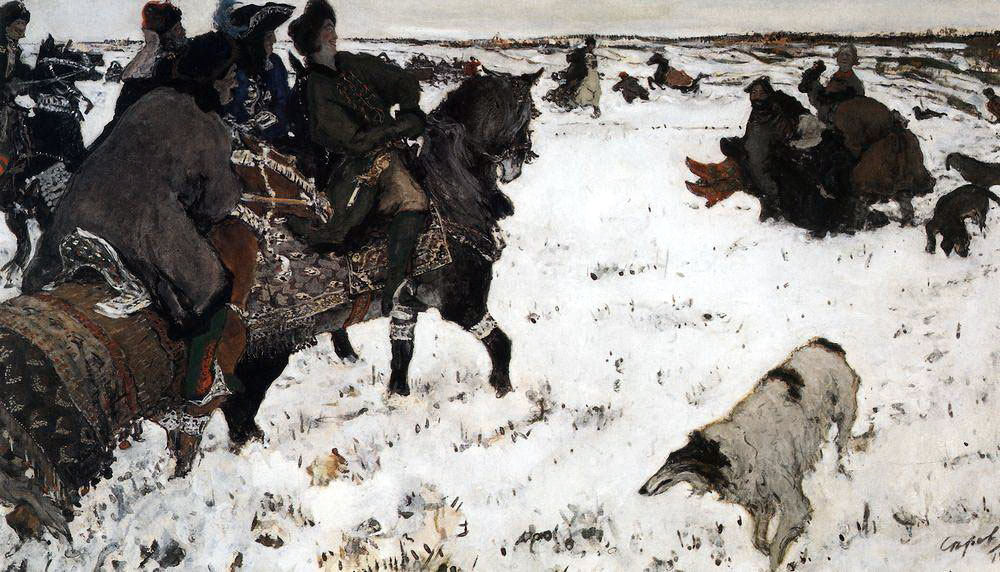
Пётр I на псовой охоте
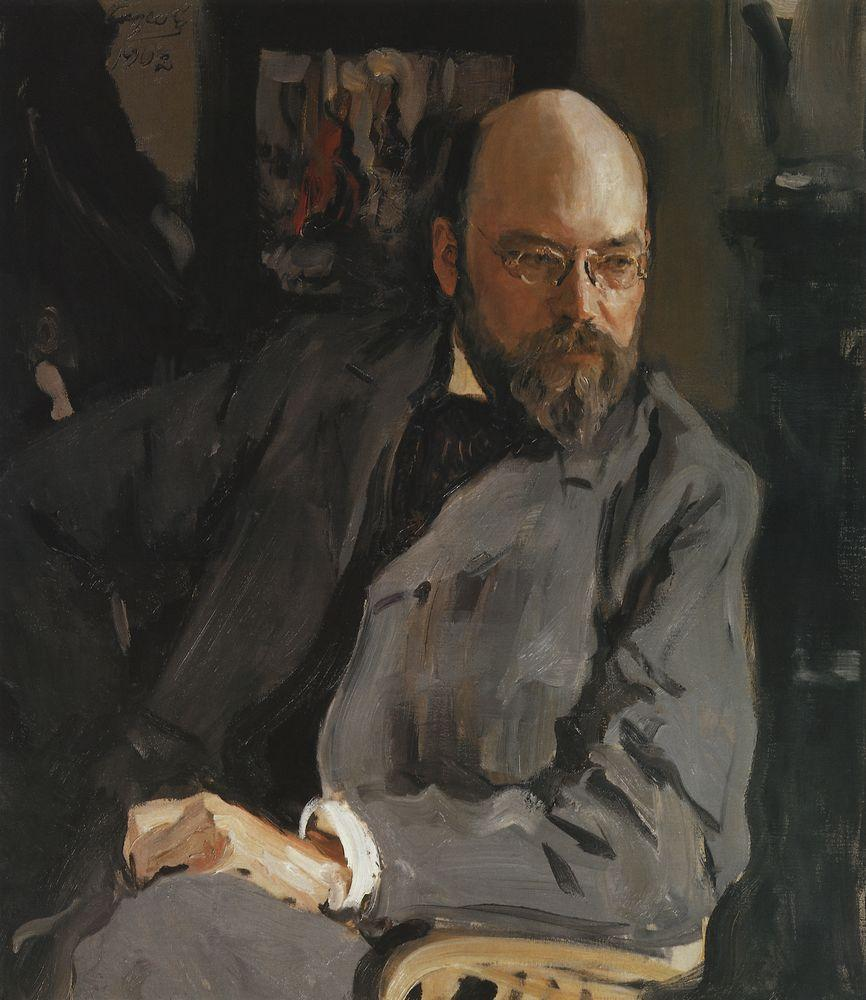
И. С. Остроухов

1903 год — 15 февраля Серов присутствовал на собрании участников выставок «Мира искусства», на котором было решено прекратить деятельность этого художественного объединения; 21 апреля был избран «профессором-руководителем» мастерской Высшего художественного училища при Петербургской Академии художеств, но отказался от должности; 30 октября был избран в число действительных членов Академии художеств. В начале октября тяжело заболел, даже написал завещание; но операция, проведённая в хирургической лечебнице А. В. Чегодаева 25 ноября, показавшая, что было прободение желудка и перитонит, прошла удачно — художник остался жив. В июне был отставлен от руководства попечительским советом Третьяковской галереи его друг И. С. Остроухов. Спустя месяц Серов продолжил писать галерею портретов Юсуповых. В Харькове им были написаны три пастельных портрета: два — жены профессора Харьковского университета К. Д. Хрущёва и один — его дочери.
Работы Серова за 1903 год

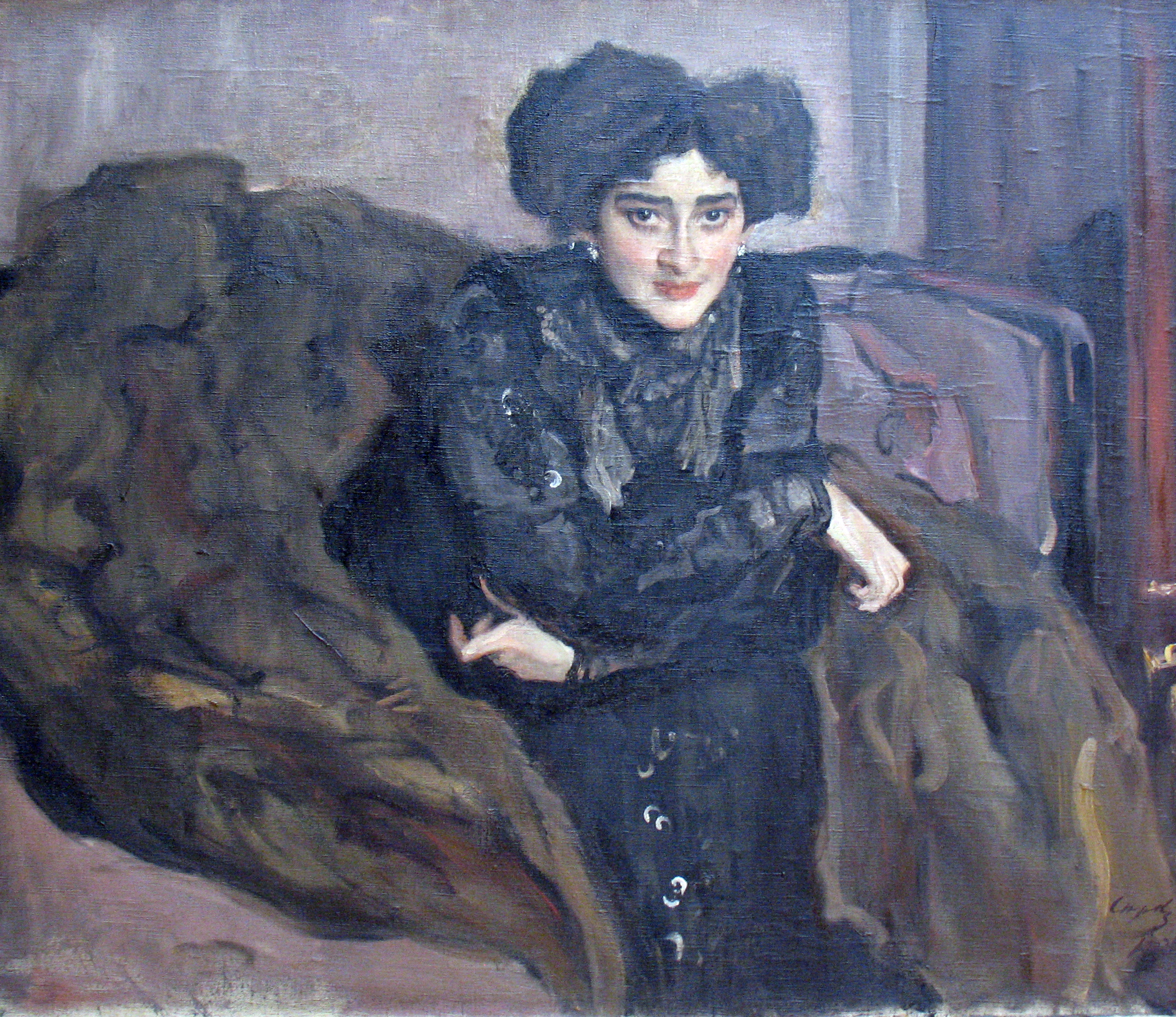
Е. И. Лосева
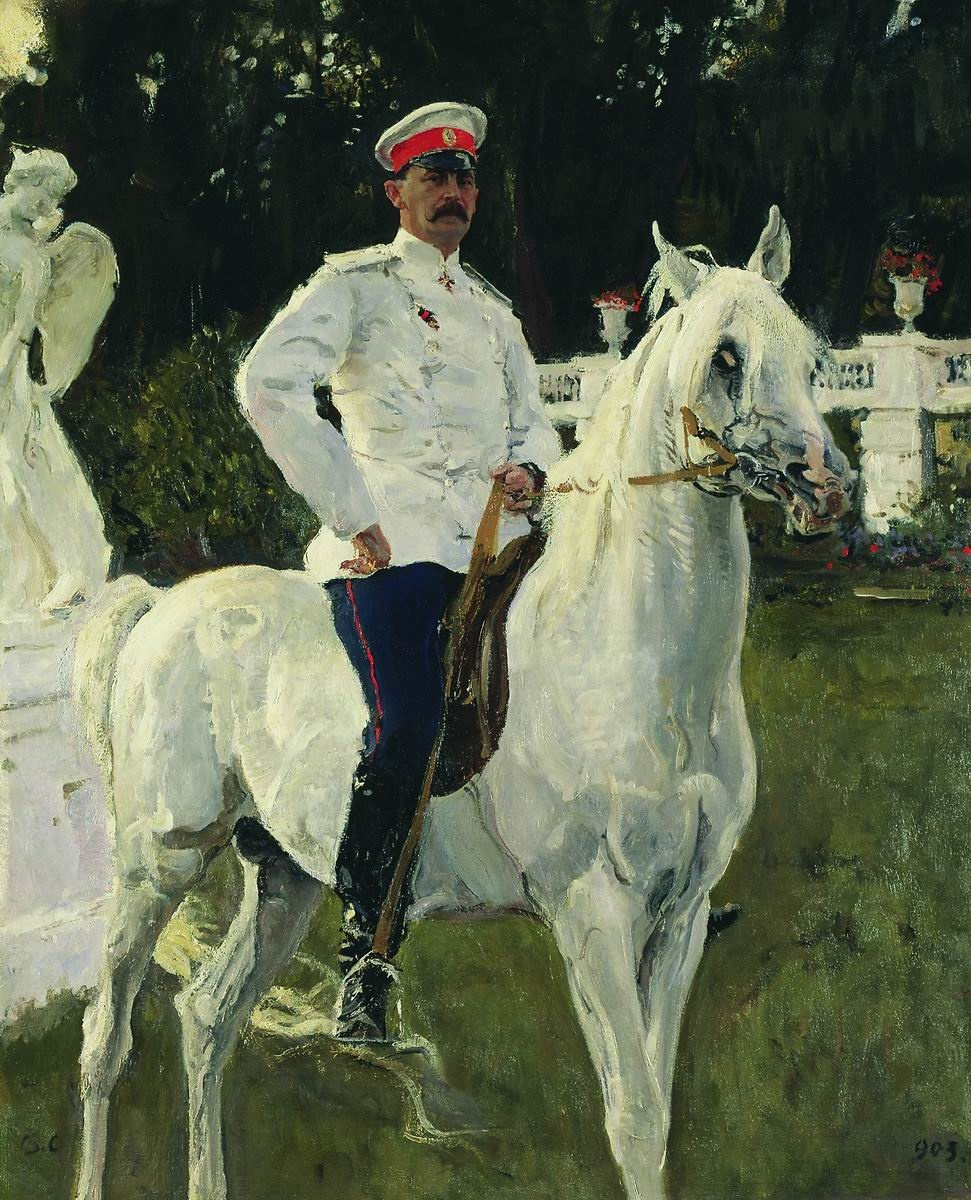
князь Ф. Ф. Юсупов, граф Сумароков-Эльстон (старший)
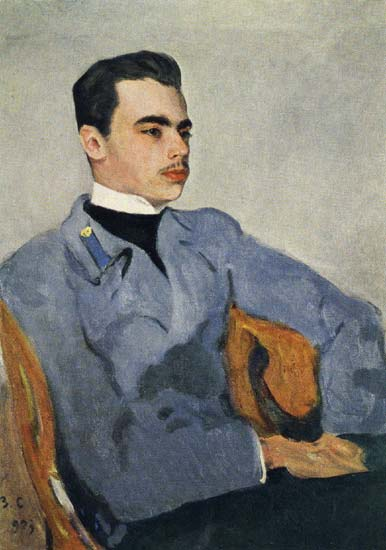
князь Н. Ф. Юсупов, граф Сумароков-Эльстон
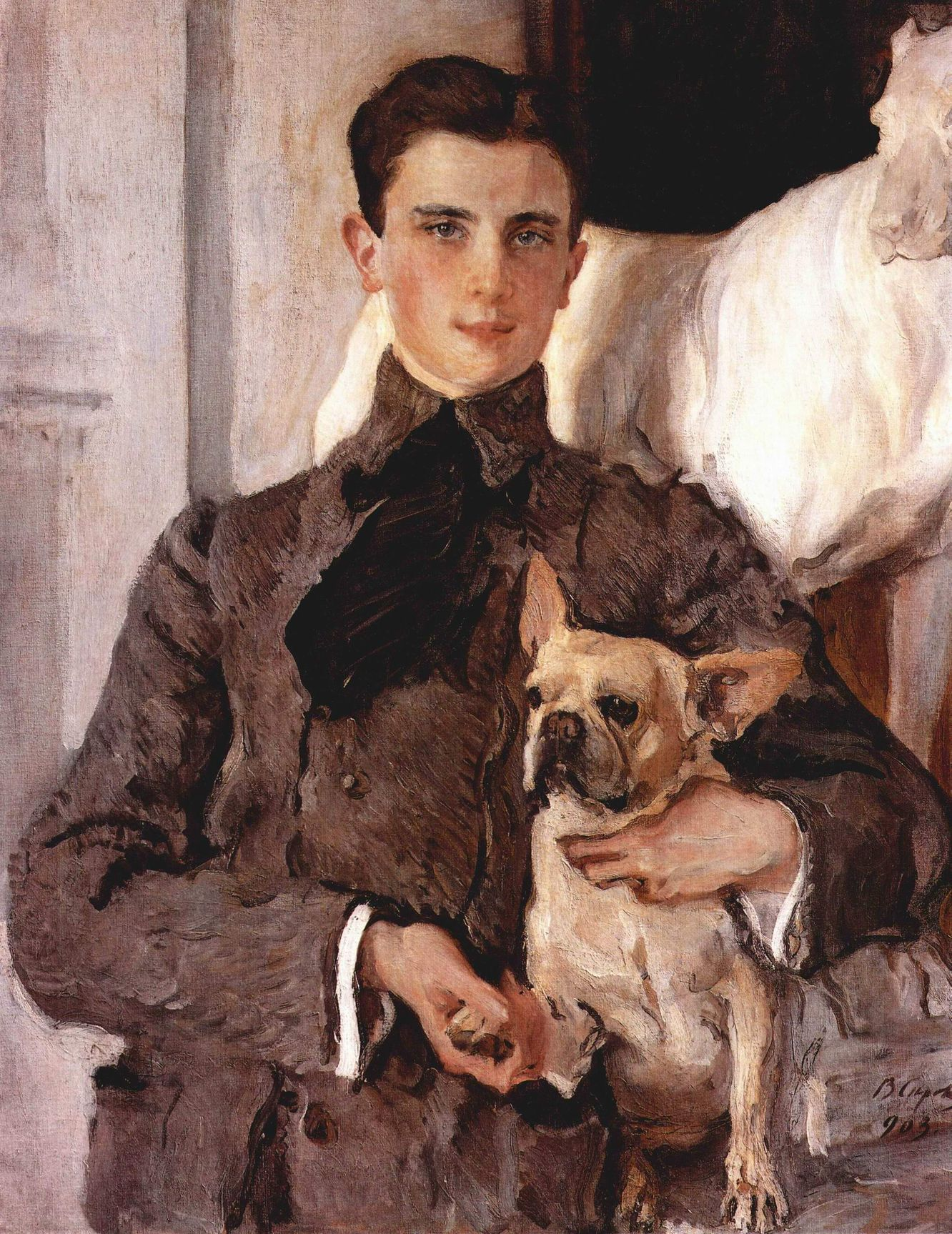
Портрет графа Ф. Ф. Сумарокова-Эльстона, впоследствии князя Юсупова
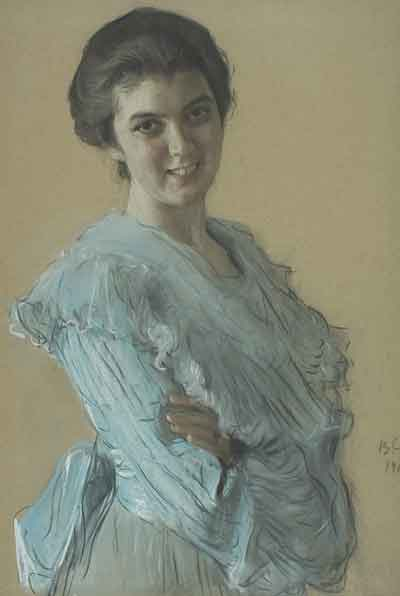
Нина Хрущёва

1904 год — в начале года, восстанавливая здоровье в Домотканово, написал там ряд картин; в апреле-мае совершил с женой поездку в Италию. Серов ещё с середины 1880-х годов был хорошо знаком с врачом и коллекционером И. И. Трояновским и через него — с семьёй В. П. Обнинского. Летом он два месяца гостил в имении Трояновского Бугры и посещал соседние имения Обнинских Белкино и Турлики, где им был создан пастельный портрет Клеопатры Обнинской с зайчиком; этот рисунок считается одним из лучших лирических портретов в графике художника. Тогда же Серов писал интерьеры особняка в Белкине, один из которых лёг в основу картины «Зал старого дома». Осенью, передав мастерскую в МУЖВЗ Ап. Васнецову, продолжил писать портреты: С. Ю. Витте, С. П. Дягилева, Ф. И. Шаляпина, Я. Г. Круселя, Г. Л. Гиршман. Начал выполнять гуашью композицию «Набор» («Новобранец»), которая позже была воспроизведена в красках на почтовых открытках. Вместе с А. П. Боткиной Серов выступил против появившихся в Третьяковской галерее пояснительных надписей к картинам, размещавшихся на рамах.
Работы Серова за 1904 год

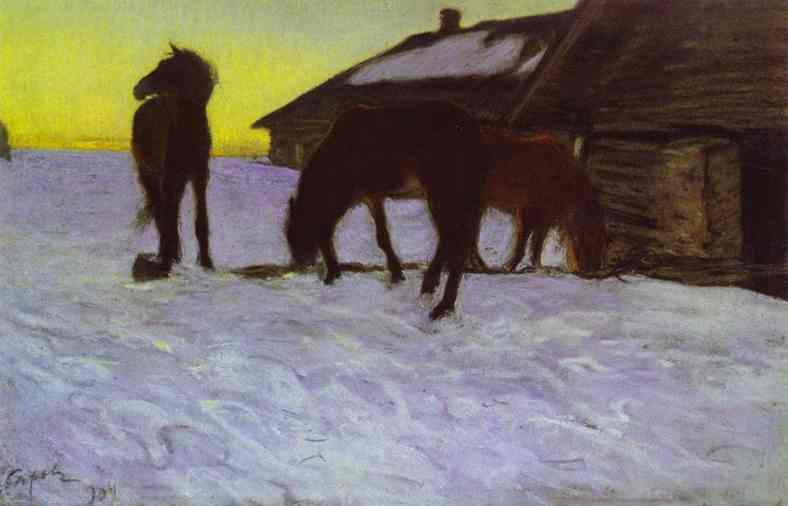
Стригуны на водопое
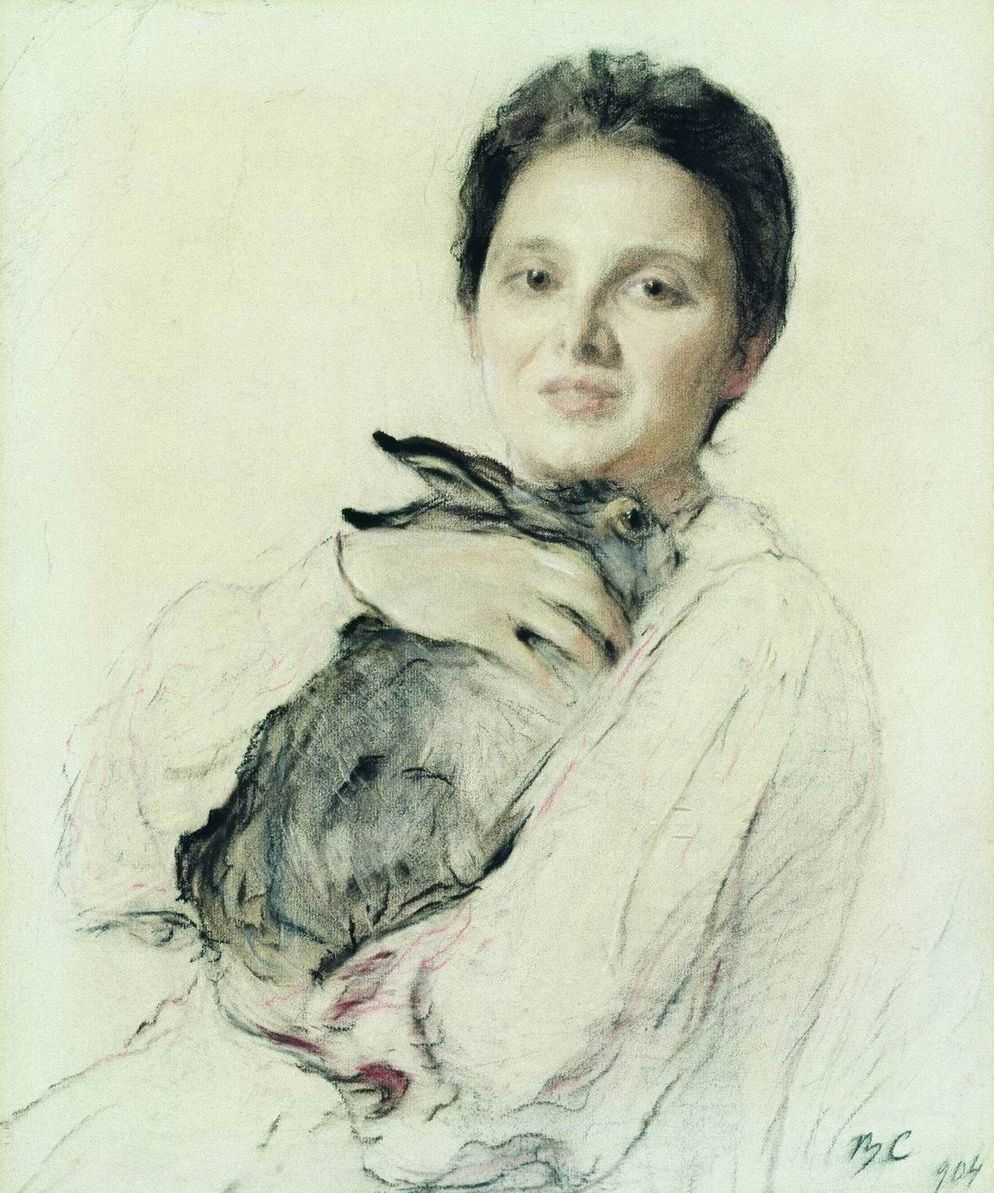
К. А. Обнинская
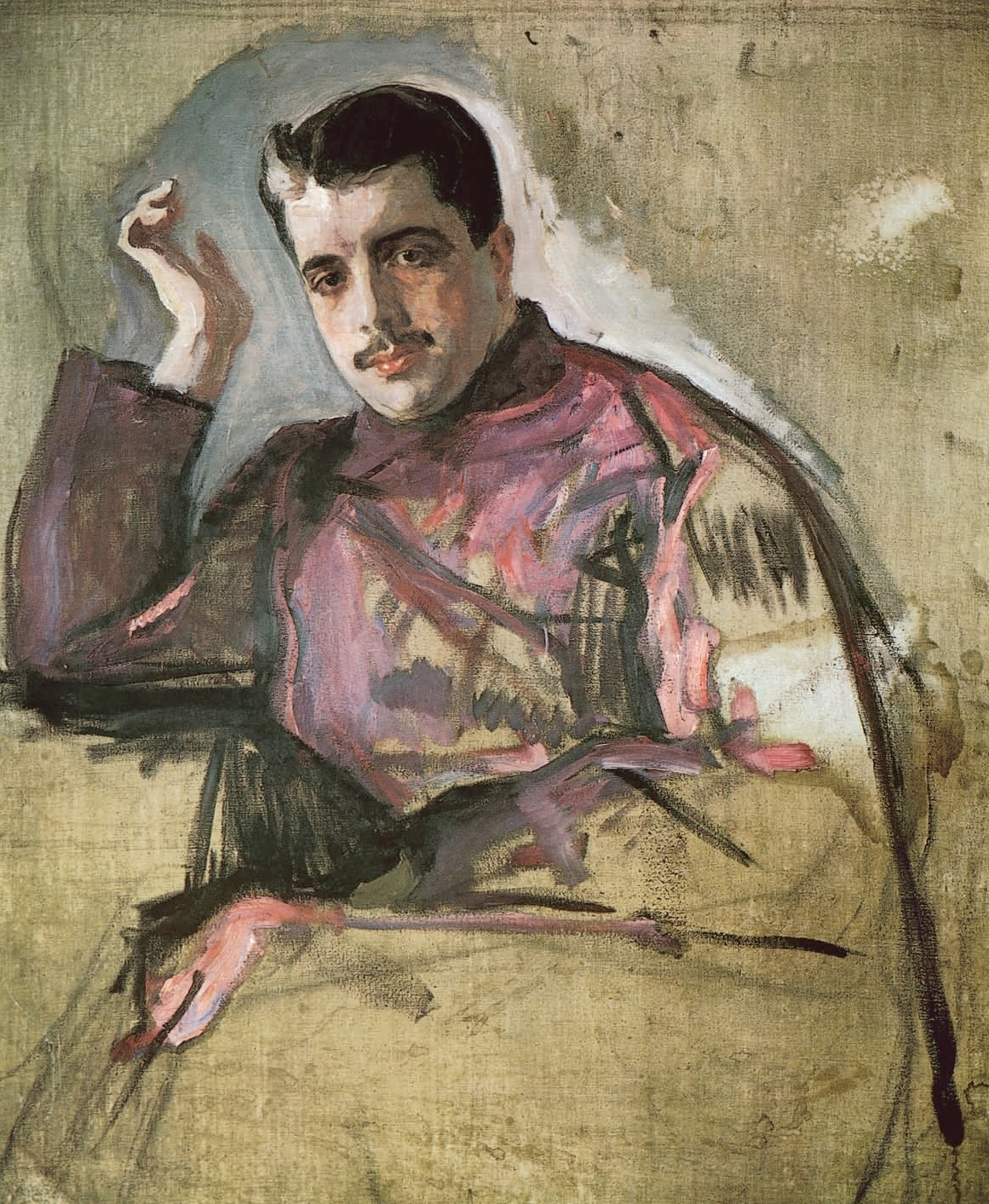
С. П. Дягилев
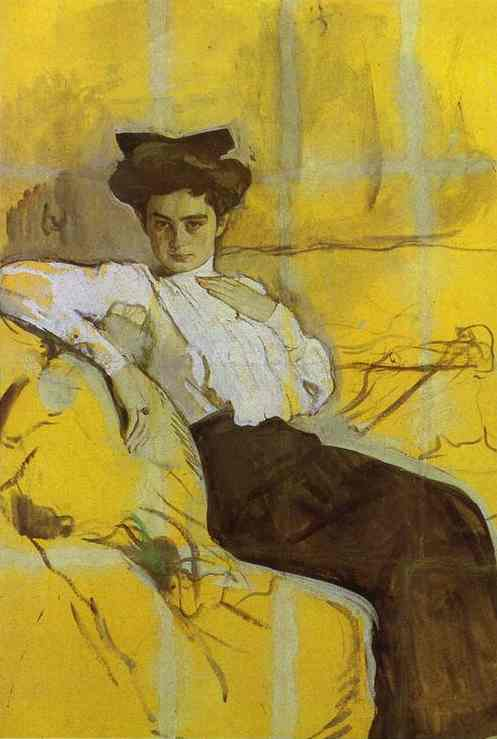
Г. Л. Гиршман

1905 год — в связи с ролью великого князя Владимира Александровича в событиях «Кровавого воскресенья» в январе 1905 года Валентин Серов вышел из состава Академии художеств, президентом которой был Владимир Александрович. Под впечатлением этих событий Серов написал картины «Солдатушки, бравы ребятушки…» и «Разгон демонстрации казаками в 1905 году». В это же время Серов организовал «подписной лист» с ходатайством о назначении И. С. Остроухова попечителем Третьяковской галереи. К 35-летию артистической деятельности М. Н. Ермоловой по заказу Литературно-художественного кружка выполнил её ростовой портрет, который был представлен на устроенной Дягилевым в Таврическом дворце в Петербурге Историко-художественной выставке русских портретов (в основном — русское портретное искусство XVIII в.). В этом году появился целый ряд портретов деятелей искусства.
Работы Серова за 1905 год

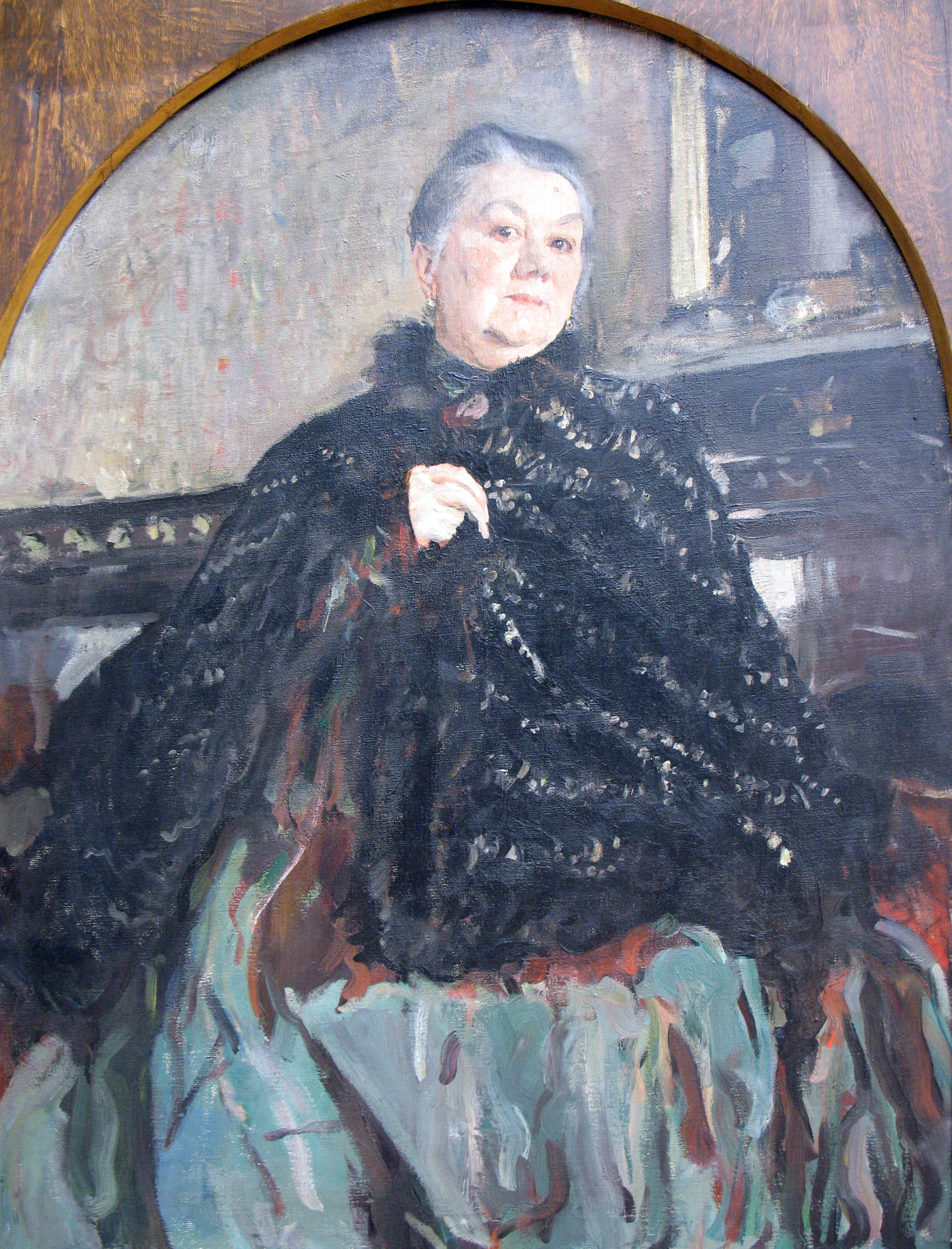
Г. Н. Федотова
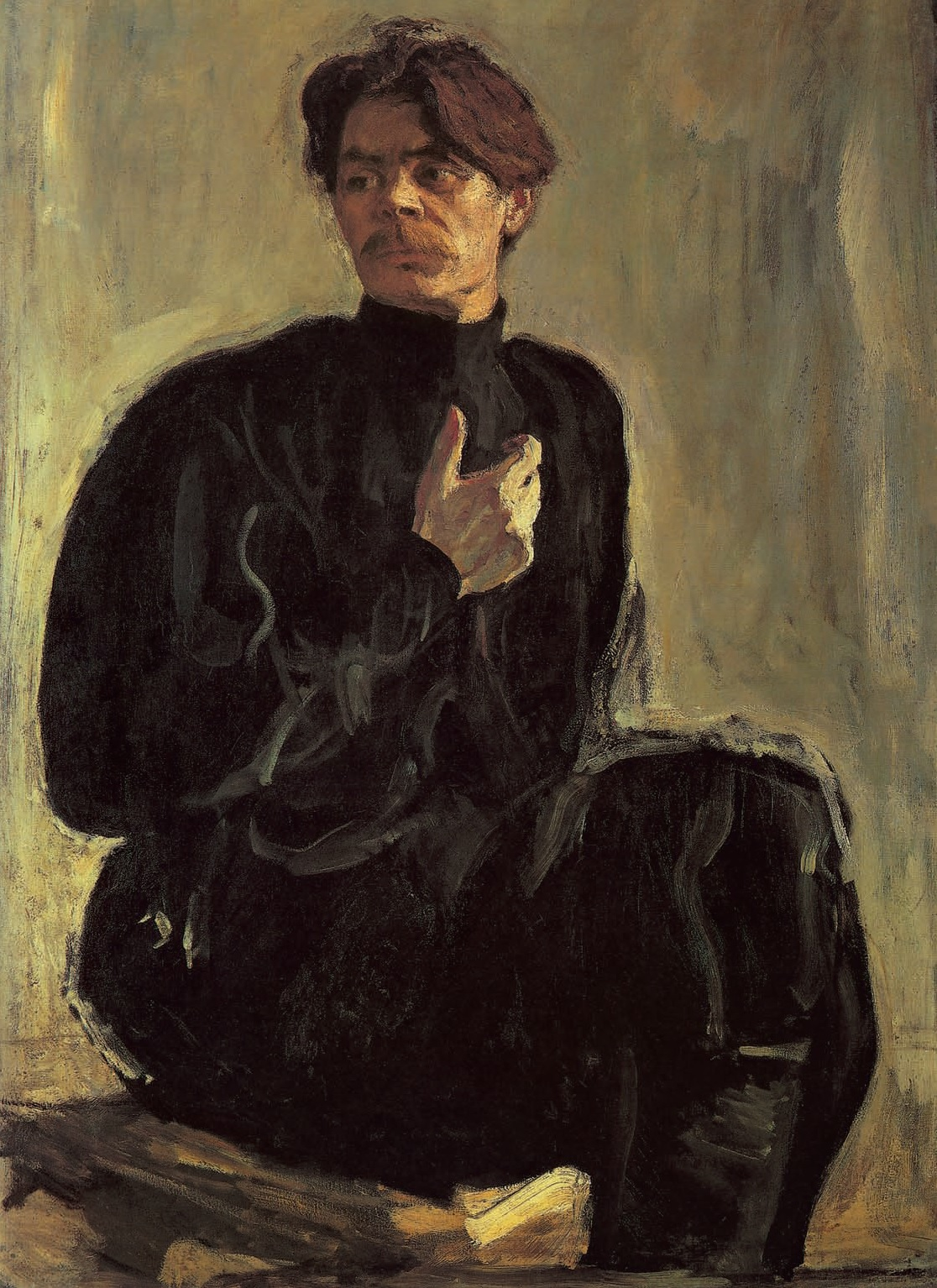
М. Горький
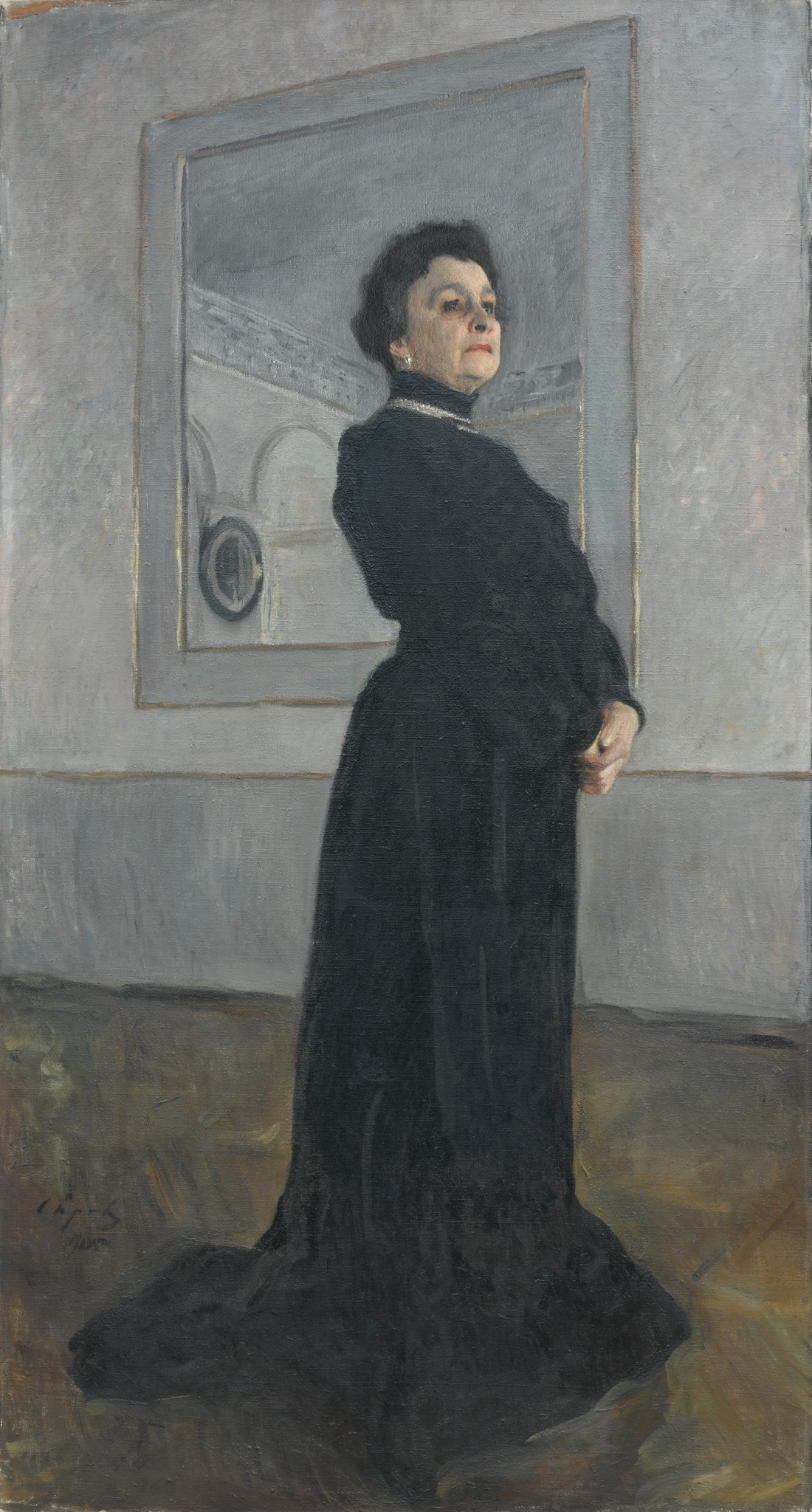
М. Ермолова
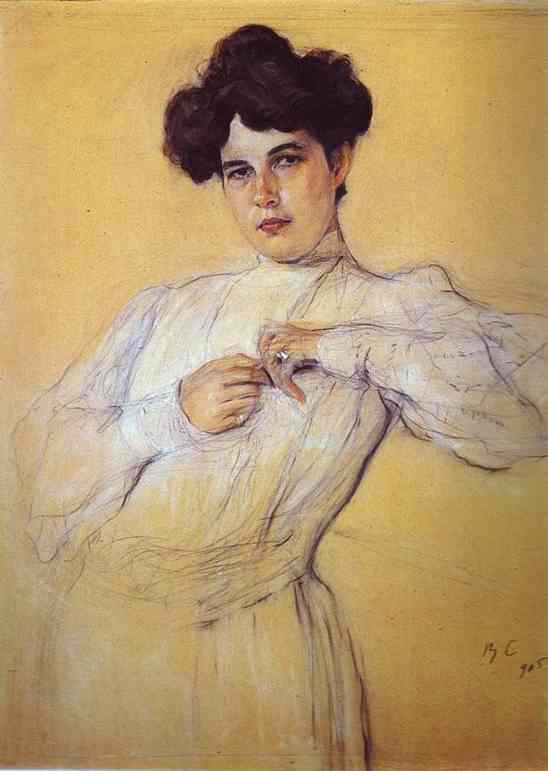
М. П. Боткина
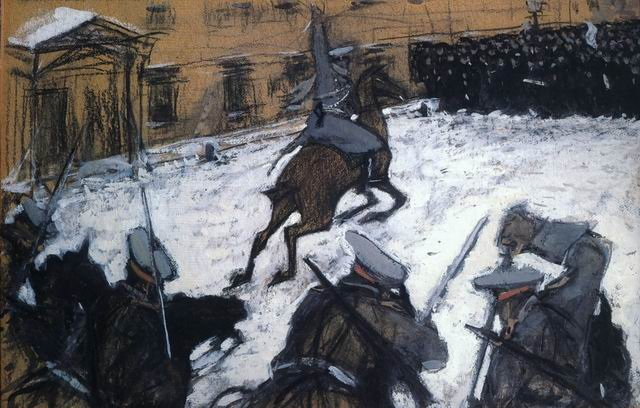
«Солдатушки, бравы ребятушки, где же ваша слава?», посвященная Кровавому воскресенью. Журнал «Жупел», № 1, 1905 год.
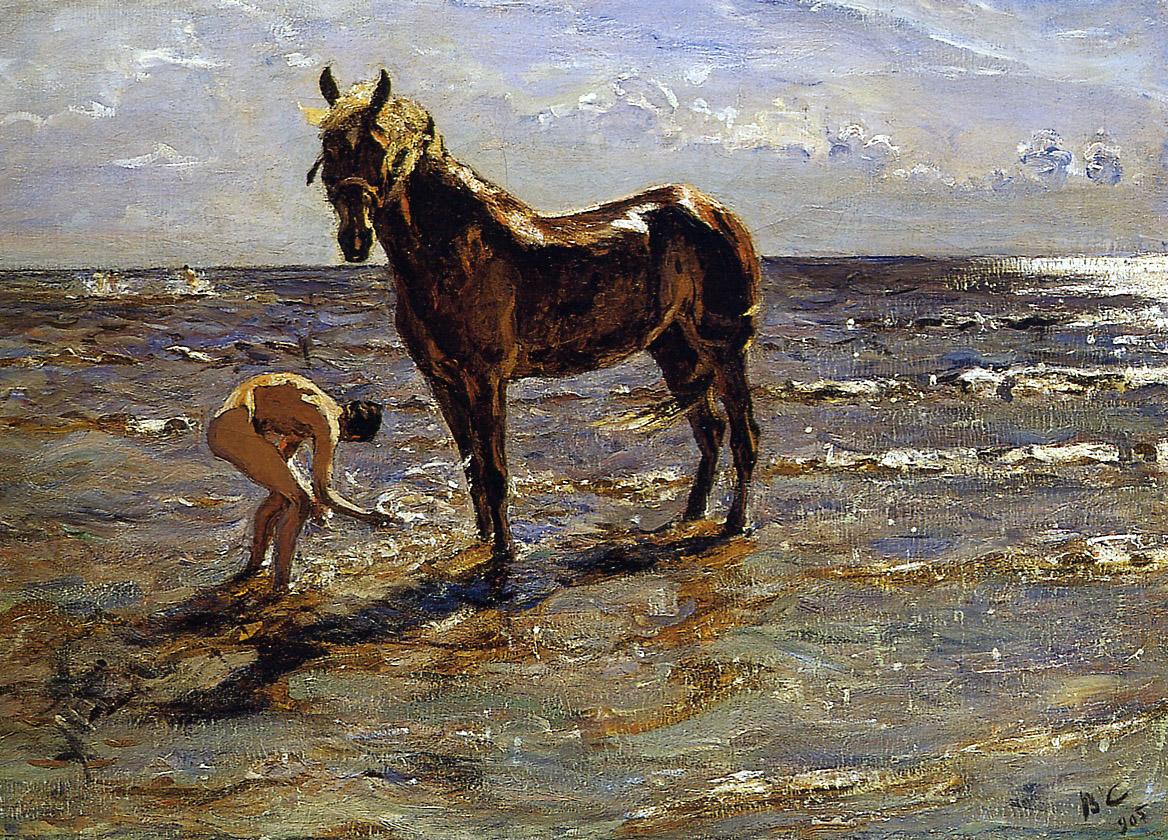
Купание лошади
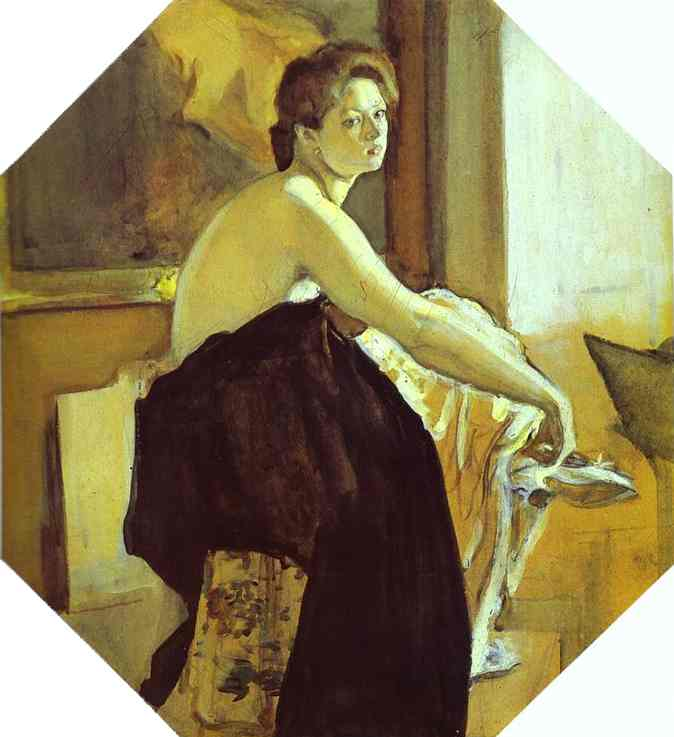
Натурщица
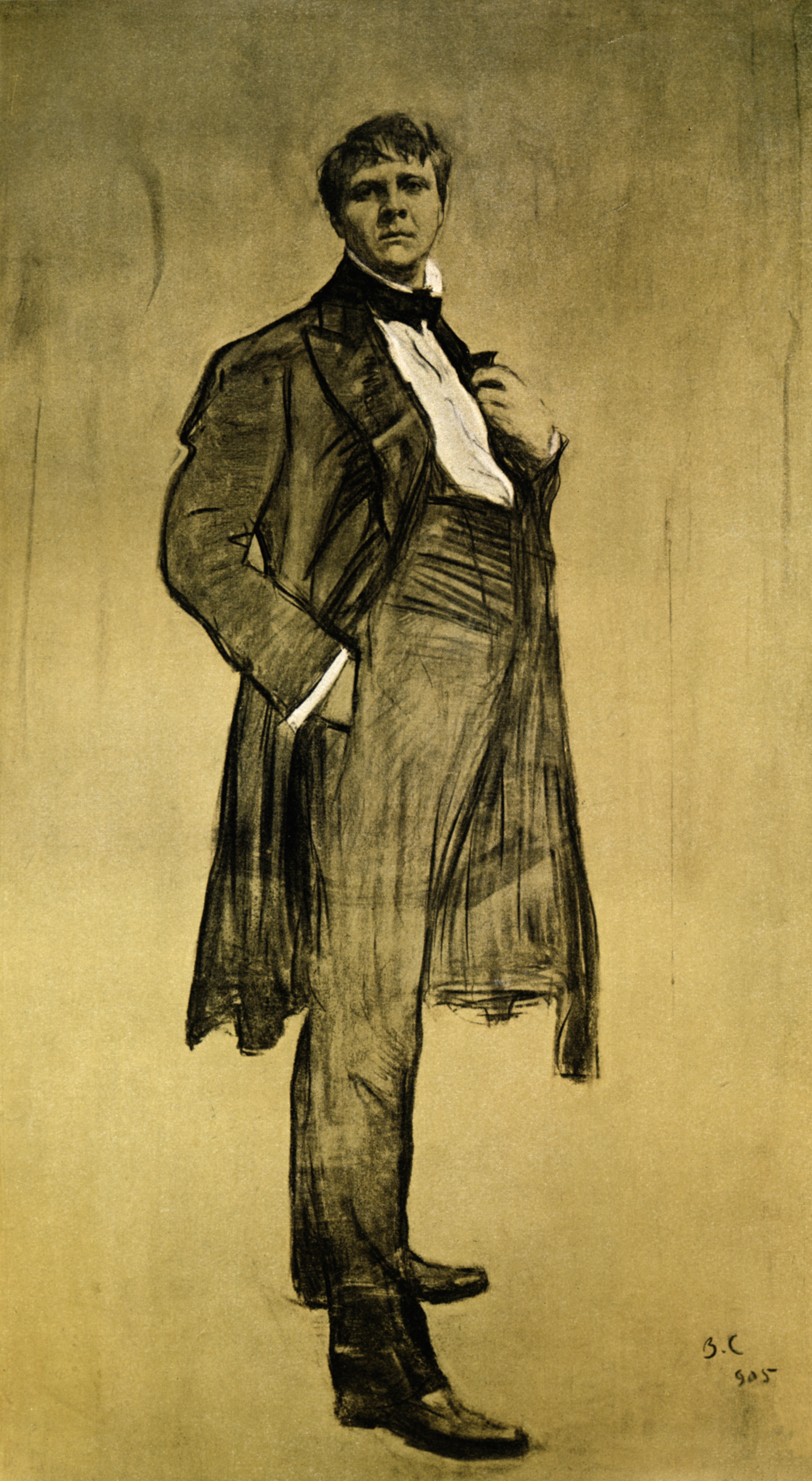
Ф. И. Шаляпин

1906 год — на выставках, организованных С. Дягилевым были вновь представлены работы В. А. Серова: в начале года — на выставке членов бывшего «Мира искусства», затем — на выставке русского искусства, устроенной в рамках Осеннего салона в Париже, на ней были представлены 19 произведений Серова. Серов продолжал выполнять заказные портреты, оценивая каждый не менее тысячи рублей.
Работы Серова за 1906 год

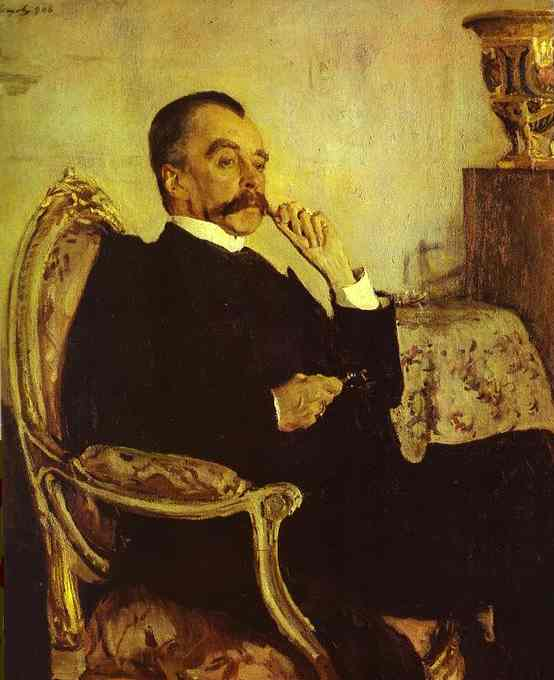
В. М. Голицын
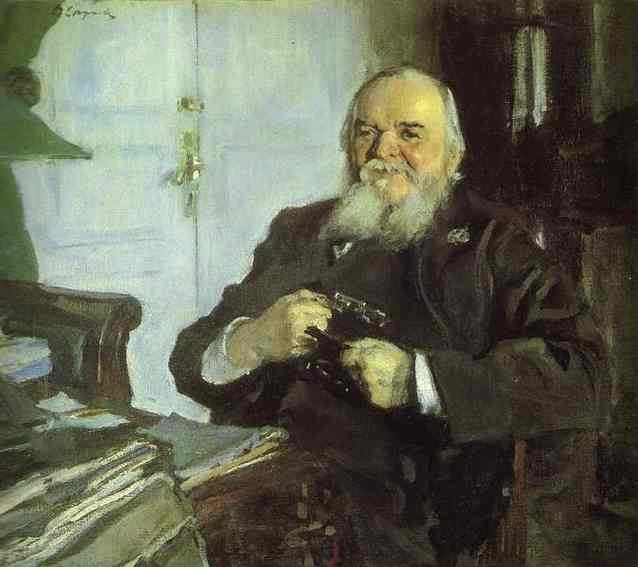
А. Н. Турчанинов
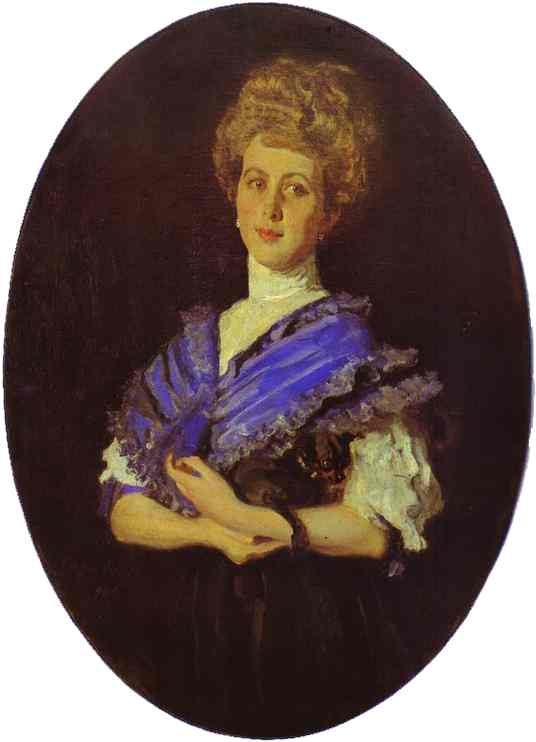
Е. С. Карзинкина
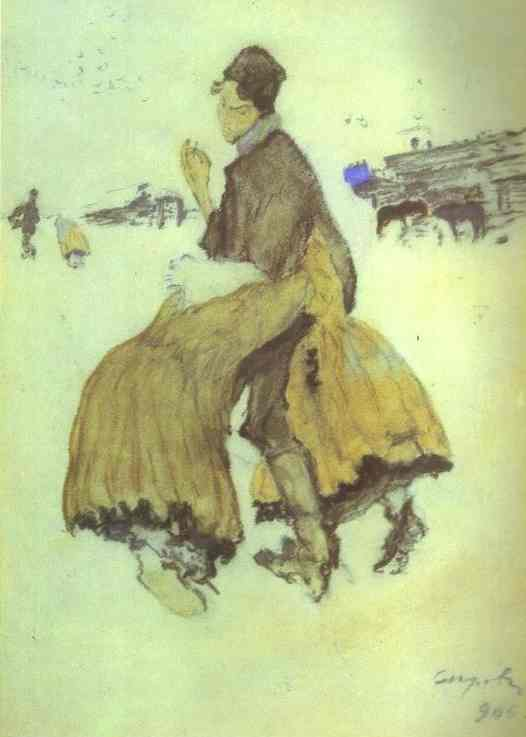
Новобранец

1907 год — путешествовал с Л. С. Бакстом по Греции; с октября работал над эскизами декораций для постановки оперы А. Н. Серова «Юдифь» в Мариинском театре.
Работы Серова за 1907 год

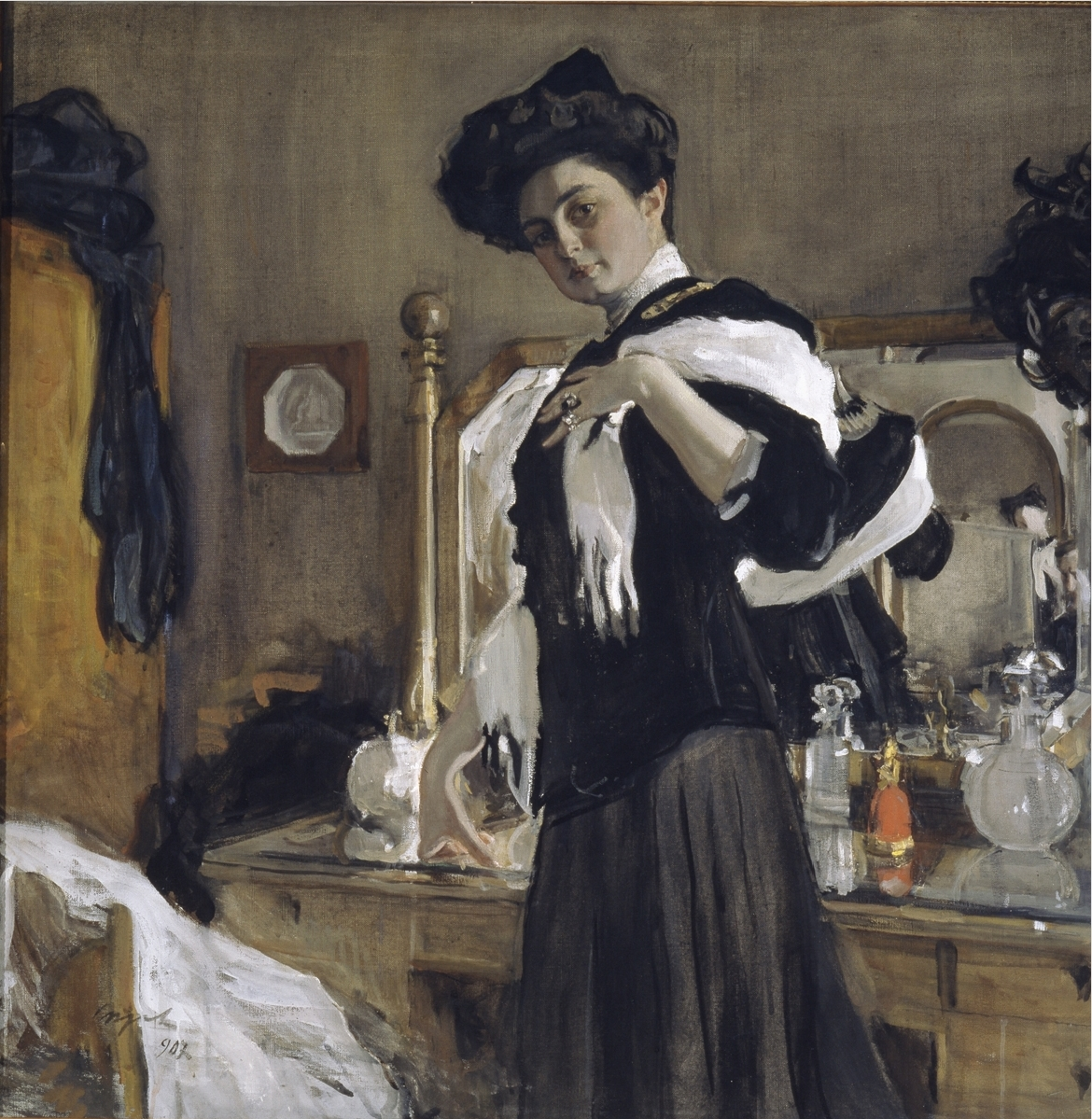
Г. Л. Гиршман
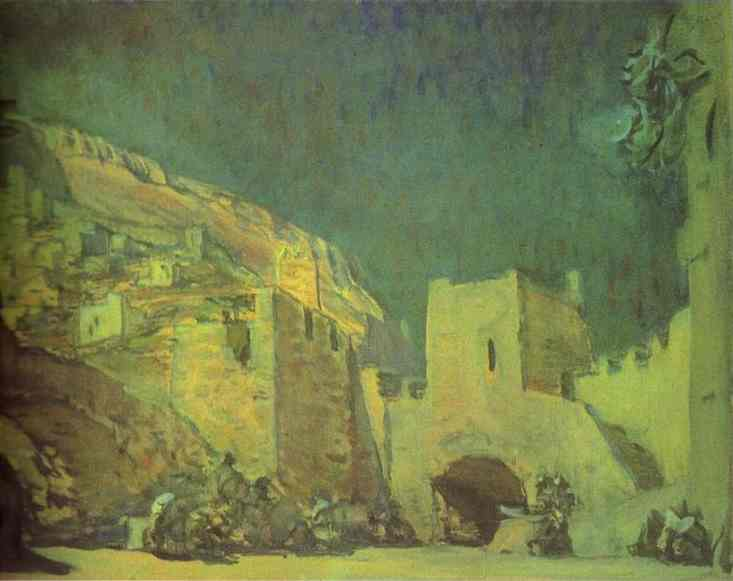
Эскиз декораций к опере «Юдифь»
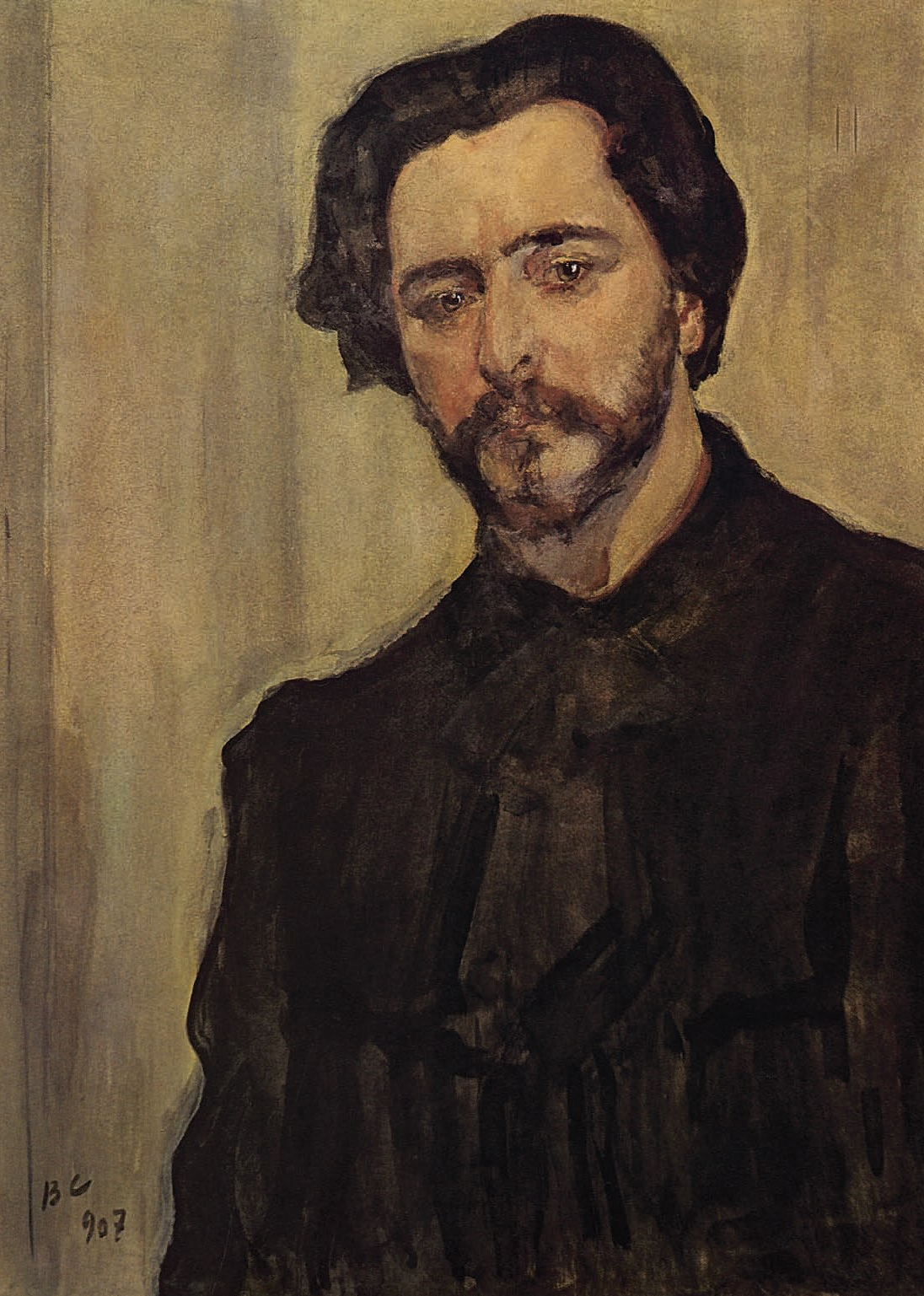
Л. Н. Андреев
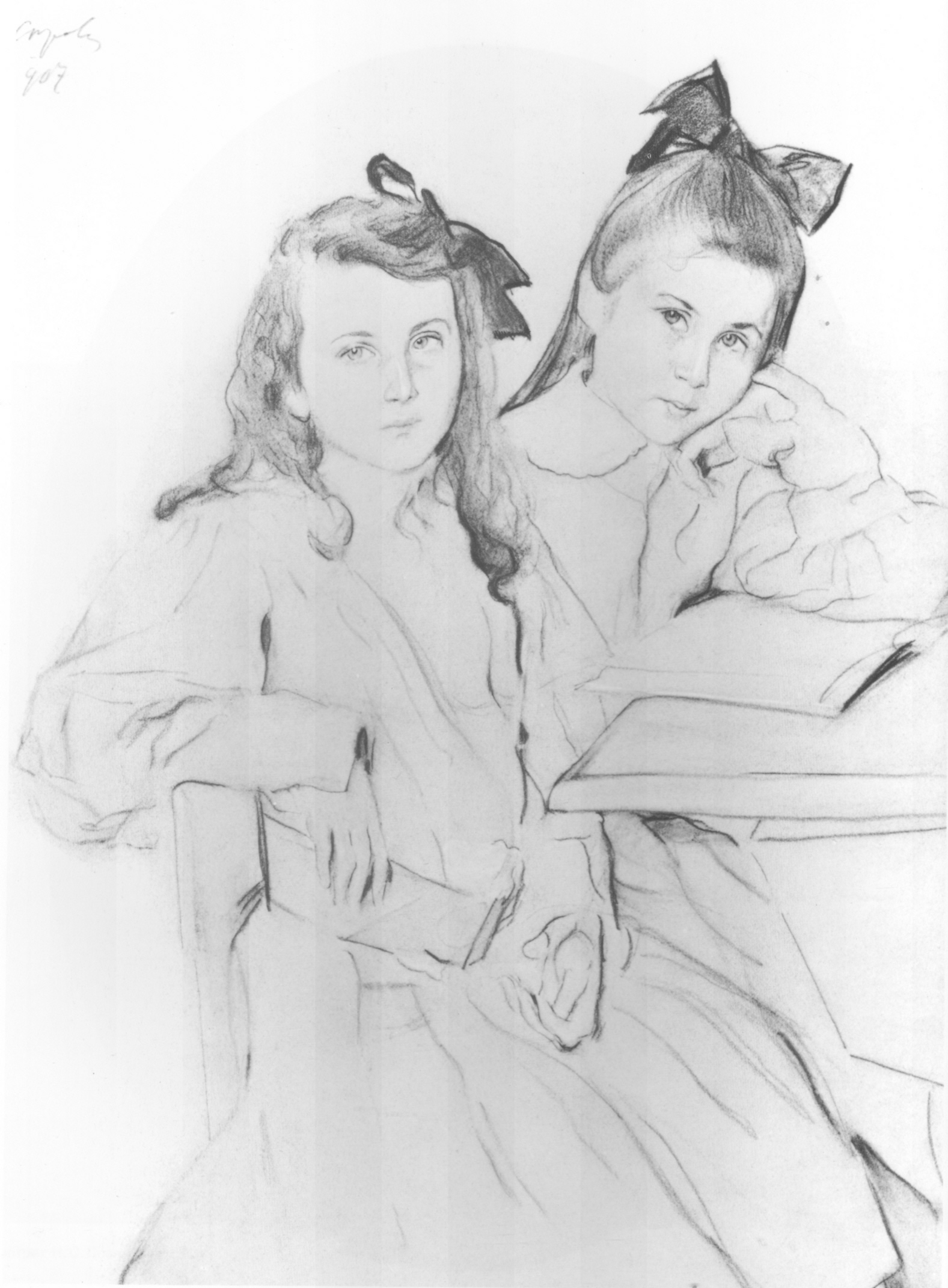
Дети Касьяновых

1908 год — кроме заказных портретов М. Н. Акимовой, Н. С. Познякова, Е. С. Морозовой и др., выполнил портреты В. И. Качалова, К. С. Станиславского, И. М. Москвина. Переехал на новую квартиру в Ваганьковском переулке, ставшей для него последней. Родилась дочь Наташа.
Работы Серова за 1908 год

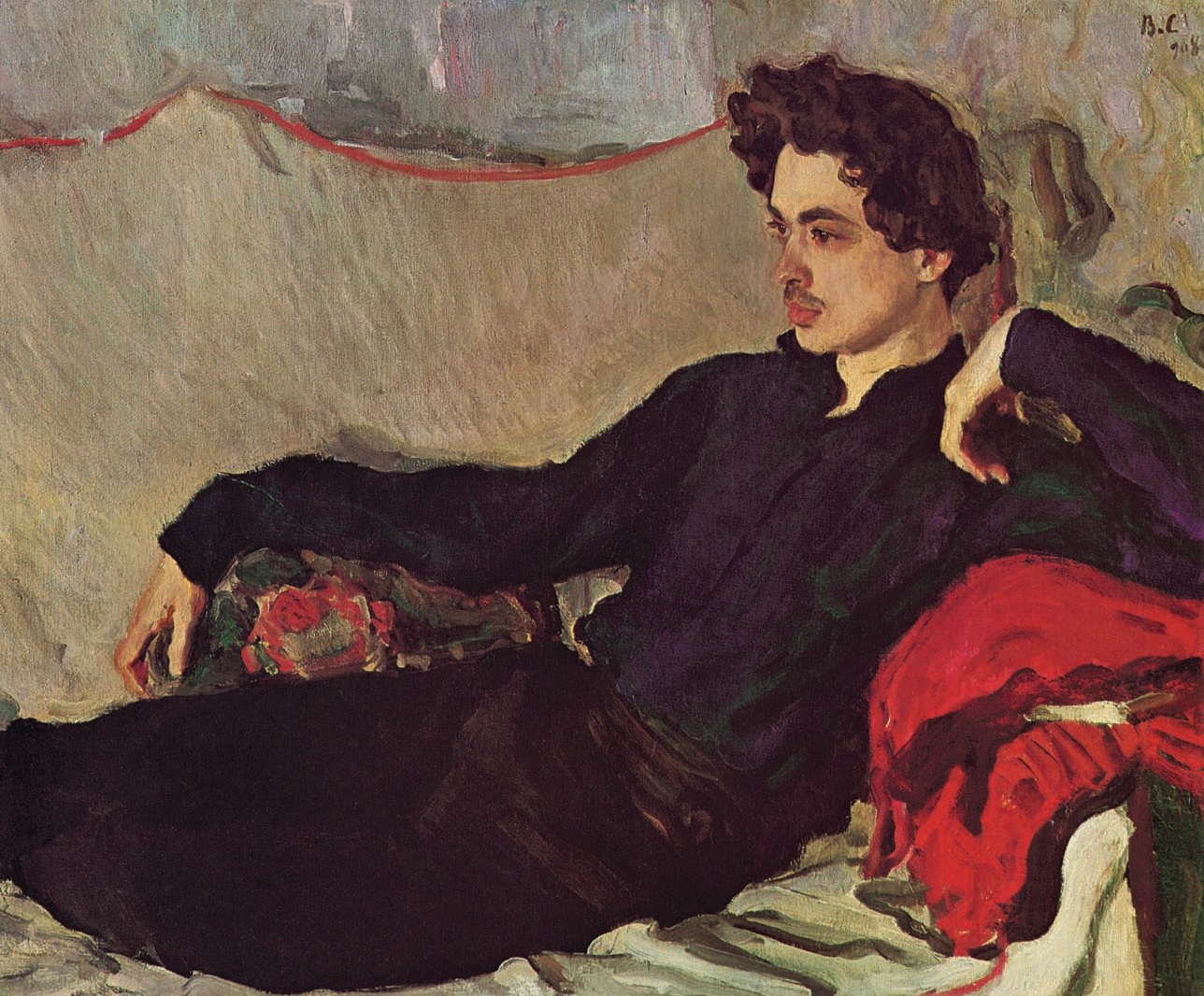
Н. С. Позняков
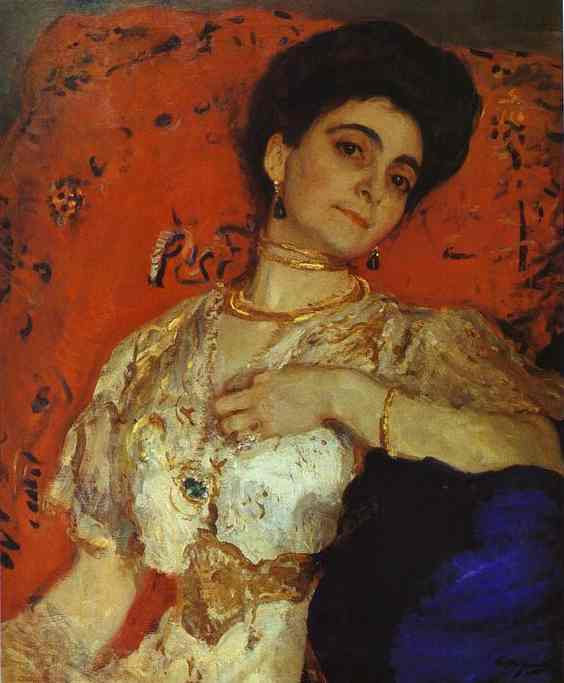
М. Н. Акимова
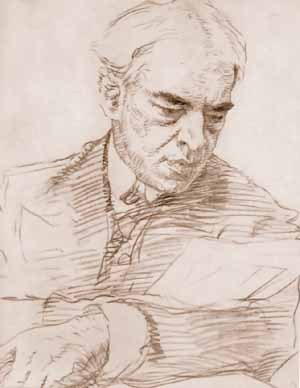
К. С. Станиславский
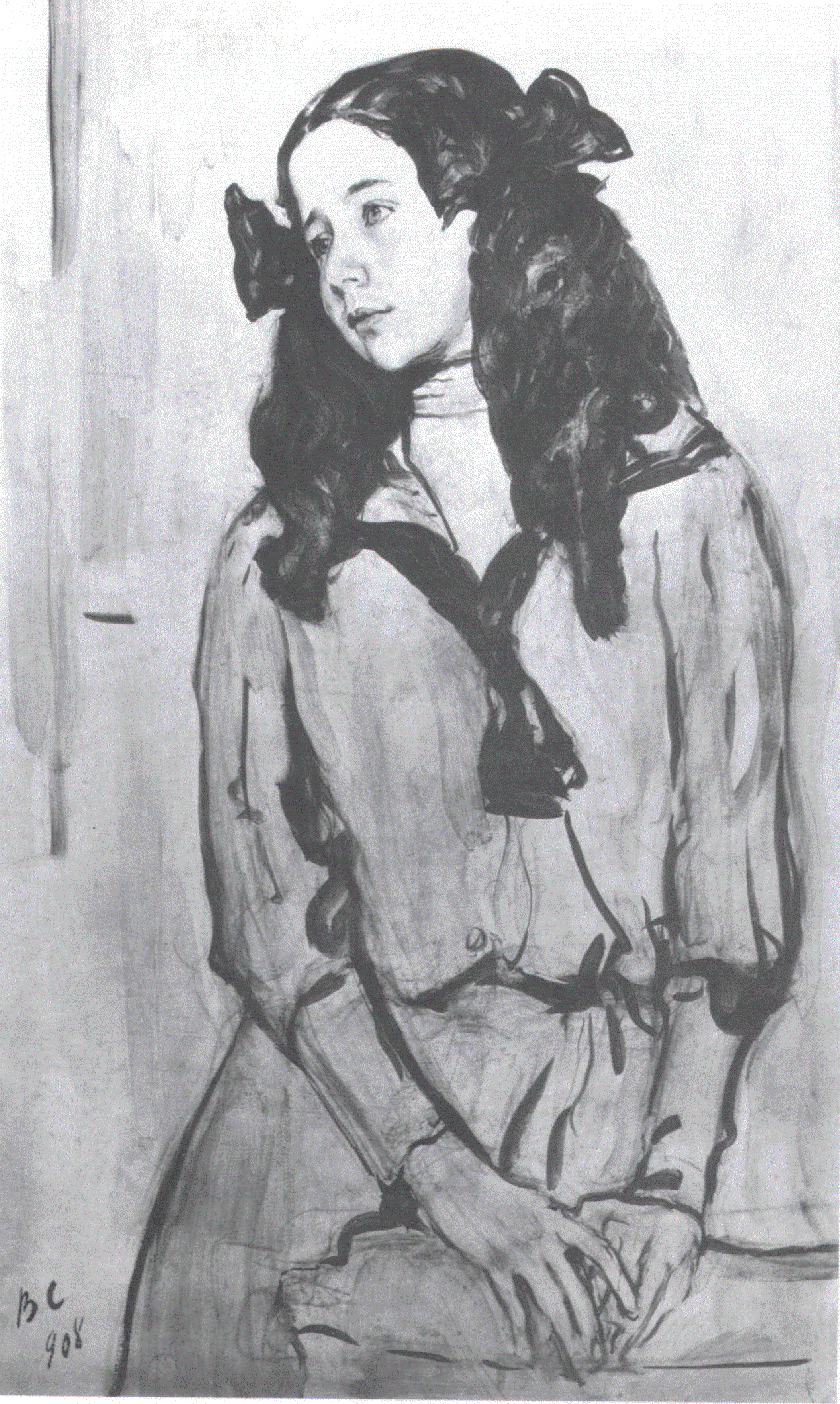
Нина Раппопорт

1909 год — протестуя против отказа восстановить А. П. Голубкину в МУЖВЗ, где она ранее занималась, ушёл из училища. Выполнил портреты Т. Карсавиной и М. Фокина, сделал афишу с танцующей Анной Павловой. Продолжал создавать портреты на заказ: Е. П. Олив, Е. И. Рерих и др.
Работы Серова за 1909 год

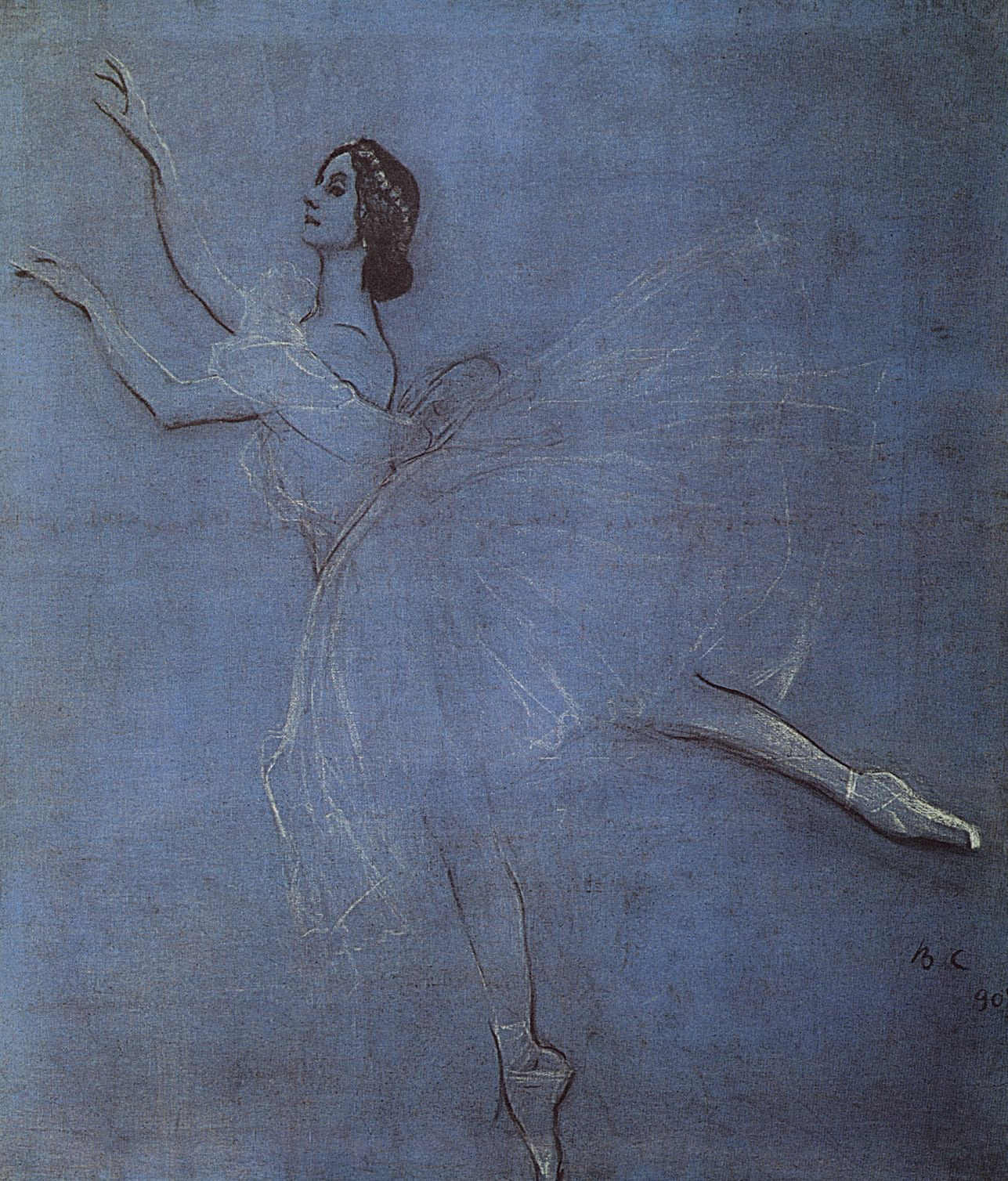
Анна Павлова
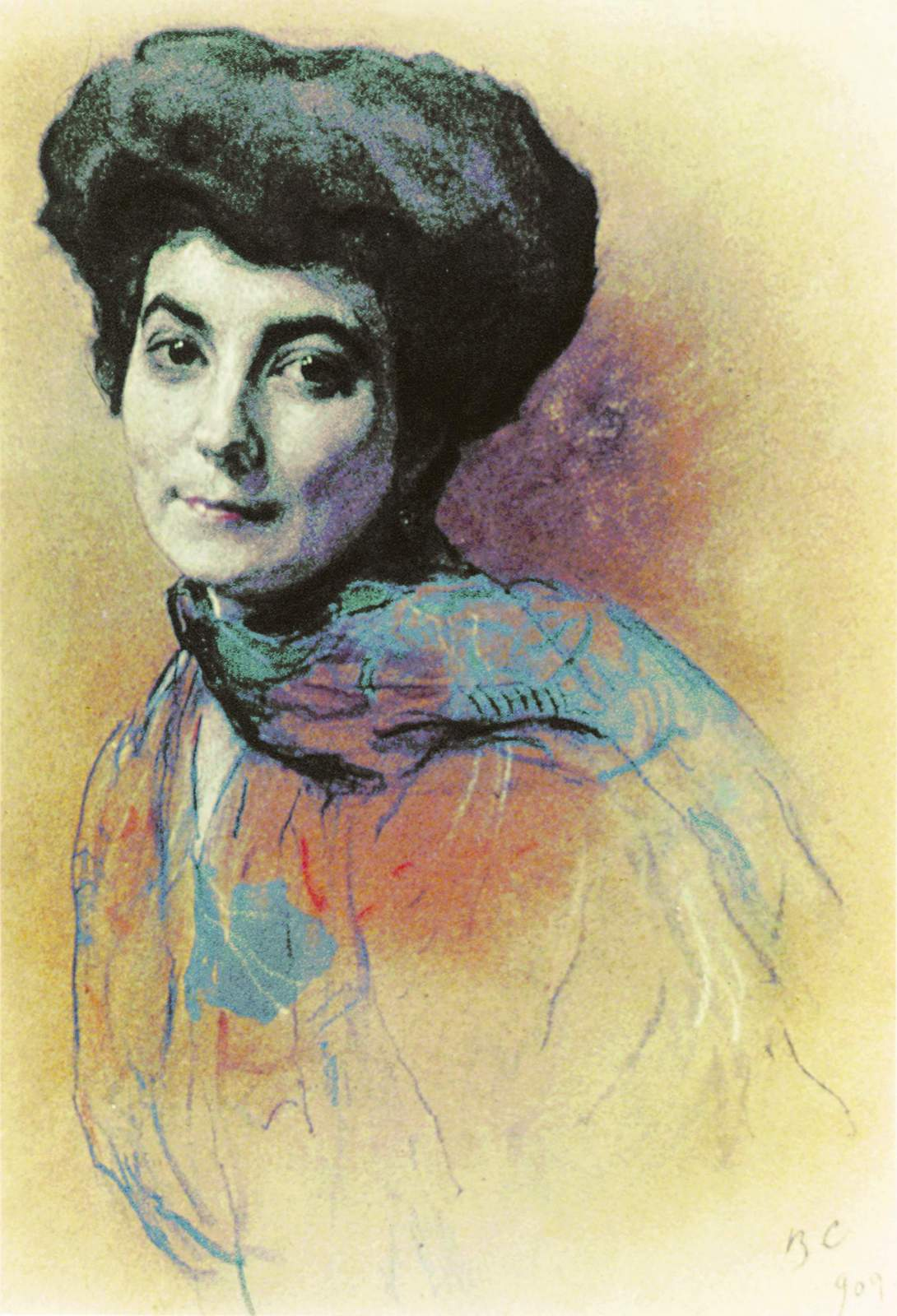
Елена Рерих

### 1910—1911
1910 год — написал портреты Иды Рубинштейн и княгини Ольги Орловой. Работая над картиной «Похищение Европы», создал её скульптурный вариант.
Работы Серова за 1910 год

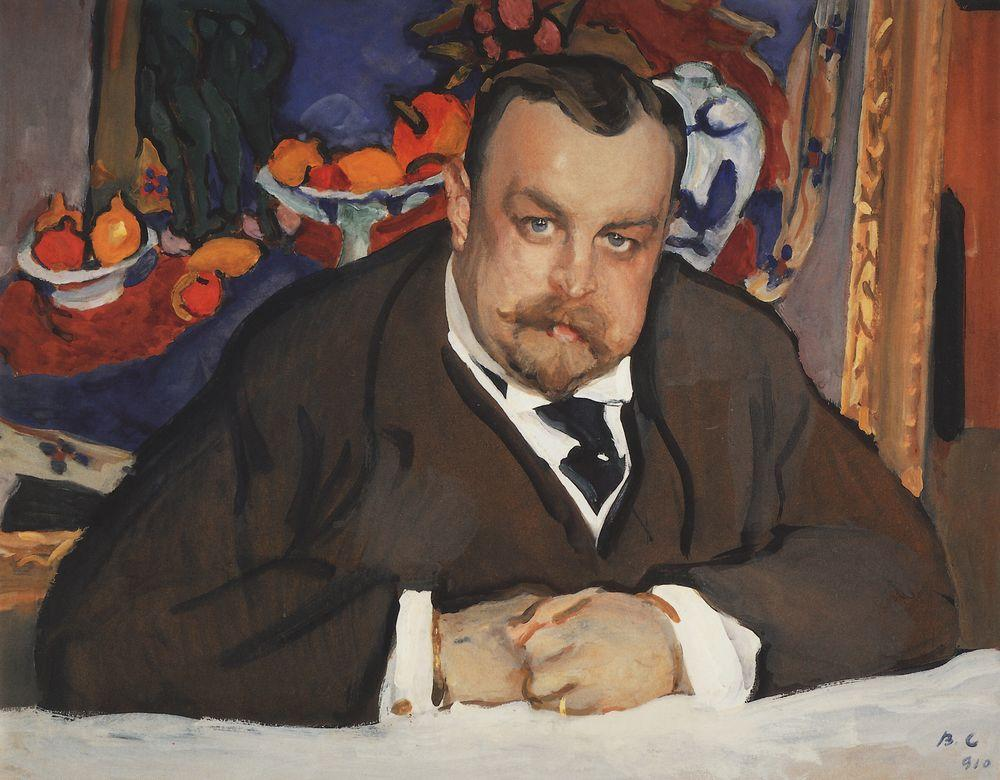
И. А. Морозов
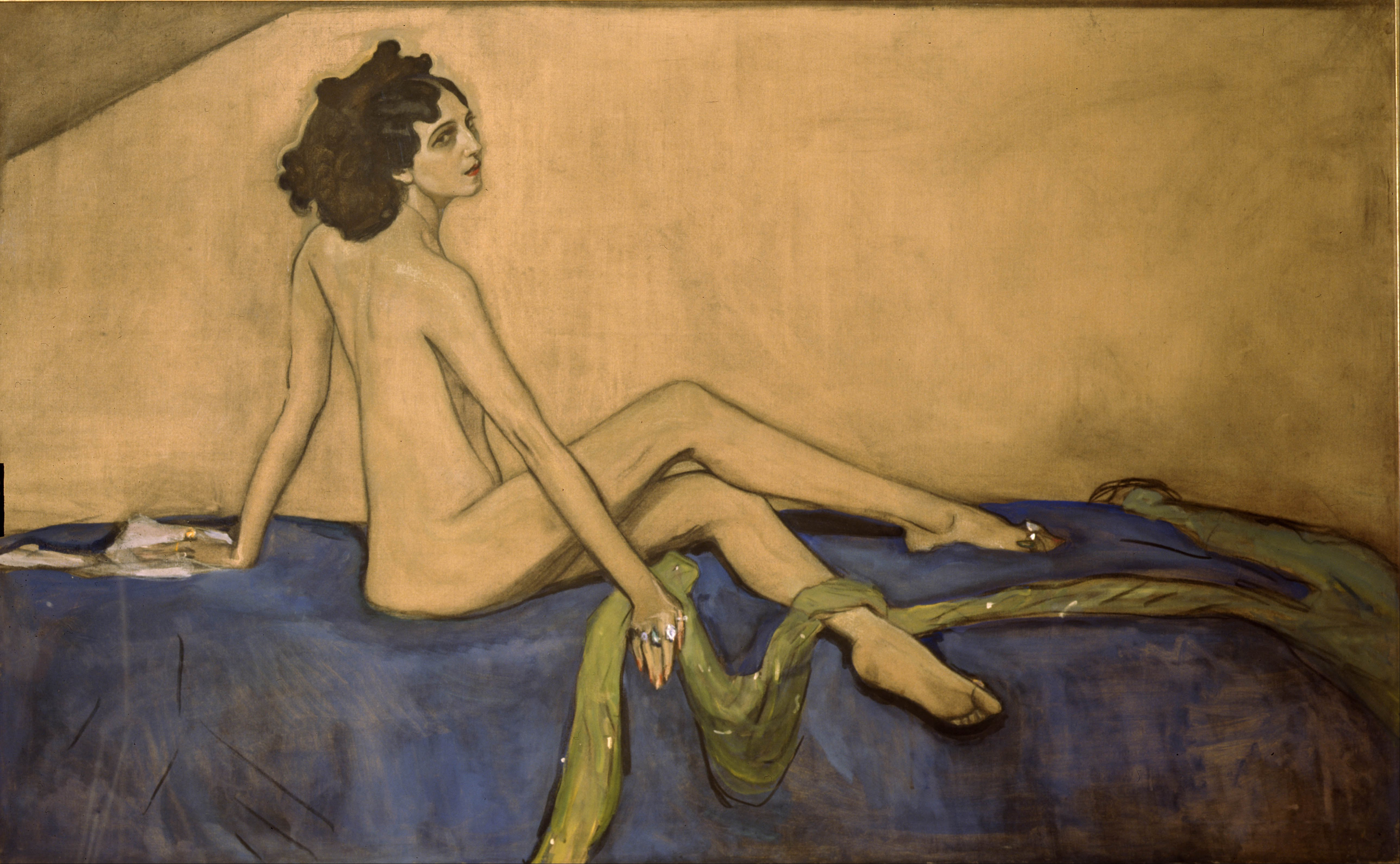
Ида Рубинштейн
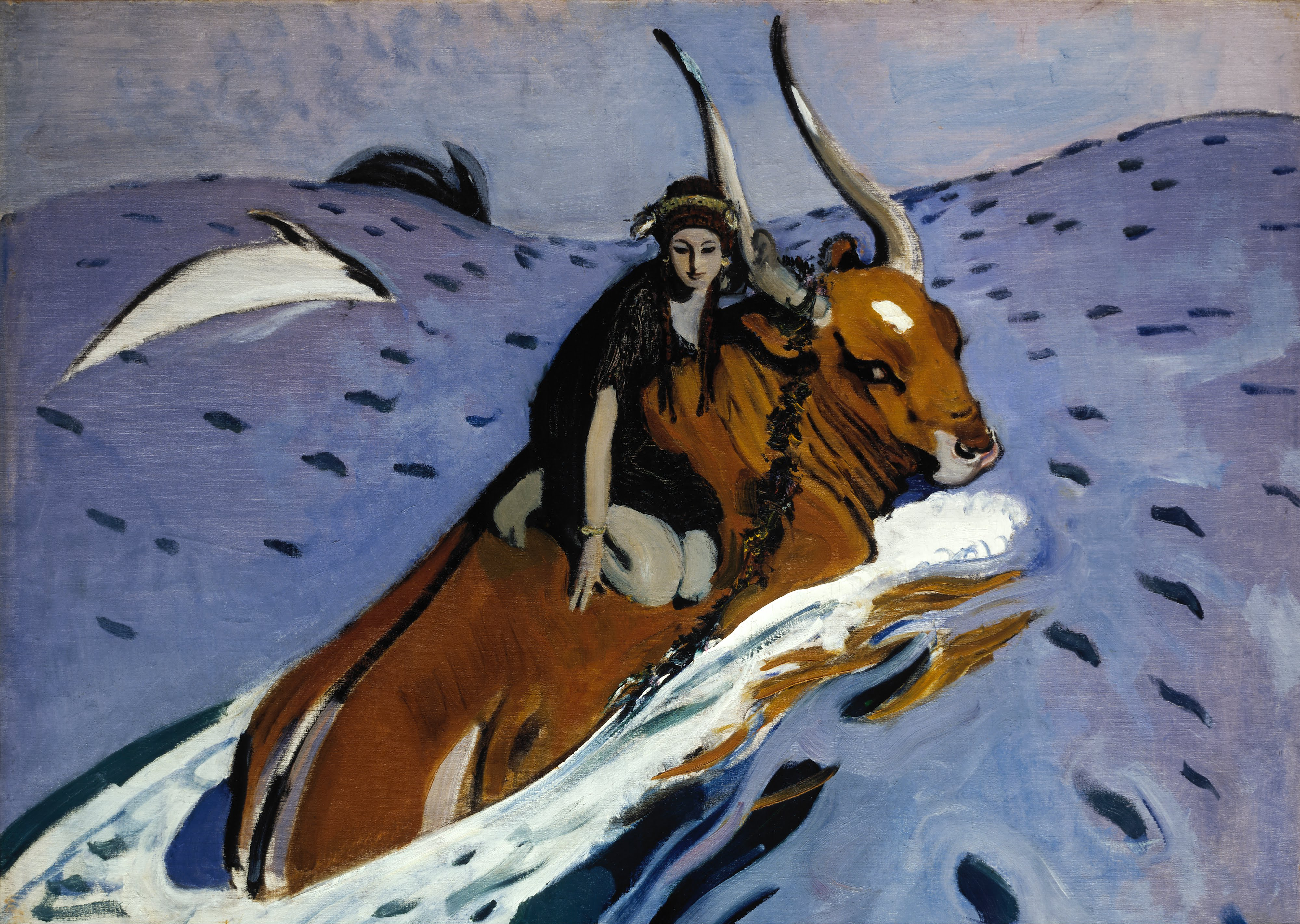
Похищение Европы
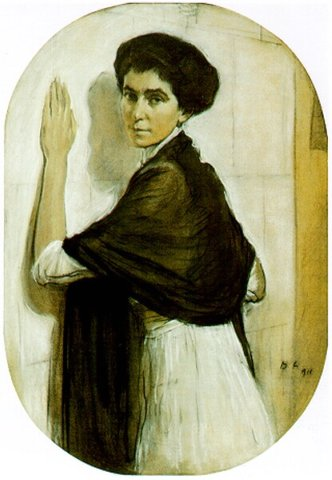
С. В. Олсуфьева
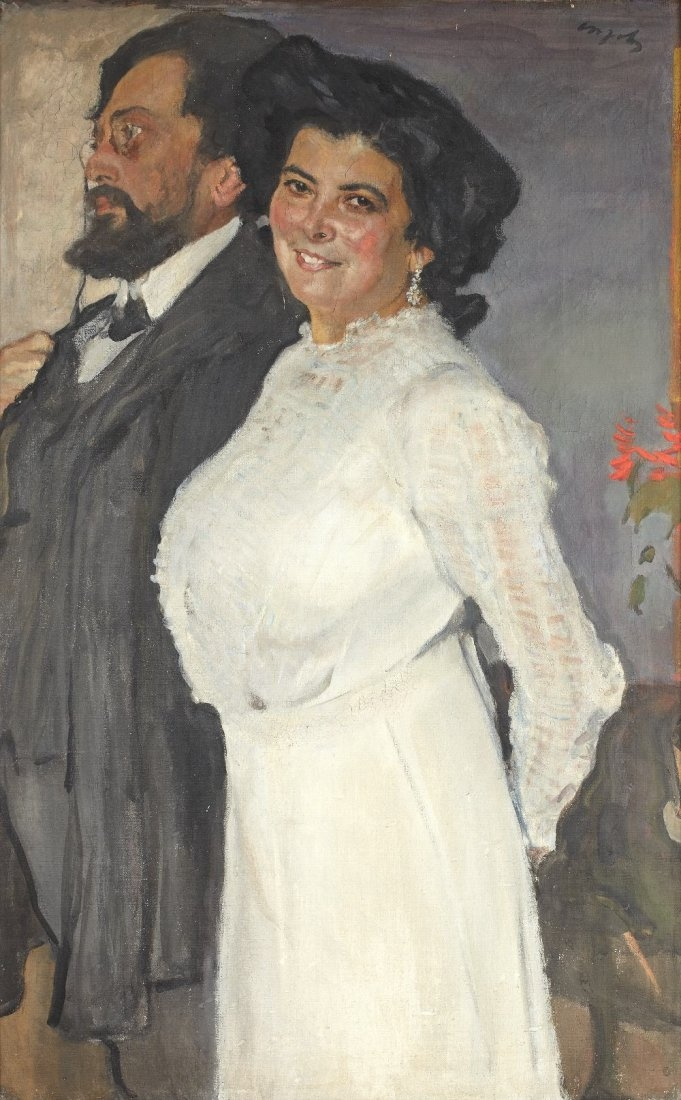
Грузенберги

1911 год — по предложению Дягилева написал эскиз занавеса для балета «Шехерезада». Продолжал писать портреты.

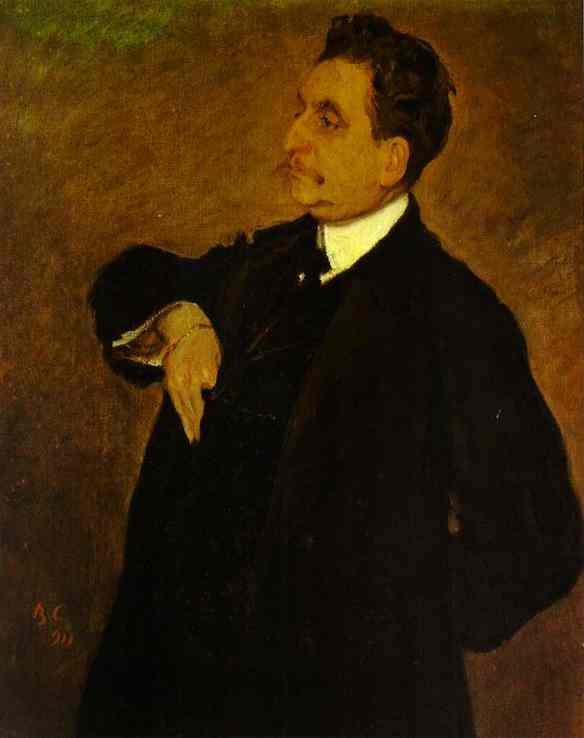
В. О. Гиршман
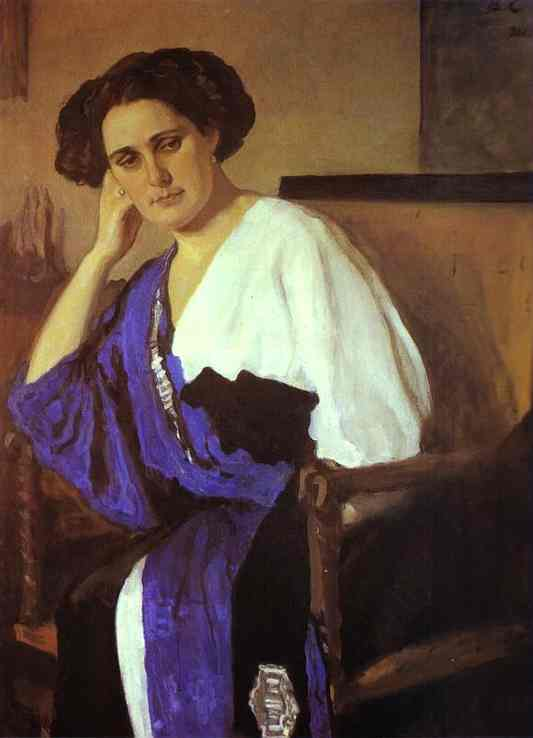
Е. А. Балина
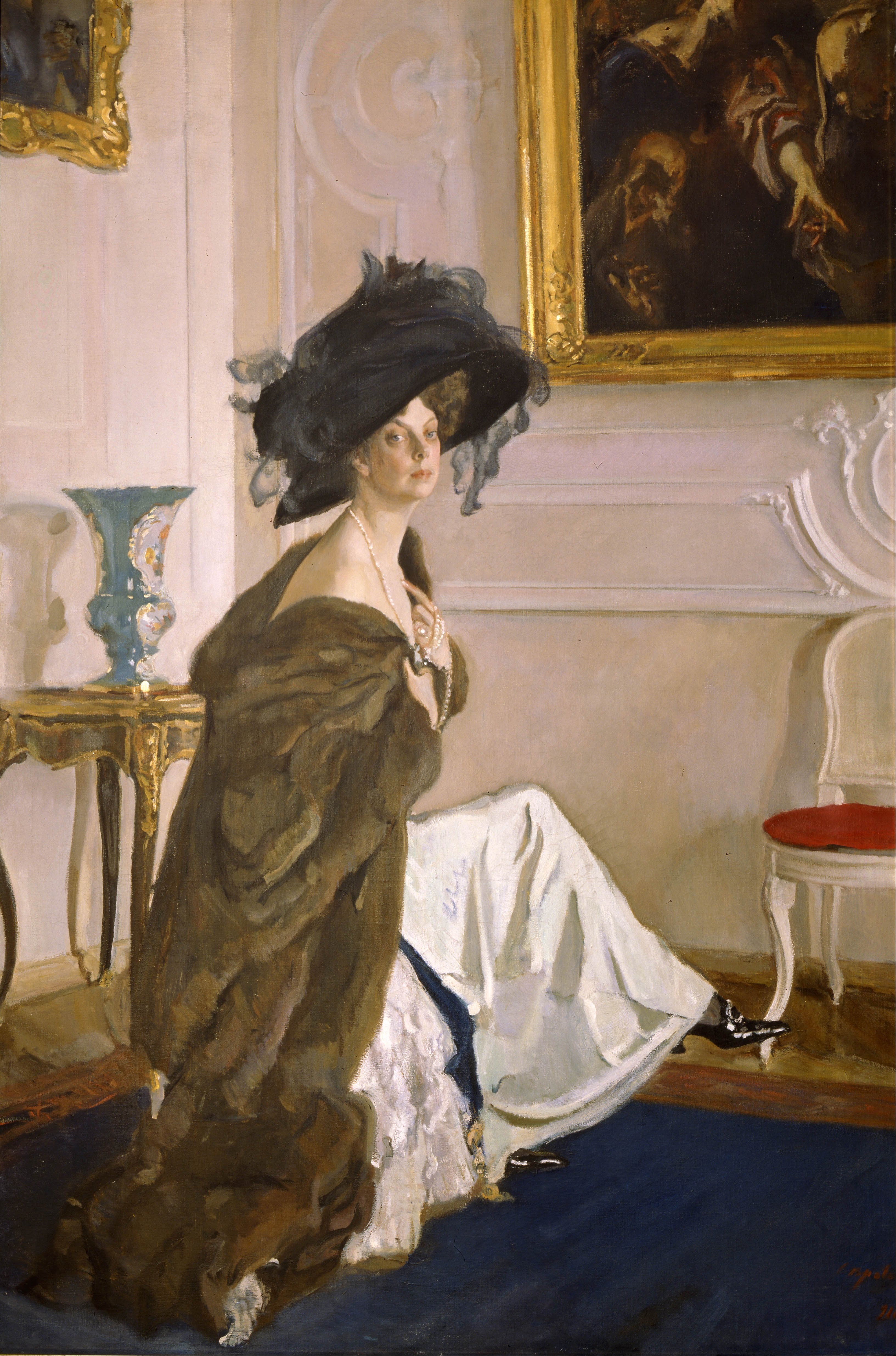
О. К. Орлова

Скончался В. А. Серов 22 ноября (5 декабря) 1911 года в Москве (умер от приступа стенокардии). Был похоронен на Донском кладбище; в 1939 году останки были перенесены на Новодевичье кладбище (уч. 2).

## Память

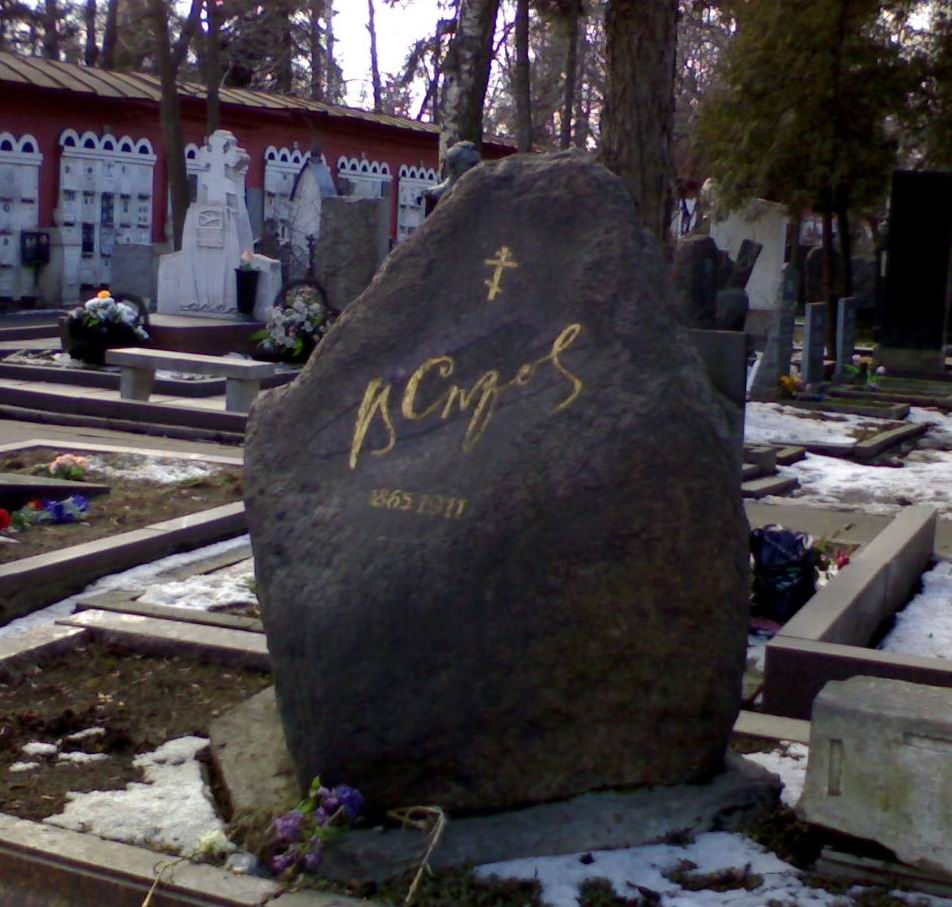
Могила В. А. Серова на Новодевичьем кладбище

- Переулок Серова в Ломоносове (Санкт-Петербург), где в 1901 году жил Серов.
- Также в честь художника названа одна из улиц Днепровского района Киева[26].
- В 2000 г. детская художественная школа № 1 в центре Москвы была названа именем художника[27].
- Имя художника носит одна из улиц Московского района города Казани.
- Именем В. А. Серова названа улица в Левобережном районе Воронежа.
- Именем В. А. Серова названа улица в г. Ижевске, район Кульбаза.
- 19 октября 1994 года в честь В. А. Серова назван астероид (3547) Серов, открытый в 1978 году советским астрономом Л. В. Журавлёвой.
- В 2025 году в Твери около Художественной школы имени Серова на проспекте Чайковского открыли бюст художнику[28].

## Выставки

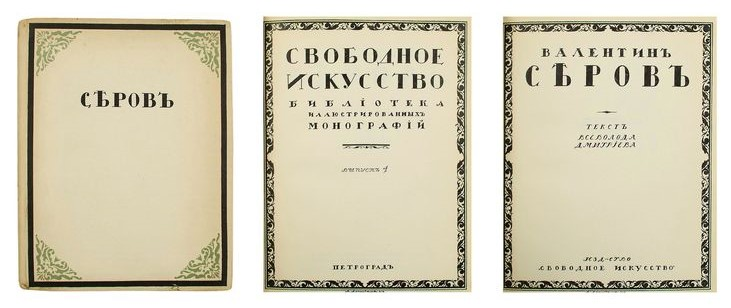
Книга Всеволода Дмитриева «Валентин Серов» (1916) — первая в серии «Библиотека иллюстрированных монографий» издательства «Свободное искусство». Оформление Александра Арнштама

- 1914 — Москва. Санкт-Петербург. Посмертная выставка произведений Серова.
- 1985 — Тверь. Выставка произведений В. А. Серова и художников его окружения по усадьбе Домотканово.
- 1991 — Москва. Государственная Третьяковская галерея.
- 2001 — Санкт-Петербург. Российская Академия художеств[уточнить]. Выставка, приуроченная к 135-летию со дня рождения Серова.
- 2004 — Москва. Художественная галерея «Дом Нащокина». Выставка картин Серова, приуроченная к 140-летию со дня его рождения. Экспонировались произведения Серова из Государственной Третьяковской галереи и ряда провинциальных музеев.
- 2005 — Санкт-Петербург. Русский музей. Графика. В экспозиции также впервые был представлен занавес к балету «Шахерезада», исполненный автором в 1911 году из коллекции Мстислава Ростроповича и Галины Вишневской.
- 2015 (05 марта—08 июня) — Санкт-Петербург. Русский музей. Выставка «Серов не портретист», приуроченная к 150-летию со дня рождения. Серов был представлен как исторический живописец, жанрист, пейзажист; было представлено около 250 произведений живописи, графики, скульптуры из коллекции Русского музея, а также из собраний других музеев России; впервые представлена картина «Хождение Христа по водам» (1890), выполненная Серовым совместно с Константином Коровиным для приходской церкви Костромской мануфактуры П. М. Третьякова и В. Д. Коншина[29].

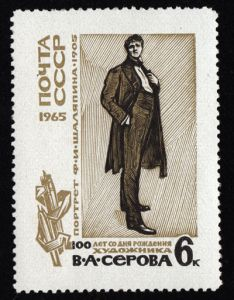
Портрет Ф. И. Шаляпина на почтовой марке СССР (1965), посвященной 100-летию со дня рождения художника Серова.

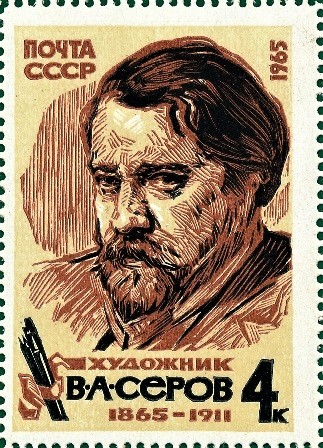
Почтовая марка СССР (1965). Русское изобразительное искусство. Валентин Серов. Номер в каталоге ЦФА 3225

- 2015 (7 октября — 29 января 2016) — Москва. Государственная Третьяковская галерея. Ретроспективная моновыставка, приуроченная к 150-летнему юбилею Серова. Представлены около 200 произведений живописи и графики из 35 музеев и собраний России и зарубежья[30]. Был подготовлен специальный выпуск журнала «Третьяковская галерея»[31]. Выставка стала самой посещаемой в истории музеев СССР и России; на 29 января 2016 года её посетили около 485 тысяч человек: «Это абсолютно рекордная цифра в истории Третьяковской галереи и выставок русского искусства за последние 50 лет»[32].

## Семья
- Отец: Александр Николаевич Серов (1820—1871);
- Мать: Валентина Семёновна, урождённая Бергман (1846—1924);
- Отчим: Василий Иванович Немчинов (1851—1882);
  - единоутробный брат: Александр Васильевич Немчинов (1876—1885)
  - единоутробная сестра: Надежда Васильевна Жилинская (1879—1951), педагог и общественный деятель; у неё было четверо детей, в том числе Дмитрий Константинович — отец художника Жилинского
- Жена: Ольга Фёдоровна Трубникова (1865—1927), воспитанница в семье Симоновичей
  - дочь: Ольга (1890—1946), в замужестве Хортик, имела дочь Ольгу Александровну Серову-Хортик (1916—1987)[33]
  - сын: Александр (1892—1959, Бейрут), был женат на дочери московского ювелира Елизавете Фёдоровне Гетенко[34]. Имел 5 детей
  - сын: Юрий (Георгий) (1894—1929, Париж)
  - сын: Михаил (1896—1938). Его сын Дмитрий был женат на актрисе Сусанне (Сюзанне) Серовой, дочери Павла Барто[35]. Имел 2 дочерей
  - сын: Антон (1900—1942)
  - дочь: Наталья (1908—1950), в замужестве Горлова, жена художника Дмитрия Горлова.
- Тётя по матери: Аделаида Семёновна Симонович (1844—1933)
  - двоюродный племянник: Андре Львов (1902—1994), французский микробиолог и лауреат Нобелевской премии
  - двоюродная племянница: Мария Владимировна Фаворская (1887—1959), художница

## Адреса
Петербург
- 7.01.1865 — 1871 — доходный дом, Большой проспект Васильевского острова, 40, кв. 21
- 1883—1884 — мастерская М. А. Врубеля в доме К. К. Шульца, 10-я линия, 9
- 1888 — лето 1889 года — Большая Итальянская улица, 11, кв. 6
- с 1901 года и до конца жизни — имел дачу в посёлке Ино на берегу Финского залива[36].

| Годы                   | Исторический адрес                                         | Современный адрес на 1990 год                  | Современное состояние дома |
| ---------------------- | ---------------------------------------------------------- | ---------------------------------------------- | -------------------------- |
| 1865—1871              | В. О., 15-я линия, 8. Квартира А. Н. Серова                | Тот же                                         | сохранился                 |
| 1880—1890 эпизодически | Кирочная ул., 23. Квартира Я. М. Симоновича                | ул. Салтыкова-Щедрина, 23                      | сохранился                 |
| 1880—1890 эпизодически | Екатерингофский проспект, 135/137. Мастерская И. Е. Репина | пр. Римского-Корсакова, 135, или пл. Репина, 3 | сохранился                 |
| 1880—1883              | В. О., 3-я линия, 40.                                      |                                                | не сохранился              |
| 1883—1884              | В. О., 10-я линия, 9. Мастерская М. А. Врубеля             | Тот же                                         | сохранился                 |
| 1884—1885              | В. О., Средний пр., 22, кв. 5. Дом лютеранской общины      | Средний пр. 18                                 | сохранился                 |
| 1888                   | Михайловская пл, 2. Квартира Ю. О. Грюнберга               |                                                | не сохранился              |
| 1888—1889              | Михайловская пл., д. Жербина, кв. 9. (В. А. Серова)        | ул. Ракова, 11                                 | сохранился                 |
| 1890—1900              | Университетская наб., 17. Квартира В. В. Матэ              | Тот же                                         | сохранился                 |
| 1890                   | Финляндская ж.д., ст. Териоки. Дача В. В. Матэ             | Зеленогорск                                    | не установлен              |
| 1899—1900              | Литейный пр., 45. Квартира С. П. Дягилева                  | Тот же                                         | сохранился                 |
| 1900—1905              | Знаменская ул., 48. Квартира С. С. Боткина                 | ул. Восстания, 43                              | сохранился                 |
| 1905—1910              | Потёмкинская ул., 9. Дом С. С. Боткина                     | Тот же                                         | сохранился                 |
| 1901—1911              | Наб. р. Фонтанки, 11. Квартира С. П. Дягилева              | Тот же                                         | сохранился                 |
| 1901—1911              | Финляндская ж.д. ст. Териоки, дер. Ино. Дача В. А. Серова  | Зеленогорск, п.п. Смолячково — Приветнинское   | не сохранился              |

Москва
- 1878 — Волхонка, д. 9
- 1887 — Волхонка, д. Воейковой, кв. 7
- нач. 1890 — Долгоруковская улица, д. И. Ф. Червенко
- конец 1890 — Малый Гнездниковский переулок, д. Крумбюгель
- 1893? — 1895 — Старопименовский переулок 12/6, д. кн. Кудашевой
- 1896—1898 — Малый Знаменский переулок, д. 3/5 (усадьба Вяземских-Долгоруковых)
- 1900—1906 — Большой Знаменский переулок, д. бр. Улановых
- 1906—1908 — Волхонка, д. Голофтеева, кв. 31
- 1908—1911 — Ваганьковский переулок, д. 9 (Клюкина)[38]

## Документалистика
- Документальный фильм из цикла «Передвижники». ООО «Студия „Неофит“» по заказу ГТРК «Культура». 2017 г (8 июня 2019). Валентин Серов.  26 мин. ГТРК «Культура». {{cite episode}}: |series= пропущен или пуст (справка)